# Liste der Wasserfälle in Deutschland

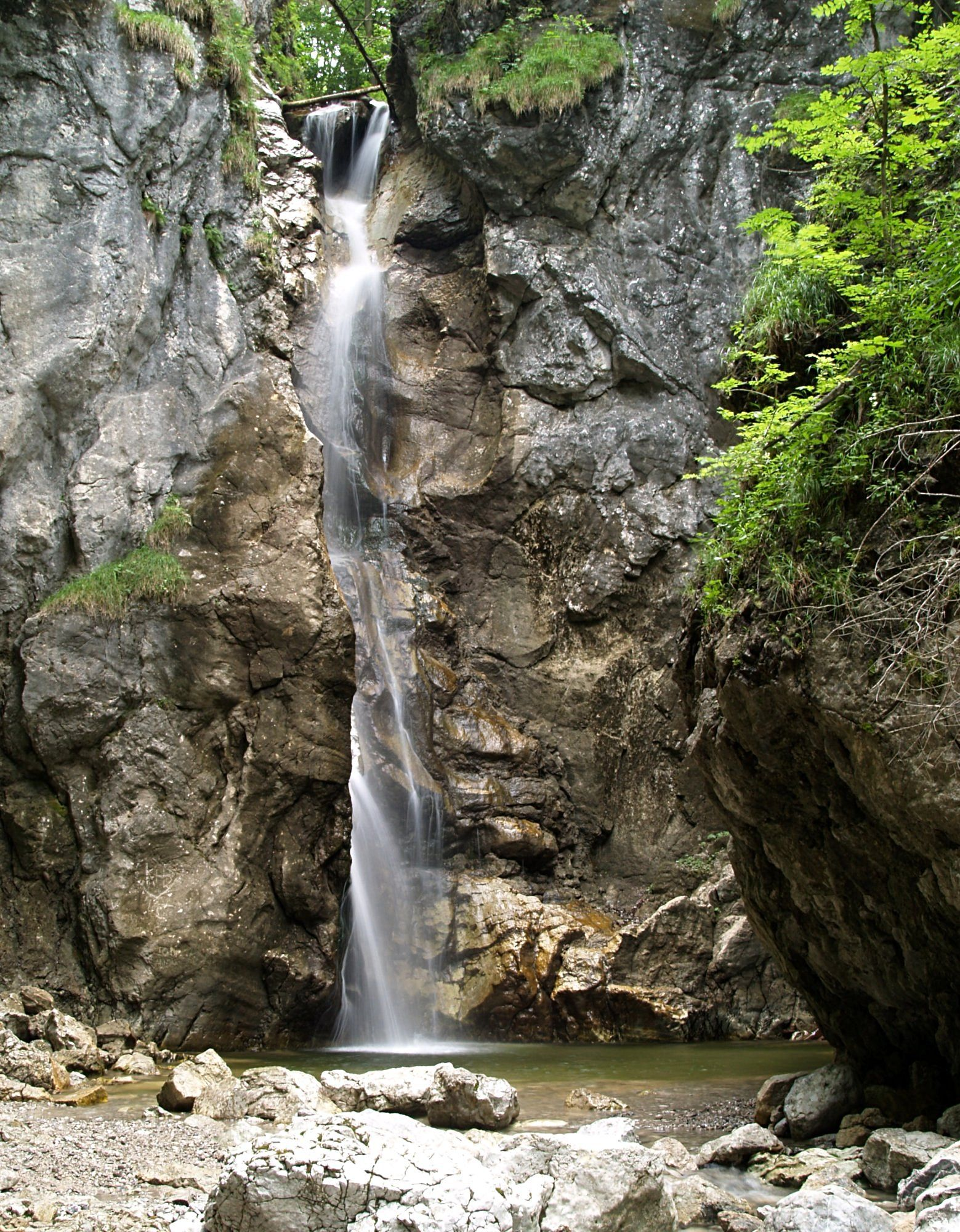
Lainbachfälle bei Kochel am See

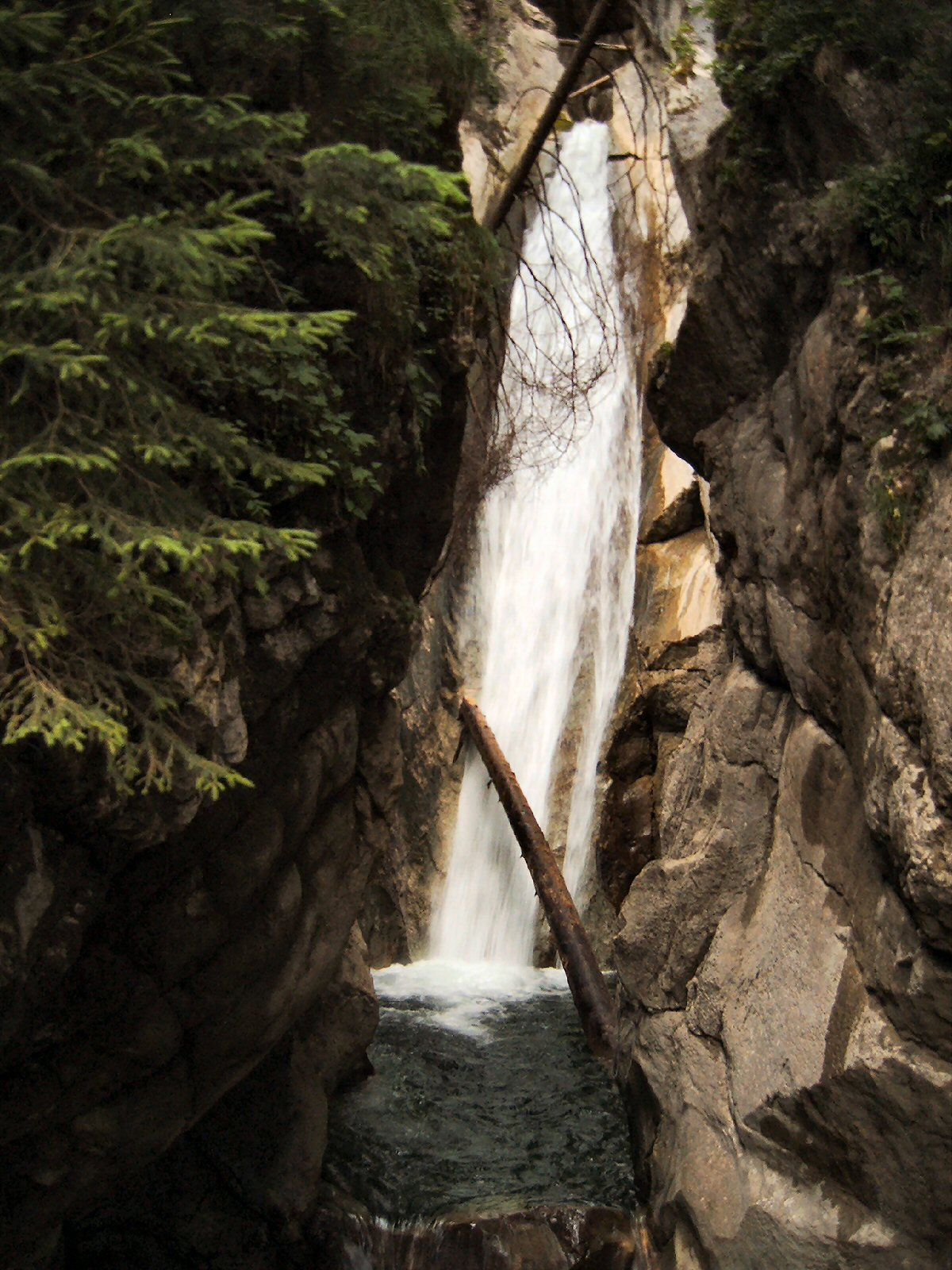
Tatzelwurm-Wasserfall

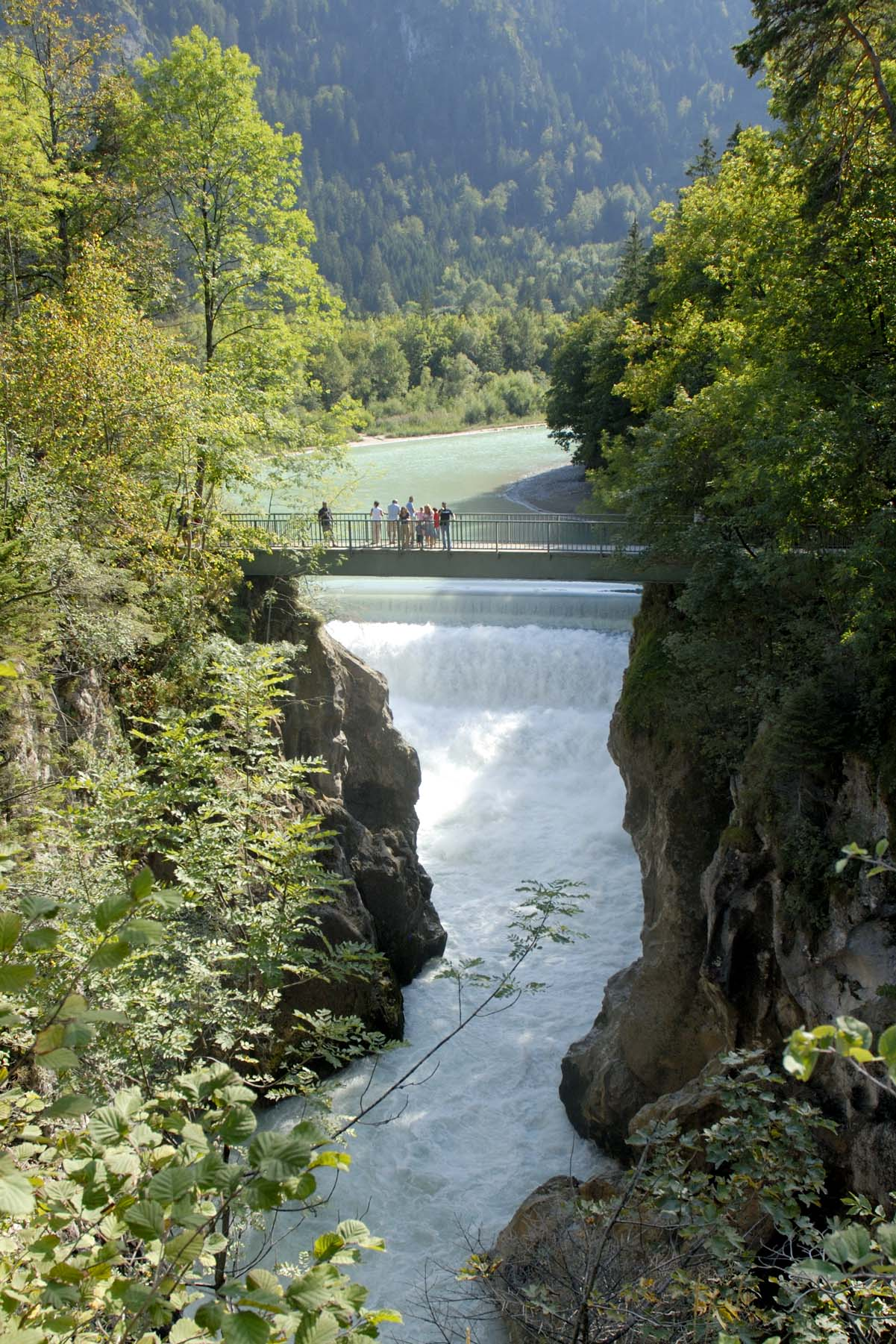
Lechfall in Füssen

Die meisten der Wasserfälle in Deutschland sind aufgrund der nur mäßig gebirgigen Topografie relativ klein. Sie werden daher in weltweiten Verzeichnissen und Rangordnungen, wenn überhaupt, in den hinteren Rängen gelistet. Hinsichtlich der Höhe gibt es jedoch bemerkenswerte Ausnahmen.
Kaum vermeidbar ist, dass Art und Anzahl der erfassten Wasserfälle den regional nicht einheitlichen Gebrauch des Begriffs Wasserfall widerspiegeln. In Regionen mit eher gleichmäßig fließenden Gewässern können bereits Stellen rauschenden Weißwassers in ihrem Namen als Wasserfall bezeichnet sein. Kleinere Wasserfälle können in niedrigeren Mittelgebirgen Besonderheiten darstellen, dagegen in den Alpen oder auch im Schwarzwald unauffällig sein.
In den Listen sind rund 500 Wasserfälle erfasst. Davon entfallen etwa 350 auf Bayern und Baden-Württemberg, wobei die Alpenregion (mit annähernd 200) und der Schwarzwald die größten Anteile haben.

## Gliederung und Inhalt der Listen
Den nach Regionen unterteilten Listen ist eine Tabelle mit den zehn höchsten Wasserfällen vorangestellt. Da sie fast alle in den Alpen liegen, folgt ihr eine weitere Tabelle mit den zehn höchsten außeralpinen Wasserfällen.
Im eigentlichen Tabellenwerk gibt es spaltenweise zusätzliche Informationen zu Typ und Entstehung des Wasserfalls und zu Anzahl und Form der Fallstufen, angegeben sind weiter der nächstgelegene Ort, das Gewässer oder die umgebende Landschaft, die Gesamthöhe und, bei mehrstufigen Fällen, die höchste Einzelstufe.

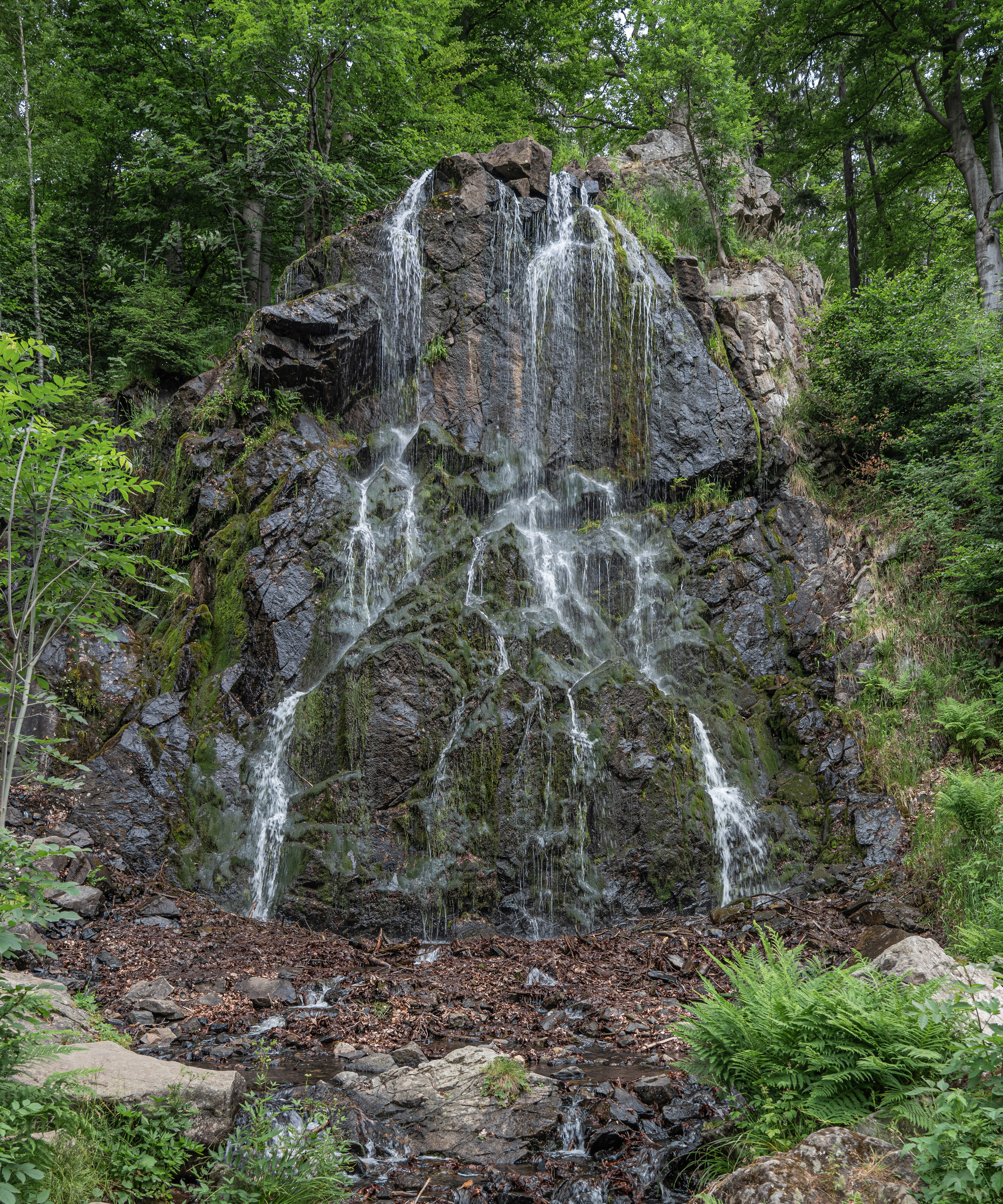
Radau-Wasserfall im Harz

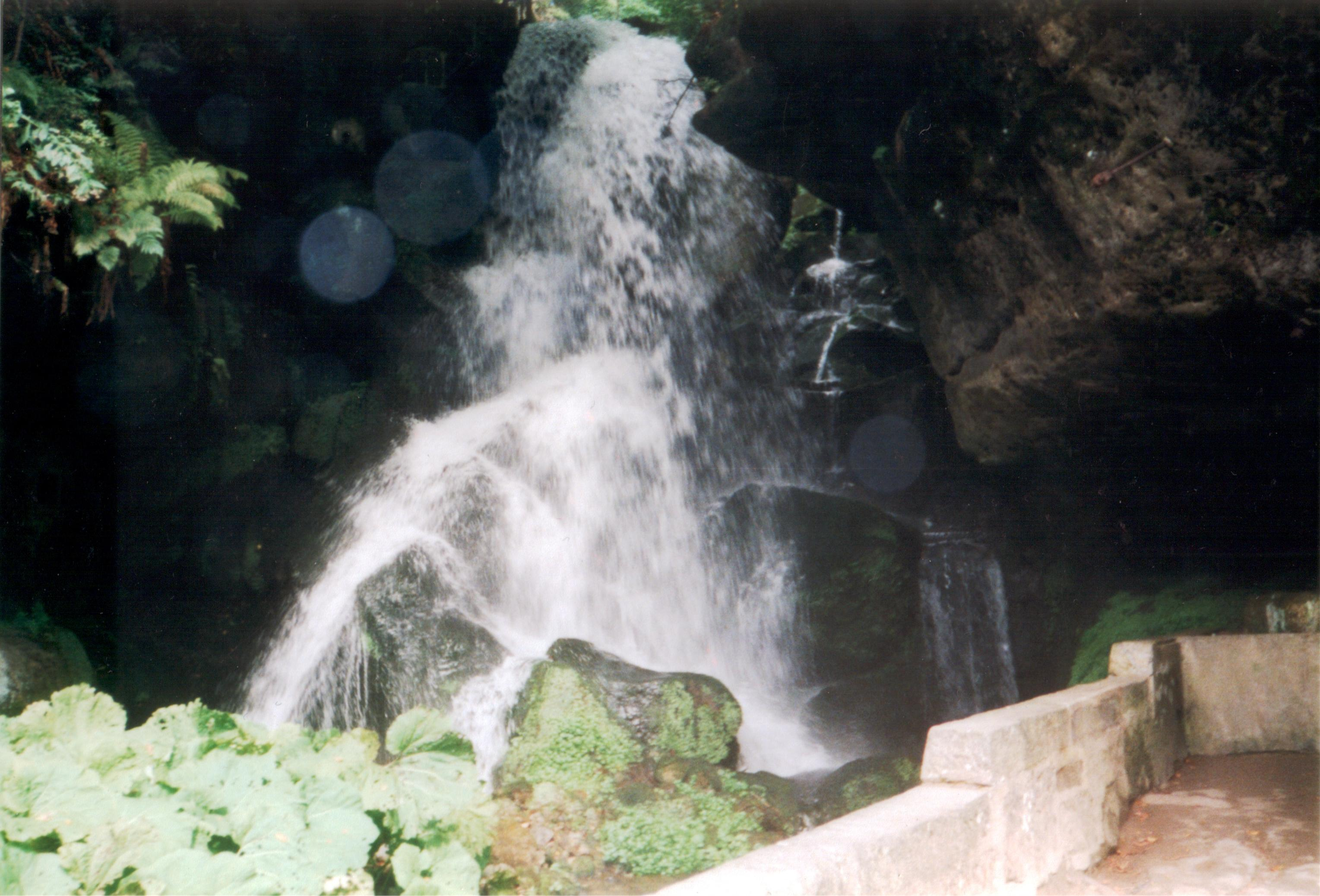
Lichtenhainer Wasserfall

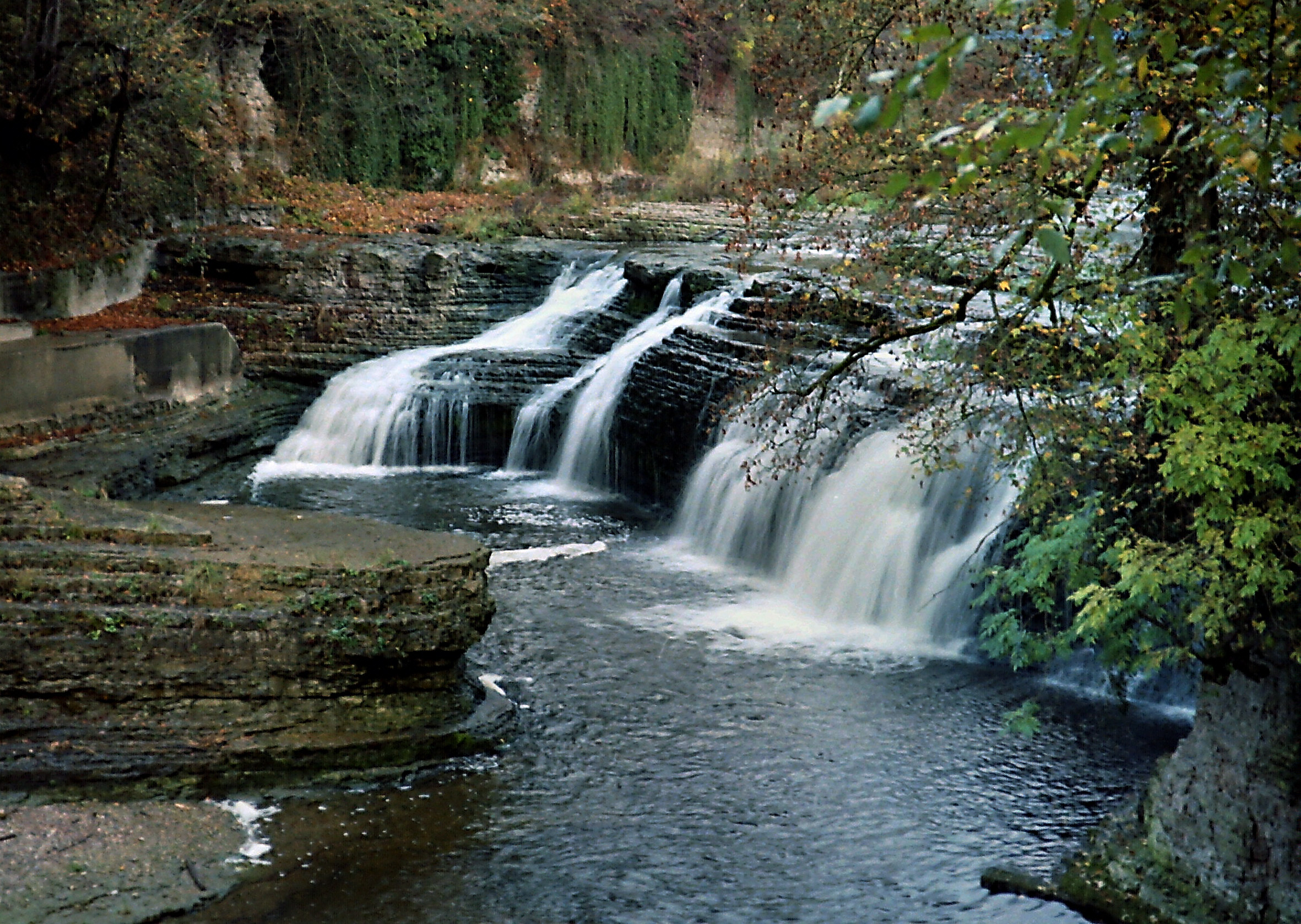
Wutach-Wasserfall bei der Lauffenmühle in Oberlauchringen

### Regionale Gliederung
Die Listen sind nach Landschaften gruppiert, in denen Wasserfälle gehäuft vorkommen. Ihnen können auch Wasserfälle aus benachbarten Räumen mit sehr wenigen Wasserfällen zugeordnet sein. Die Benennungen sind an allgemein bekannten Naturräumen orientiert. Die Abfolge ist grob südnördlich (dabei ähnlich geartete Räume möglichst benachbart). Die größeren Regionaltabellen sind nochmals untergliedert.
Einleitend zu den Regionaltabellen werden die für die jeweilige Landschaft typischen Wasserfall-Charakteristika beschrieben. Hierzu die folgende Übersicht:
- Nördliche Kalkalpen
 sehr viele und oft sehr hohe Fälle
- Alpenvorland und Bodenseeraum
 wenige Fälle, oft in Schluchten, auch wasserreich
- Bayerischer Wald, Oberpfälzer Wald, Fichtelgebirge
 kleinere, oft gleitende Fälle, nur wenige größer und mehrstufig
- Schwarzwald
 zahlreiche Wasserfälle, teils hoch oder wasserreich
- Schwäbische Alb
 Wasserfälle oft über Kalktuffbildungen, im Vorland auch wasserreich
- Fränkische Alb
 einige kleine Fälle
- Schwäbisch-Fränkischer Wald und mittlerer Neckarraum
 sehr viele Wasserfälle, oft wasserarm mit Sandsteingrotten
- Pfälzerwald und Odenwald
 meist sehr kleine Wasserfälle über Sandstein-Stufen
- Rhön, Knüllgebirge und Vogelsberg
 wenige Wasserfälle, oft über Basaltkanten
- Rheinisches Schiefergebirge
 viele kleinere Wasserfälle in unwegsamen Engtälern, teils wasserreiche Katarakte
- Thüringer Wald
 meist kleinere Wasserfälle, oft in Konglomerat-Schluchten
- Elbsandsteingebirge und Erzgebirge
 meist freie Fälle in Sandsteinschluchten, teilweise künstlich
- Harz
 einige künstliche und ansonsten kleinere Wasserfälle
- Weser-/Leinebergland und Rothaargebirge
 wenige, sehr verschiedenartige Wasserfälle
- Norddeutsches Tiefland
 natürliche Fälle nur an der Steilküste Rügens

### Größenangaben
Meistens werden Wasserfälle nach ihrer Fallhöhe sortiert, seltener auch nach Wasserführung. Aber erst eine gewichtete Kombination aus beidem kann die „Größe“ eines Wasserfalles vergleichbar machen.
Da die Wasserführung bei den meisten Wasserfällen nicht bekannt und auch nicht leicht zu ermitteln ist, muss auf diese Angabe hier verzichtet werden. Bei der notwendigen Festsetzung ungefährer Untergrenzen geht sie aber mit ein. Auch die Höhenangaben zu Wasserfällen sind als Näherung zu verstehen; es gibt selten eindeutige Bezugspunkte.
Bei mehrstufigen Wasserfällen wird die Gesamthöhe über alle Fallstufen gemessen. Eingebürgerte Wasserfall-Namen umfassen mitunter auch eng aufeinander folgende, eigentlich aber eigenständige Wasserfälle. Trotzdem erscheinen derartige Fallgruppen mit nur einem Namen in den Listen als ein mehrstufiger Wasserfall. Stellt ein solcher steiler Gefälleabschnitt mit mehreren Fallstufen keine hinreichend deutlich abgrenzbare Steilstufe dar, wie öfters bei Schluchten und Klammen, kann keine Gesamthöhe angegeben werden, sondern lediglich die Höhe des höchsten Wasserfalles.
Auch bei Wasserfällen mit nur einer Fallstufe kann eine vom Einzelwert abweichende Gesamthöhe angegeben sein, da ober- und unterhalb der Fallstufe ein hohes Gefälle mit kleinen Kaskaden vorhanden sein kann. Es wird dann mit einbezogen, wenn es mit dem Wasserfall eine augenfällige morphologische Einheit bildet.
Bei mehrstufigen Wasserfällen ist es oft noch schwieriger, Beginn und Ende des Wasserfalles zu bestimmen, da das Gesamtbild auch von angrenzenden Sturzbachabschnitten mit sehr kleinen Kaskaden geprägt sein kann.
Die Höhenangaben sind teils aus der Literatur übernommen, teils geschätzt oder grob mit Luftdruck-Höhenmesser ermittelt. Aber auch die „offiziellen“ Höhenangaben der bekannteren Wasserfälle sind einer Überprüfung wert. In der Literatur unterscheiden sie sich untereinander oft, oder sie spiegeln sehr unterschiedliche Auffassungen von Beginn und Ende eines Wasserfalls wider.

### Untergrenzen
Die Listen enthalten Wasserfälle ab einer Höhe von ca. 1,5 Metern und ab einer Stufenneigung von ca. 30 Grad. Der Wasserfall sollte bei durchschnittlicher Wasserführung als Weißwasser augenfällig sein (nicht nur rieseln oder tröpfeln), außerdem wenigstens teilweise durch natürliche Prozesse entstanden oder aber gezielt als Wasserfall (ohne Pumpbetrieb) gestaltet worden sein.
Diese Abgrenzungen versuchen, dem allgemeinsprachlichen Gebrauch des Begriffs Wasserfall gerecht zu werden, aber auch fachlichen Aspekten der Geomorphologie (dazu, und zu Entstehungsursachen, siehe Wasserfall). Regional bekannte Wasserfälle außerhalb dieser Untergrenzen sind mit Hinweisen wie Tröpfelfall, Katarakt oder Pumpbetrieb aufgenommen. Gelegentlich sind Schluchten und Klammen stellvertretend für die in ihnen enthaltenen, meist namenlosen Wasserfälle aufgeführt.

## Die zehn höchsten Wasserfälle
| Name                              | Beschreibung | Gesamt- höhe |
| --------------------------------- | --- | ------------ |
| ⊙ Röthbachfall                    | Höchster Wasserfall in Deutschland. Stürzt über eine fast 400 Meter hohe, teils senkrechte Wand in den Talkessel Fischunkel südlich des Königssees | 470 Meter    |
| ⊙ Landtalgraben-Wasserfall (Bild) | Zwei meist gleitende Hauptstufen über Trogtal-Schluss Fischunkel südlich des Königssees                                                            | 410 Meter    |
| ⊙ Seebach-Wasserfall (Bild)       | Mehrere große Fallstufen im hinteren Oytal bei Oberstdorf                                                                                          | 390 Meter    |
| ⊙ Kuhfluchtwasserfälle            | Drei hintereinander liegende Wasserfälle an einem Felshang bei Farchant                                                                            | 340 Meter    |
| ⊙ Zipfelsfall (Bild)              | Mehrere große Fallstufen direkt am Ortsrand von Hinterstein                                                                                        | 270 Meter    |
| ⊙ Königsbach-Wasserfall (Bild)    | Mehrere große Fallstufen über dem Königssee-Ostufer                                                                                                | 200 Meter    |
| ⊙ Wasserfall am Ristfeuchthorn    | Stürzt bei Schneizlreuth über eine Felswand in die Weißbachschlucht. Führt nur nach starken Regenfällen oder während der Schneeschmelze Wasser     | 200 Meter    |
| ⊙ Staubfall (Bild)                | Mehrere große Fallstufen südlich Ruhpolding, Grenzübergang nach Österreich unterquert den Wasserfall                                               | 190 Meter    |
| ⊙ Triberger Wasserfall            | Sieben Hauptstufen der Gutach direkt am Ortsrand von Triberg                                                                                       | 163 Meter    |
| ⊙ Dietersbach-Wasserfall (Bild)   | Stürzt eine Steilwand im Gerstrubental bei Oberstdorf hinunter                                                                                     | 160 Meter    |

## Die zehn höchsten Wasserfälle außerhalb der Alpen
| Name                                         | Beschreibung | Gesamt- höhe |
| -------------------------------------------- | --- | ------------ |
| ⊙ Triberger Wasserfälle                      | Die Gutach stürzt über zwei Falltreppen von ca. 10 m und ca. 85 m Höhe (mit sieben Stufen) in den Triberger Talkessel. Deutschlands wohl bekanntester Wasserfall, jedoch nicht, wie traditionell attestiert, sein höchster. Entstehung Steilstufe: Verwerfung, eiszeitliche Konfluenzstufe, Entstehung Kaskaden: Kluftmuster im Granit, Auskolkung                                                                              | 163 Meter    |
| ⊙ Todtnauer Wasserfall (Hangloch-Wasserfall) | Der Stübenbach stürzt bei Todtnauberg weit sichtbar in vier Hauptstufen zu Tal (4 m, 4 m, 11 m, 60 m). Der nach dem Hangloch, einem alten Bergwerksstollen, benannte Wasserfall wird frei als „höchster Naturwasserfall“ Deutschlands beworben. Entstehung Steilstufe: Verwerfung und Mündungsstufe eines eiszeitlichen Hängetals                                                                                               | 97 Meter     |
| ⊙ Uracher Wasserfall                         | Der Brühlbach stürzt südwestlich von Bad Urach im Maisental über eine Kalktuff-Kante 37 Meter frei in die Tiefe, dann gleitend weitere 50 Höhenmeter über Kalktuffpolster. Entstehung: Aus dem karbonathaltigen Wasser fällt täglich 5 kg Kalksinter aus, wodurch die gesamte Fallterrasse (die Hochwiese) entstand. Die Felswand kragt an den Sturzkanten typisch vor, wurde aber auch durch Kalktuffsteingewinnung versteilt. | 87 Meter     |
| ⊙ Wasserfälle Margarethenschlucht            | Bei Neckargerach stürzt der Flursbach im letzten Laufabschnitt eine treppenartige Folge mehrere Meter hoher Stufen hinab. Entstehung Steilstufe: Prallhang des Neckars; Entstehung Kaskaden: Härteunterschiede horizontaler Gesteinsbänke des Buntsandsteins, Kolkbildung | 85 Meter     |
| ⊙ Dietlinger Wasserfälle                     | Nördlich von Waldshut-Tiengen stürzt der Großbach in bis zu 22 Meter hohen Einzelstufen, entstanden an Verwerfungsfugen, in meist unzugänglicher Schlucht ins Tal der Schlücht. | 71 Meter     |
| ⊙ Allerheiligen-Wasserfälle                  | Der Lierbach fällt unterhalb des Klosters Allerheiligen durch eine steilwandige Porphyr-Schlucht über sieben Stufen etwa 66 m (laut TK 25) in die Tiefe. Sie werden auch als die Sieben Bütten oder Büttensteiner Wasserfälle bezeichnet. Entstehung Steilstufe: Härteunterschied des gequerten Porhyrganges zum umgebenden Kristallin; Entstehung Kaskaden: Kolkbildung                                                        | 66 Meter     |
| ⊙ Feldsee-Wasserfall                         | Der Wutach-Oberlauf Seebach fällt östlich des Feldbergs über drei hohe Fallstufen steil in den eiszeitlichen Gletscherkessel des Feldsees ab. Die Kaskaden sind an querenden Granitporphyr-Gängen entstanden. | 62 Meter     |
| ⊙ Gertelbachfälle                            | Der Gertelbach überwindet südlich von Baden-Baden einen Steilabschnitt von 220 Meter Höhe in zahlreichen Fallstufen. Der Hauptfallbereich beträgt 62 Meter. Entstehung Steilstufe: glazigene Versteilung wahrscheinlich; Entstehung Kaskaden: Kluftnetz im Bühlertalgranit | 62 Meter     |
| ⊙ Romkerhaller Wasserfall                    | 1862 wurde der Wasserfall südlich von Goslar im Okertal angelegt. Die umgeleitete Romke stürzt erst frei eine Kalksteinwand hinunter und dann über einen gestuften Felshang. | 50 Meter     |
| ⊙ Trusetaler Wasserfall                      | Der höchste Wasserfall des Thüringer Waldes wurde 1865 bei Trusetal angelegt. Das Wasser der Truse wird 2,2 Kilometer den Waldhang entlang geleitet, um dann, teils in Rinnen geführt, in hohen Kaskaden über einen Felshang und eine Blockhalde zu stürzen. | 45 Meter     |

Die zehn höchsten Wasserfälle außerhalb der Alpen
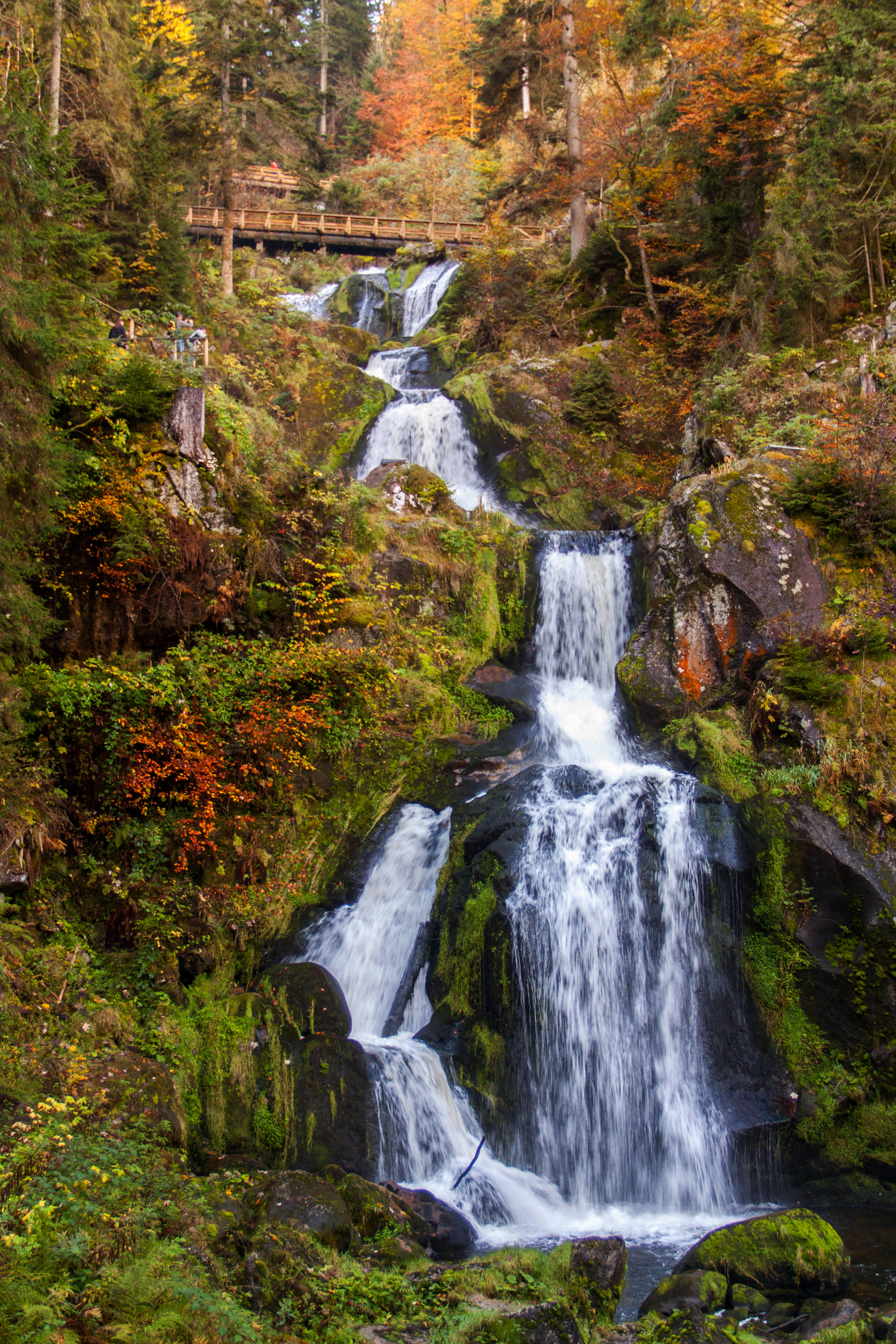
Triberger Wasserfall (163 m)
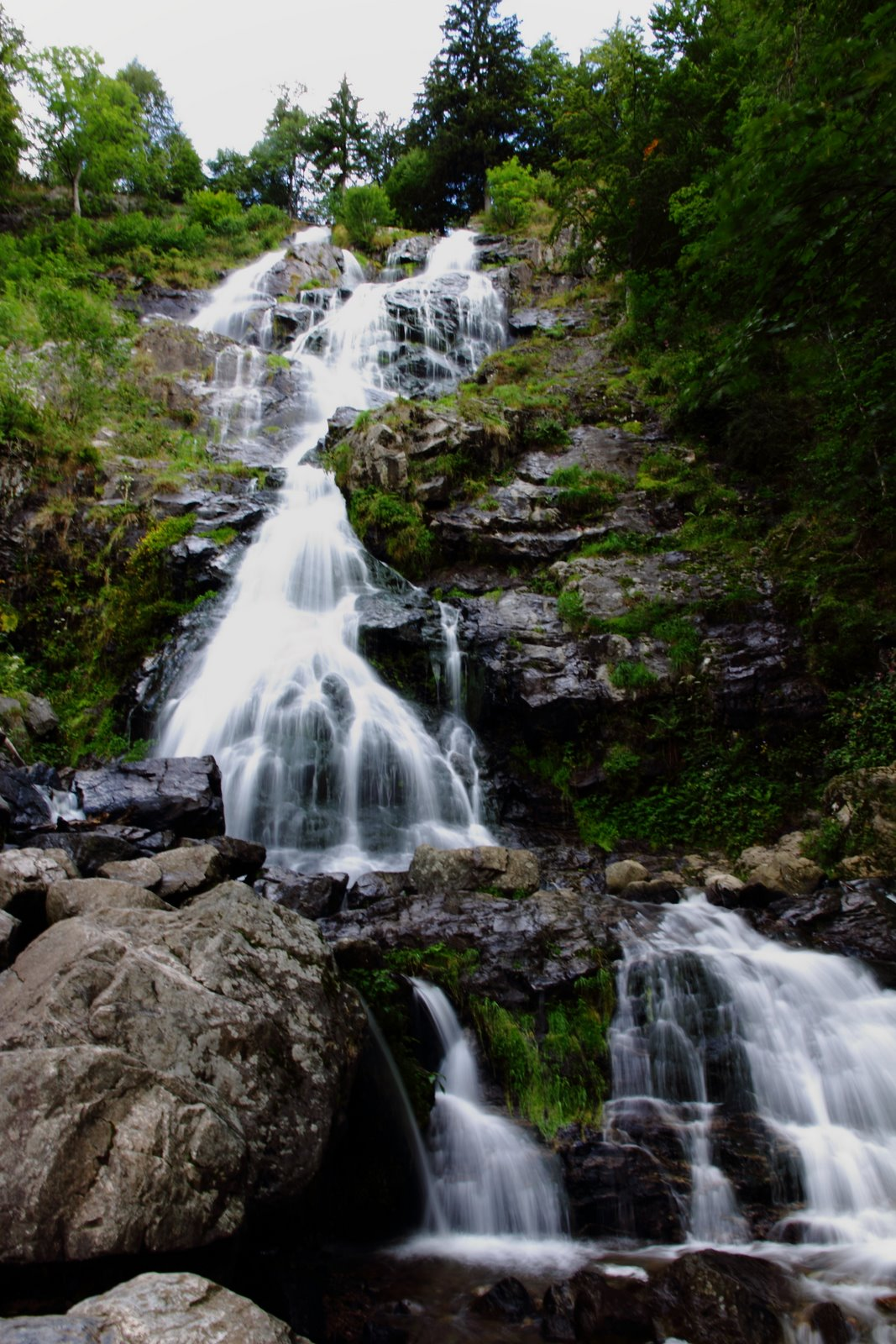
Todtnauer Wasserfall (97 m)
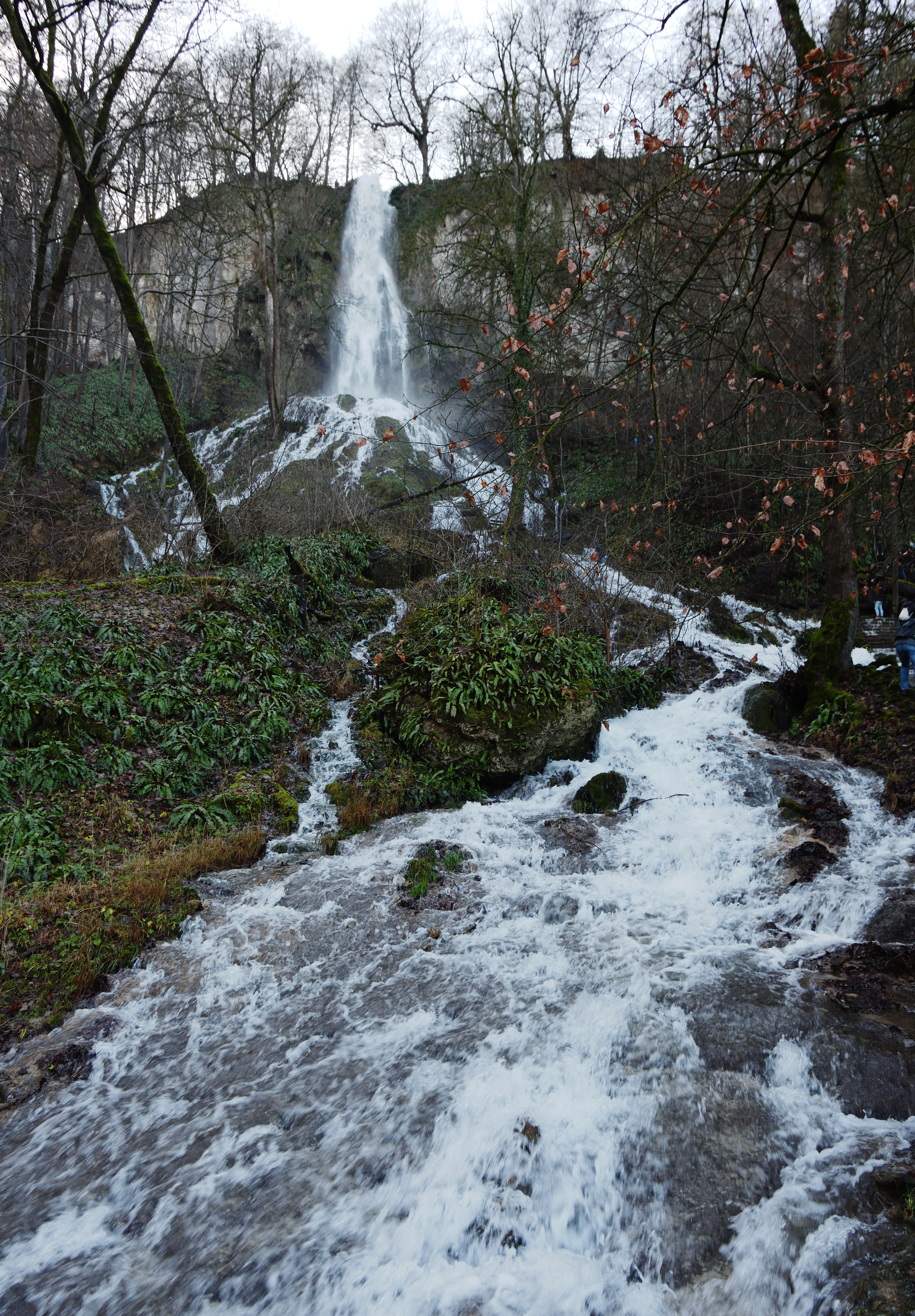
Uracher Wasserfall (87 m)
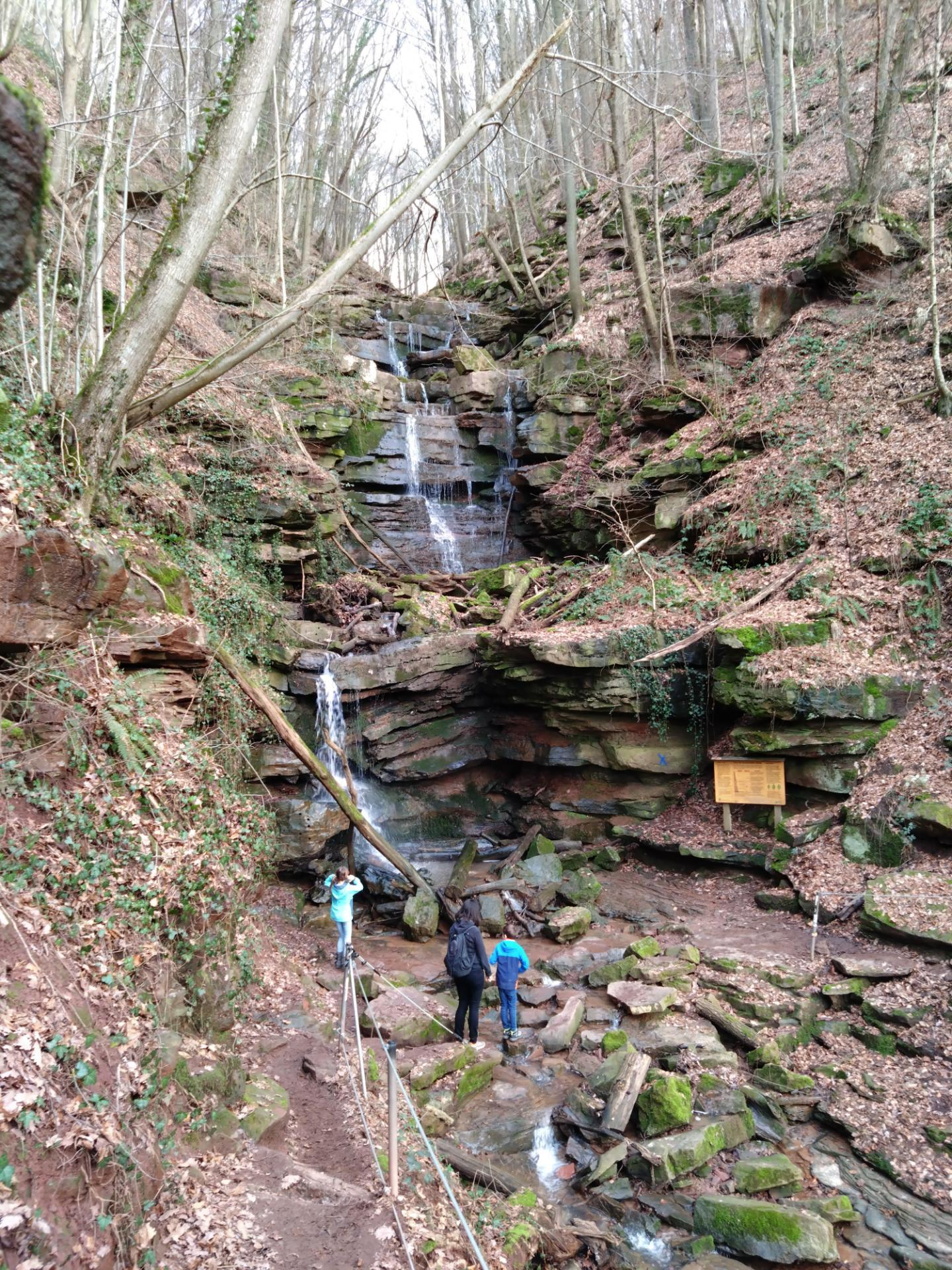
Wasserfälle der Margarethenschlucht (85 m)
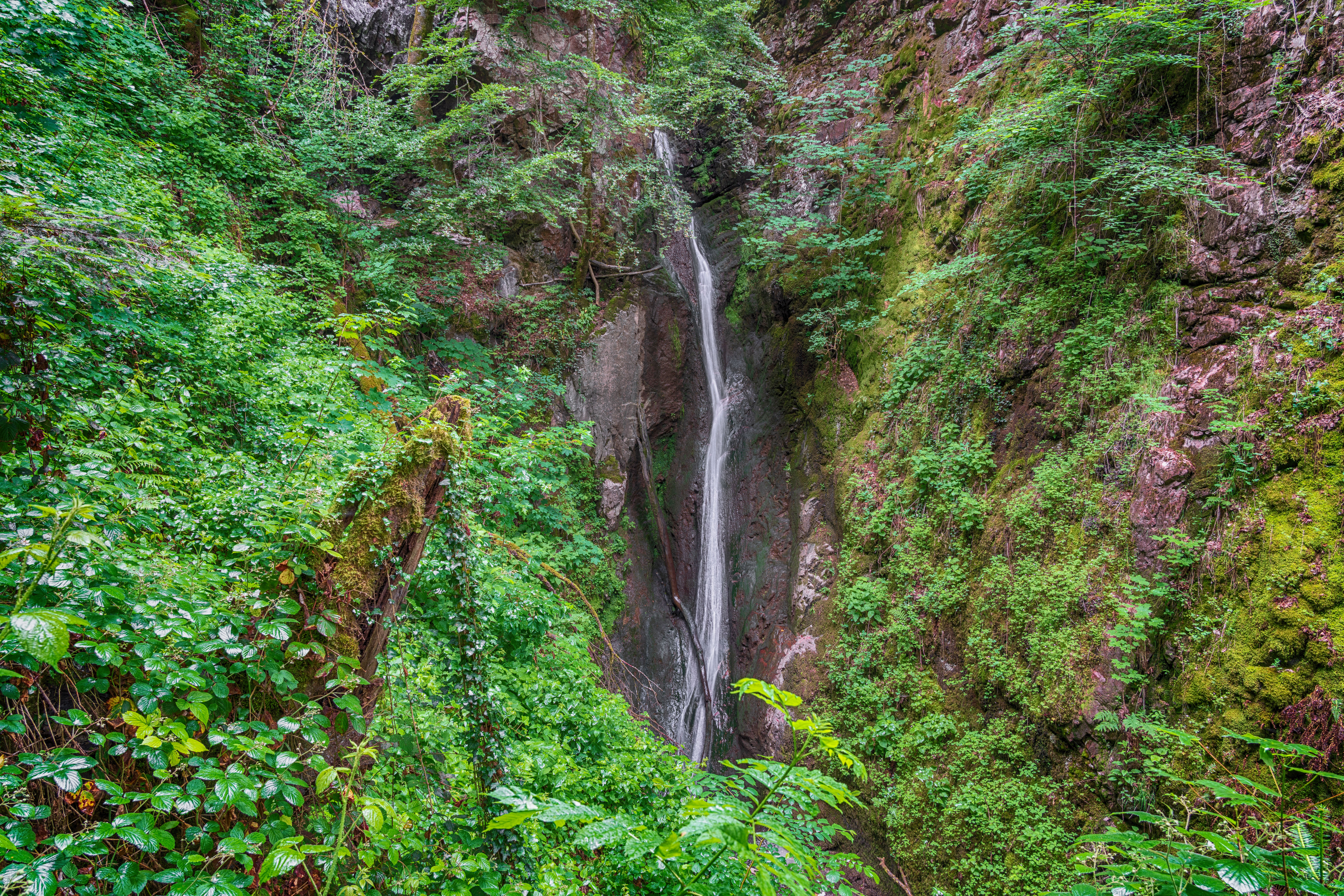
Dietlinger Wasserfälle (71 m)
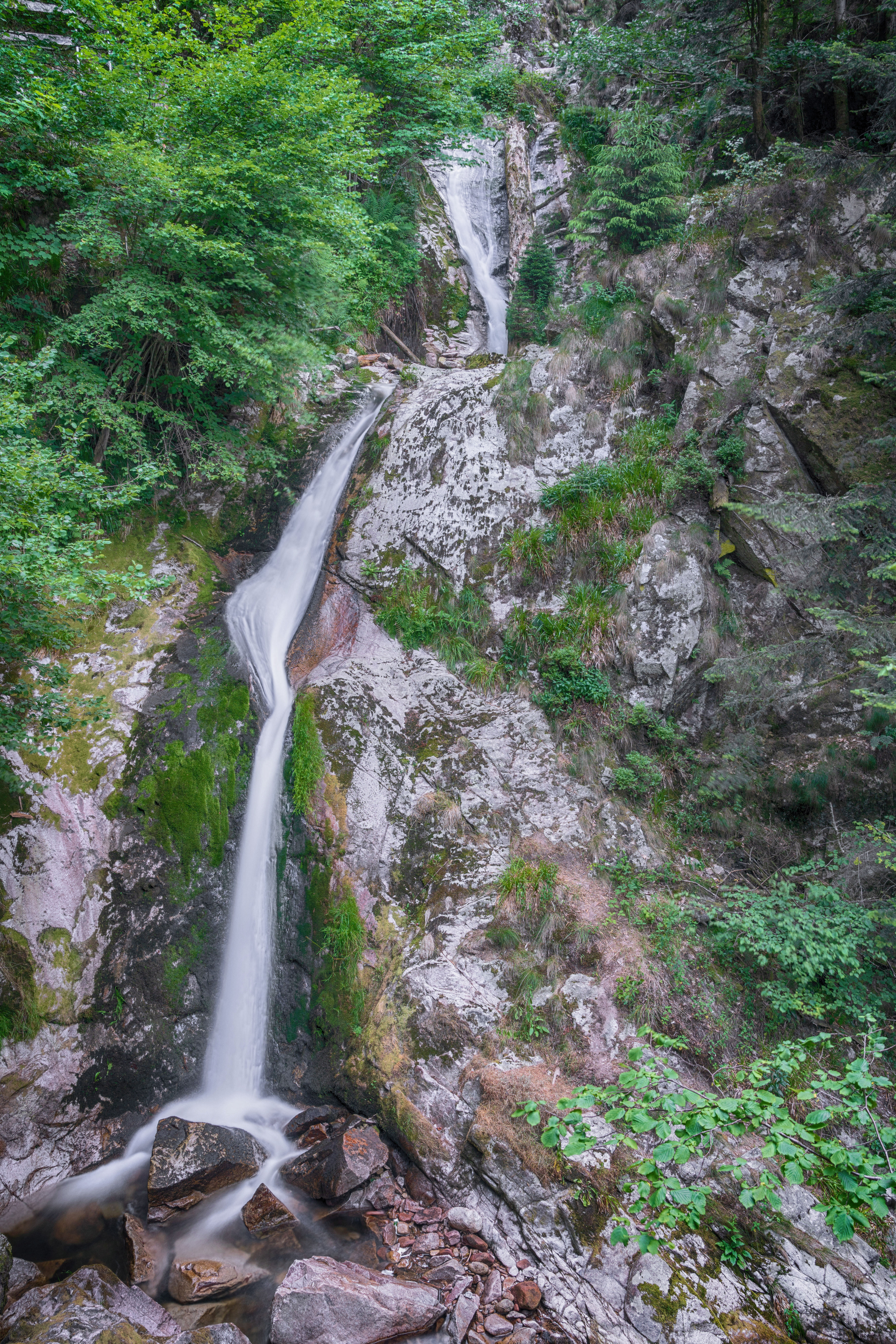
Allerheiligen-Wasserfälle (66 m)
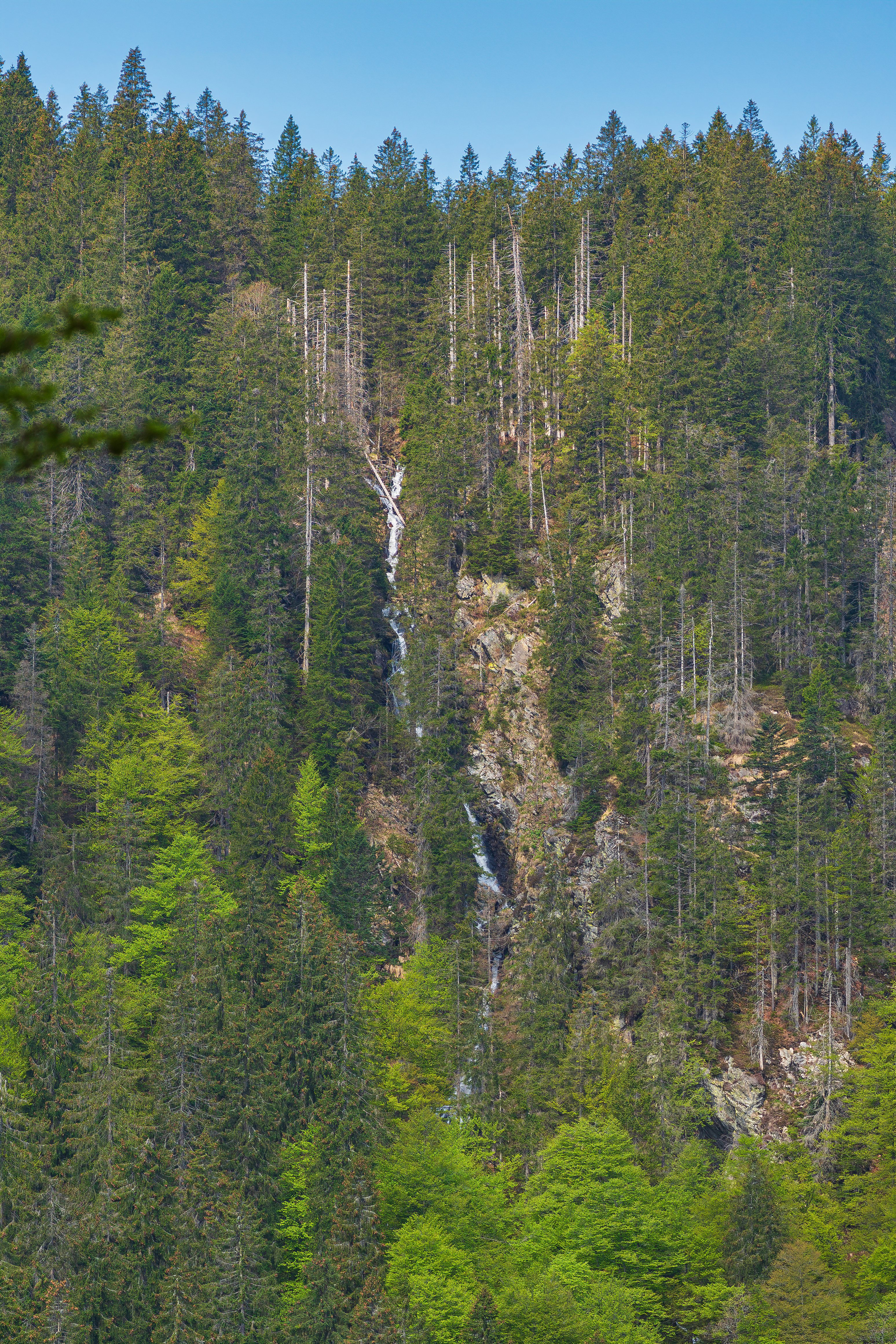
Feldseewasserfall (62 m)
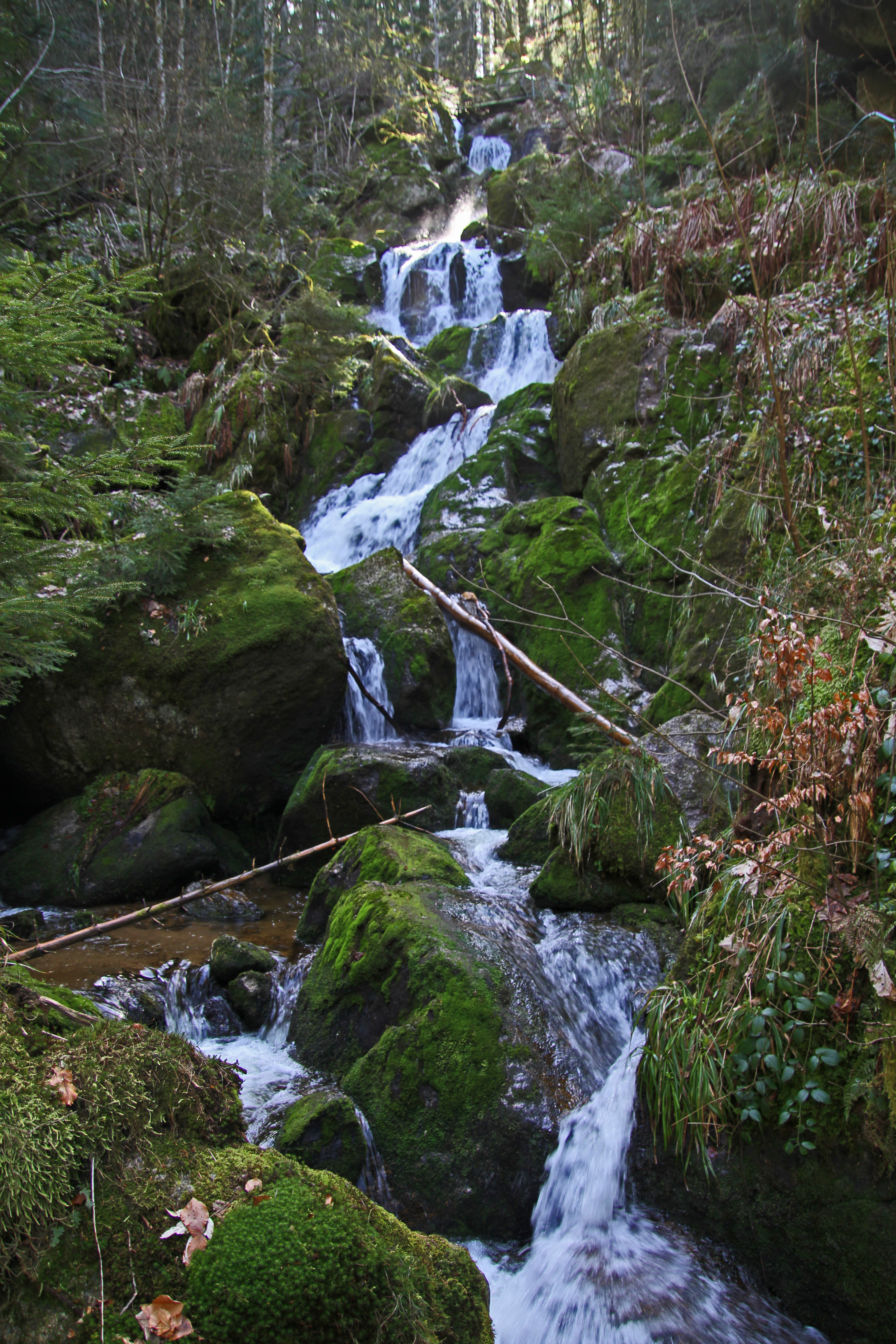
Gertelbach-Wasserfälle (62 m)
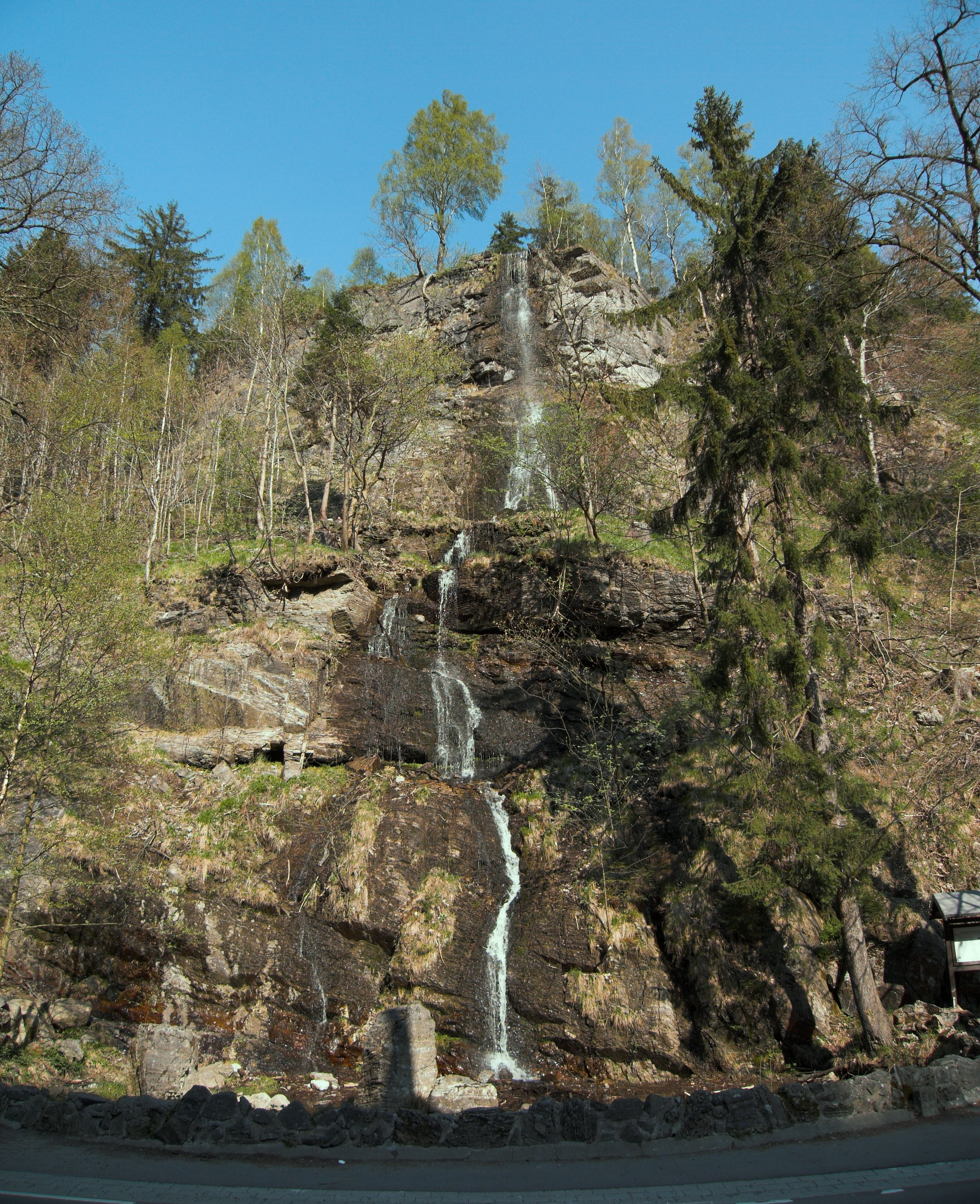
Romkerhaller Wasserfall (50 m)
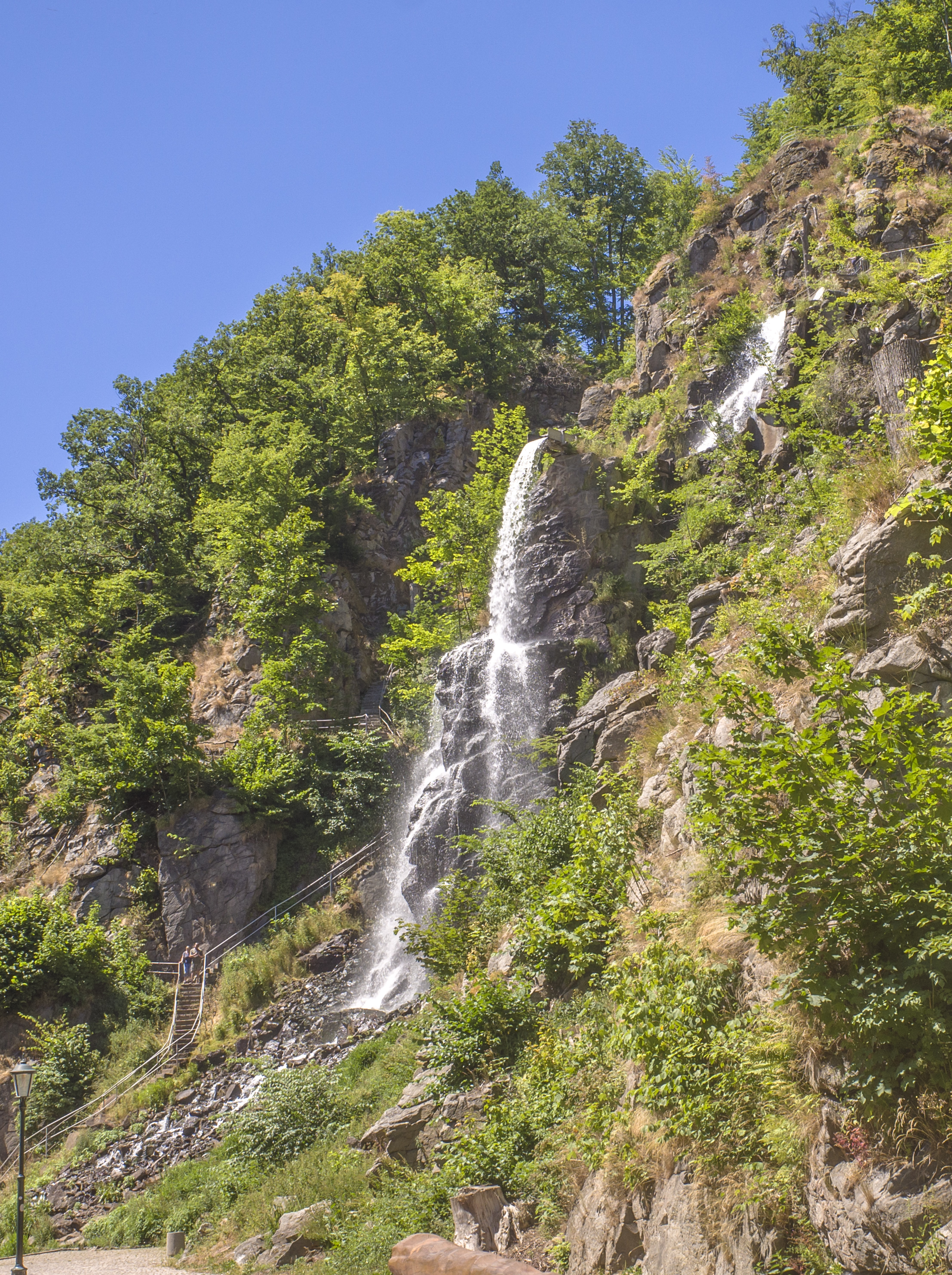
Trusetaler Wasserfall (45 m)

## Nördliche Kalkalpen

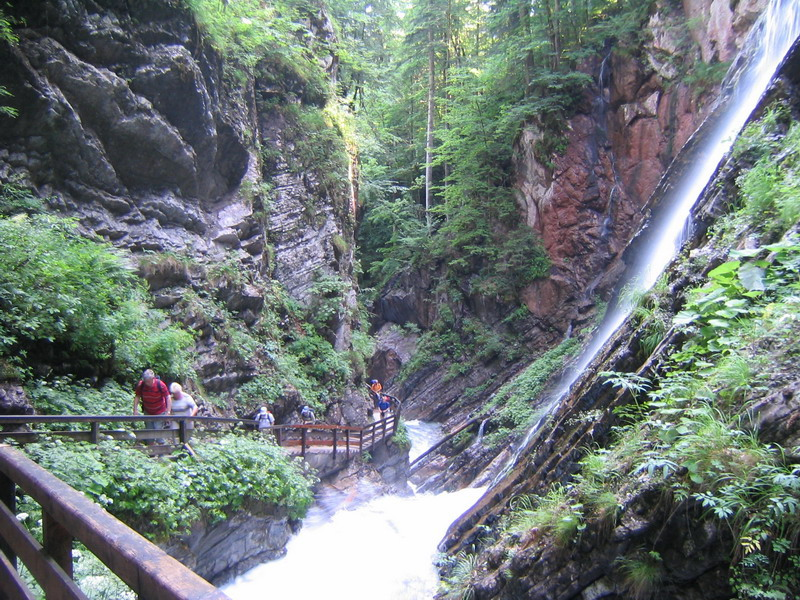
Die Wimbachklamm

Es verwundert nicht, dass die Alpen das Gebiet mit der größten Wasserfalldichte sind. Dort kommen auch die meisten der wenigen Fälle mit Höhen von europäischem Rang vor (bis 470 Meter Gesamthöhe). Die hohen Fälle sind meist an Steilhänge und -stufen gebunden, die abgeschmolzene Gletscher zurückgelassen haben (zum Beispiel Röthbachfall oder Schrainbachfall in den Berchtesgadener Alpen). In Talstufen haben die größeren Bäche oft Klammen eingeschnitten. In sie stürzen zuweilen kleinere Nebenbäche (Partnachklamm in der Zugspitzregion, Sulzer Fall in den Berchtesgadener Alpen), oder der Hauptbach selbst bildet Wasserfälle durch Kolktreppen oder am Übertritt in weicheres Gestein (Höllentalklamm in der Zugspitzregion). Wasserfälle, die vor allem auf wechselnde Gesteinsfestigkeiten zurückgehen, überwiegen zum Alpenrand hin (zum Beispiel Kuhfluchtfälle in der Zugspitzregion).

Die Nördlichen Kalkalpen sind in fünf Regionen aufgegliedert: Allgäuer Alpen, Berchtesgadener Alpen, Chiemgauer Alpen, Mangfallgebirge und Zugspitzregion.

### Allgäuer Alpen
| Name                                    | Beschreibung                                                                 | Ort in der Nähe         | Region oder Flussname | Höhe ges. | Haupt- fall |
| --------------------------------------- | ---------------------------------------------------------------------------- | ----------------------- | --------------------- | --------- | ----------- |
| ⊙ Angerbach-Wasserfall                  | Eine Fallstufe                                                               | Oberstaufen             | Angerbach             | 6 m       | 6 m         |
| ⊙ Aubach-Wasserfall                     | Mehrere Fallstufen                                                           | Sonthofen               | Aubachtal             | 30 m      |             |
| ⊙ Breitachklamm                         | Wasserfall in der Klamm                                                      | Oberstdorf              | Breitach              | –         | 10 m        |
| ⊙ Oberer Buchenegger Wasserfall         | Eine Fallstufe in eine Gumpe                                                 | Buchenegg               | Weißach               | 5 m       | 5 m         |
| ⊙ Unterer Buchenegger Wasserfall (Bild) | Eine Fallstufe in Felskerbe                                                  | Buchenegg               | Weißach               | 8 m       | 8 m         |
| ⊙ Dietersbach-Wasserfall (Bild)         | Mehrere Fallstufen über Felswand                                             | Oberstdorf              | Gerstrubental         | 160 m     | 100 m       |
| ⊙ Eibeles Wasserfall                    | Mehrere Fallstufen an der Grenze zu Österreich                               | Eibele                  | Eibele                | 20 m      | 15 m        |
| ⊙ Faltenbach-Wasserfälle                | Drei Wasserfälle (10 m bis 30 m)                                             | Oberstdorf              | Faltenbach            | –         | 30 m        |
| ⊙ Geisbach-Wasserfall                   | Eine Fallstufe                                                               | Oberstdorf              | Oytal                 | 40 m      | 40 m        |
| ⊙ Wasserfälle im Gschwender Tobel       | Vier Wasserfälle (50 m, 5 m, 10 m, 20 m), (Tobelbach-Wasserfall: siehe dort) | Gschwend                | Großer Alpsee         | –         | 50 m        |
| ⊙ Hirschbachtobel                       | Mehrere Fallstufen in einer Schlucht                                         | Bad Hindelang           | Rotplattenbach        | 60 m      | 40 m        |
| ⊙ Hinanger Wasserfall                   | Aus Felskerbe herausschießender Fall                                         | Hinang                  | Hinanger Bach         | 25 m      | 12 m        |
| ⊙ Hölltobel-Wasserfall (Bild)           | Frei fallende Stufe                                                          | Oberstdorf              | Gerstrubental         | 20 m      | 20 m        |
| ⊙ Hubertus-Wasserfall                   | Mehrere Fallstufen                                                           | Altstädten              | Leybachtobel          | 10 m      | 6 m         |
| ⊙ Konstanzer Wasserfall                 | Mehrere Fallstufen über Nagelfluhstufen                                      | Oberstaufen             | Hubertobel            | 25 m      | 10 m        |
| ⊙ Krebs-Wasserfall                      | Durch Staustufe und Rohrumleitung meistens kein Wasser                       | Oberstaufen             | Weißach               | 30 m      | 30 m        |
| ⊙ Laufbach-Fall                         | Mehrere Fallstufen                                                           | Oberstdorf              | Oytal                 | 40 m      | 20 m        |
| ⊙ Lechfall (Mangtritt)                  | Fünffach gestuftes Wehr in Klammeingang                                      | Füssen                  | Lech                  | 12 m      | 12 m        |
| ⊙ Nesselburg-Wasserfall                 | Vier Fallstufen                                                              | Nesselwang              | Nesselburg            | 22 m      | 10 m        |
| ⊙ Oberer Osterdorfer Wasserfall (Bild)  | Frei fallende Stufe über Nagefluhstufe                                       | Konstanzer              | Osterdorfer Tobel     | 40 m      | 35 m        |
| ⊙ Unterer Osterdorfer Wasserfall        | Mehrere Fallstufen                                                           | Konstanzer              | Osterdorfer Tobel     |           | 10 m        |
| ⊙ Rappenkessel-Wasserfall (Bild)        | Meist freier Fall über Trogtalwand                                           | Einödsbach (Oberstdorf) | Rappenbach            |           | 70 m        |
| ⊙ Scheuen-Wasserfall                    | Frei fallend                                                                 | Balderschwang           | Innerer Scheuenbach   | 70 m      | 70 m        |
| ⊙ Schleierfälle                         | Gleitender Fall                                                              | Winkel                  | Starzlachklamm        | 15 m      | 15 m        |
| ⊙ Schrattenbach-Wasserfall              | Einzelstufe                                                                  | Rieggis                 | Schrattenbach         | 30 m      | 30 m        |
| ⊙ Wasserfall des Seealpsees (Bild)      | Mehrere Fallstufen über Bergrücken                                           | Oberstdorf              | Oytal                 | 390 m     | 50 m        |
| ⊙ Zweiter Wasserfall des Seealpsees     | Mehrere Fallstufen                                                           | Oberstdorf              | Oytal                 | 70 m      | 50 m        |
| ⊙ Starkatsgund-Wasserfall               | Mehrere Fallstufen über Nagefluhstufen                                       | Immenstadt              | Starkatsgund          | 25 m      | 10 m        |
| ⊙ Starzlachklamm                        | Mehrere Wasserfälle (Schleierfälle: siehe dort)                              | Winkel                  | Starzlachklamm        | –         | 15 m        |
| ⊙ Steigbachtobel                        | Zwei Wasserfälle mit je 5 m                                                  | Immenstadt              | Steigbachtal          | –         | 5 m         |
| ⊙ Steinbach-Wasserfall                  | Frei fallende Stufe                                                          | Pfronten-Kappel         | Höllschlucht          | 25 m      | 25 m        |
| ⊙ Stuibenfall (Bild)                    | Frei fallende Stufe                                                          | Oberstdorf              | Oytal                 | 25 m      | 25 m        |
| ⊙ Schleierfall                          | Eine Fallstufe                                                               | Bad Oberdorf            | Ehlesbach             | 30 m      | 30 m        |
| ⊙ Stuibenfälle                          | Mehrere Wasserfälle (50 m, 60 m)                                             | Oberstdorf              | Oytal                 | –         | 60 m        |
| ⊙ Täschle-Fall                          | Frei fallende Stufe                                                          | Hinterstein             | Ostrachtal            | 60 m      | 60 m        |
| ⊙ Tobelbach-Wasserfall                  | Mehrere Fallstufen über Nagefluhstufen                                       | Gschwend                | Tobelbach             | 80 m      | 30 m        |
| ⊙ Zipfelsfall (Bild)                    | Mehrere Fallstufen                                                           | Hinterstein             | Zipfelsbach           | 270 m     | 40 m        |

### Berchtesgadener Alpen
| Name                                | Beschreibung                                                                | Ort in der Nähe                     | Region oder Flussname                  | Höhe ges. | Haupt- fall |
| ----------------------------------- | --------------------------------------------------------------------------- | ----------------------------------- | -------------------------------------- | --------- | ----------- |
| ⊙ Almbachklamm                      | Vier Wasserfälle am Klamm-Ausgang nahe Kugelmühle (Sulzer Fall: siehe dort) | Maria Gern                          | Almbach (Tal der Berchtesgadener Ache) | –         | 15 m        |
| ⊙ Aschauer Klamm (Bild)             | Viele Fallstufen von 1 bis 5 m in der Klamm                                 | Oberjettenberg                      | Aschau                                 | –         | 5 m         |
| ⊙ Aschauer Wasserfall               | Gefächerte Fallstufe                                                        | Bischofswiesen (Maximiliansreitweg) | Aschauer Graben                        | 10 m      | 10 m        |
| ⊙ Kesselbach-Wasserfall             | Mehrere Fallstufen                                                          | Bad Reichenhall                     | Kesselbach                             | 50 m      | 10 m        |
| ⊙ Kesselfall                        | Gestufter Fall nach Klammaustritt                                           | Schönau am Königssee                | Königssee                              | 50 m      | 25 m        |
| ⊙ Königsbach-Wasserfall (Bild)      | Mehrere Fallstufen, erst in Klamm, dann offen über Talwand                  | Schönau am Königssee                | Königssee                              | 200 m     | 50 m        |
| ⊙ Landtalgraben-Wasserfall (Bild)   | Zwei meist gleitende Hauptstufen über Trogtal-Wand                          | Schönau am Königssee                | Landtalbach (Obersee)                  | 410 m     | 230 m       |
| ⊙ Obere Wasserfälle bei Maria Gern  | Sechs Einzelstufen                                                          | Maria Gern                          | Gerner Bach                            | 30 m      | 4 m         |
| ⊙ Unterer Wasserfall bei Maria Gern | Frei fallende Stufe                                                         | Maria Gern                          |                                        | 10 m      | 10 m        |
| ⊙ Röthbach-Fall                     | Zwei fast freie Hauptstufen (240 m, 50 m) über Trogtal-Wand                 | Schönau am Königssee                | Röthbach (Obersee)                     | 470 m     | 240 m       |
| ⊙ Oberer Röthelbach-Wasserfall      | Stufiger Fall                                                               | Bad Reichenhall                     | Röthelbach-Klause                      | 10 m      | 10 m        |
| ⊙ Unterer Röthelbach-Wasserfall     | Mehrere Fallstufen                                                          | Bad Reichenhall                     | Röthelbach                             | 20 m      | 15 m        |
| ⊙ Schrainbach-Wasserfall (Bild)     | Sturz aus Klamm durch Naturbrücke in den Königssee                          | Schönau am Königssee                | Schrainbach                            | 100 m     | 55 m        |
| ⊙ Wasserfälle des Schwarzbachs      | Sechs Wasserfälle (15 m, 12 m, 6 m, 5 m)                                    | Unterjettenberg                     | Schwarzbach                            | –         | 15 m        |
| ⊙ Staubfall                         | Fall des Staubbachs beim unteren Schwarzbach-Wasserfall (Geotop)            | Unterjettenberg                     | Schwarzbach-Tal                        | 12 m      | 12 m        |
| ⊙ Sulzer Wasserfall                 | Mehrstufiger Wasserfall in die Almbachklamm                                 | Maria Gern                          | Almbachklamm                           | 114 m     | 25 m        |
| Todsbach-Wasserfall                 | Mehrere Fallstufen                                                          | Bad Reichenhall                     | Todsbach                               | 10 m      | 5 m         |
| ⊙ Wasserfall bei Unterjettenberg    | Fall eines Quellfließes am Bergfuß                                          | Unterjettenberg                     | Saalachtal                             | 10 m      | 10 m        |
| ⊙ Fälle in die Wimbachklamm         | Viele in die Klamm stürzende Gleitfälle                                     | Ramsau                              | Wimbachtal                             | 20 m      | 20 m        |
| ⊙ Fallstufen im Zauberwald          | Mehrere Fallstufen über Felssturzmassen                                     | Ramsau                              | Ramsauer Ache                          | 30 m      | 5 m         |

### Chiemgauer Alpen
| Name                                | Beschreibung                                    | Ort in der Nähe                | Region oder Flussname             | Höhe ges. | Haupt- fall |
| ----------------------------------- | ----------------------------------------------- | ------------------------------ | --------------------------------- | --------- | ----------- |
| ⊙ Berger Wasserfall                 | Zwei Fallstufen                                 | Berg                           | Talgraben (Priental)              | 30 m      | 20 m        |
| ⊙ Einfang-Wasserfall                | Frei über Felswand fallend                      | Einfang                        | Priental                          | 30 m      | 30 m        |
| ⊙ Grattenbach-Wasserfall            | Mehrere Fallstufen, von Gumpe zu Gumpe          | Aschau im Chiemgau-Grattenbach | Grattenbach                       | 10 m      | 6 m         |
| ⊙ Grießenbach-Wasserfall            | Mehrere Fallstufen, obere frei fallend          | Grassau-Grießenbach            | Grießenbach                       | 25 m      | 15 m        |
| ⊙ Hammerbach-Wasserfall             | Mehrere Fallstufen, teilweise frei fallend      | Aschau                         | Priental                          | 10 m      | 3 m         |
| ⊙ Hausbach-Fall (Bild)              | Mehrere Fallstufen am Ortsrand                  | Reit im Winkl                  | Hausbach                          | 100 m     | 25 m        |
| ⊙ Oberer Hientalbach-Wasserfall     | Mehrere Fallstufen                              | Weißbach an der Alpenstraße    | Hiental                           | 15 m      | 15 m        |
| ⊙ Unterer Hientalbach-Wasserfall    | Mehrere Fallstufen                              | Weißbach an der Alpenstraße    | Hiental                           | 10 m      | 10 m        |
| ⊙ Hintere Kraxenbach-Wasserfälle    | Mehrere Wasserfälle (60 m, 15 m, 10 m)          | Ruhpolding                     | Hintere Kraxenbach                | –         | 60 m        |
| ⊙ Mittlere Kraxenbach-Wasserfälle   | Mehrere Wasserfälle (40 m, 20 m, 15 m, 10 m)    | Ruhpolding                     | Mittlere Kraxenbach               | –         | 40 m        |
| ⊙ Oberer Wasserfall am Masererpass  | Einzelstufe                                     | Reit im Winkl                  | Masererpass                       | 25 m      | 25 m        |
| ⊙ Unterer Wasserfall am Masererpass | Einzelstufe                                     | Reit im Winkl                  | Masererpass                       | 7 m       | 7 m         |
| ⊙ Müßbach-Wasserfall                | Einzelstufe                                     | Schneizlreuth                  | Müßbach                           | 9 m       | 9 m         |
| ⊙ Wasserfall am Ristfeuchthorn      | Meistens sehr wenig Wasser über steile Felswand | Schneizlreuth                  | Ristfeuchthorn                    | 200 m     | 200 m       |
| ⊙ Röthelmoos-Wasserfall             | Einzelstufe                                     | Ruhpolding                     | Röthelmoosalm                     | 30 m      | 30 m        |
| ⊙ Oberer Rudersberger Wasserfall    | Frei fallende Stufe vor Felswand                | Ettenhausen                    | Totermannbach (Entenlochklamm)    | 15 m      | 15 m        |
| ⊙ Unterer Rudersberger Wasserfall   | Fallstufe in einer Felskerbe                    | Ettenhausen                    | Totermannbach (Entenlochklamm)    | 10 m      | 10 m        |
| ⊙ Schoßrinn-Wasserfall (Bild)       | Frei fallend, mit Gumpen                        | Aschau                         | Priental                          | 50 m      | 50 m        |
| ⊙ Schwarze-Ache-Wasserfall          | Mehrere Fallstufen                              | Bergen                         | Schwarze-Ache                     | 10 m      | 10 m        |
| ⊙ Staubfall (Bild)                  | Mehrere Fallstufen auf der Grenze zu Österreich | Ruhpolding                     | Fischbachtal                      | 190 m     |             |
| ⊙ Teyergraben-Wasserfall            | Einzelstufe                                     | Weißbachtal                    | Teyergraben                       | 10 m      | 10 m        |
| ⊙ Wasserwandl-Wasserfall            | Fallstufe über steile Felswand                  | Bergen                         | Birkenmoosgraben (Weiße Ache-Tal) | 30 m      | 30 m        |
| Weißbach-Wasserfall                 | Zwei Fallstufen, eine frei fallend              | Schneizlreuth                  | Weißbach                          | 20 m      | 10 m        |
| ⊙ Oberer Weißbach-Wasserfall        | Einzelstufe                                     | Schneizlreuth                  | Weißbach                          | 10 m      | 10 m        |
| ⊙ Weißbachklamm (Bild)              | Mehrere Wasserfälle in der Schlucht             | Schneizlreuth                  | Weißbach                          | –         | 8 m         |
| ⊙ Weiße-Ache-Wasserfall             | Mehrere Fallstufen                              | Bergen                         | Hochfelln                         | 8 m       | 8 m         |

### Mangfallgebirge
| Name                                                  | Beschreibung                                                           | Ort in der Nähe                 | Region oder Flussname     | Höhe ges. | Haupt- fall |
| ----------------------------------------------------- | ---------------------------------------------------------------------- | ------------------------------- | ------------------------- | --------- | ----------- |
| ⊙ Arzbach-Wasserfall (auch Arzmoos-Wasserfall) (Bild) | Einzelstufe                                                            | Bayrischzell, Flintsbach am Inn | Arzbach im Arzmoos        | 40 m      | 40 m        |
| ⊙ Wasserfall in Bayrischzell                          | Einzelstufe                                                            | Bayrischzell                    |                           | 5 m       | 5 m         |
| ⊙ Wasserfall am Bernauer Bach                         | Einzelstufe                                                            | Valepp                          | Bernau                    | 10 m      | 10 m        |
| ⊙ Wasserfall bei Brannenburg                          | Mehrere Fallstufen                                                     | Brannenburg                     |                           | 10 m      | 10 m        |
| ⊙ Oberer Fischbach-Wasserfall                         | Fallstufe in Felskerbe                                                 | Oberaudorf                      | Fischbach                 | 10 m      | 10 m        |
| ⊙ Unterer Fischbach-Wasserfall                        | Mehrere Fallstufen                                                     | Oberaudorf                      | Fischbach                 | 15 m      | 10 m        |
| ⊙ Oberer Fluderbach-Wasserfall                        | Einzelstufe                                                            | Duftbräu                        | Fluderbach                | 12 m      | 12 m        |
| ⊙ Unterer Fluderbach-Wasserfall                       | Einzelstufe                                                            | Duftbräu                        | Fluderbach                | 8 m       | 8 m         |
| ⊙ Mittlere Gießenbachklamm                            | Mehrere Wasserfälle in der Klamm                                       | Kiefersfelden                   | Gießenbach                | –         | 5 m         |
| ⊙ Gurnbach-Wasserfall                                 | Mehrere Fallstufen                                                     | Wildbad Kreuth                  | Gurnbach                  | 60 m      | 25 m        |
| ⊙ Wasserfall beim Hechtsee                            | Mehrere Fallstufen                                                     | Kiefersfelden                   | Hechtsee (Abfluss)        | 10 m      | 10 m        |
| Wasserfall im Höllgraben                              | Frei fallend                                                           | Valepp                          | Höllgraben                | 5 m       | 5 m         |
| ⊙ Jenbach-Wasserfall (Bild)                           | Einzelstufe                                                            | Bad Feilnbach                   | Jenbach                   | 10 m      | 10 m        |
| ⊙ Oberer Josefsthaler Wasserfall (Bild)               | Einzelstufe                                                            | Josefsthal                      | Hachelbach                | 8 m       | 8 m         |
| ⊙ Unterer Josefsthaler Wasserfall (Bild)              | Einzelstufe, symmetrisch gegabelt                                      | Josefsthal                      | Hachelbach                | 12 m      | 12 m        |
| ⊙ Klammbach-Wasserfall                                | Mehrere Fallstufen                                                     | Wildbad Kreuth                  | Kleine Wolfschlucht       | 70 m      | 70 m        |
| ⊙ Kotzenbach-Wasserfall                               | Mündungsfall                                                           | Lenggries                       | Kotzenbach (Dürrachklamm) |           |             |
| ⊙ Litzldorfer Wasserfall                              | Einzelstufe                                                            | Litzldorf                       | Litzldorfer Bach          | 10 m      | 10 m        |
| ⊙ Wasserfälle im Pfanngraben                          | Mehrere Stufen von Gumpe zu Gumpe                                      | Valepp                          | Pfanngraben               | –         |             |
| ⊙ Philosophenfall                                     | Mehrere Fallstufen                                                     | Flintsbach am Inn               | Maigraben, Wagnerberg     | 30 m      | 20 m        |
| ⊙ Rißbach-Wasserfall                                  | Einzelstufe                                                            | Vorderriß                       | Rißbach                   | 5 m       | 5 m         |
| ⊙ Rottach-Wasserfall (Bild)                           | Mehrere Fallstufen                                                     | Rottach-Egern                   | Rottach                   | 25 m      | 25 m        |
| ⊙ Schronbach-Wasserfall (Bild)                        | Mündungsschlucht mit sechs Fallstufen (2 m, 3 m, 5 m, 15 m, 5 m, 10 m) | Lenggries                       | Schronbach (Isartal)      | 50 m      | 15 m        |
| ⊙ Wasserfall bei der Schwaigeralm                     | Einzelstufe                                                            | Wildbad Kreuth                  |                           | 5 m       | 5 m         |
| ⊙ Schwarzenbach-Wasserfall (Bild)                     | Zwei Einzelstufen                                                      | Wildbad Kreuth                  | Schwarzenbach             | 15 m      | 6 m         |
| ⊙ Wasserfall beim Spitzingsee                         | Gleitende Fallstufe                                                    | Spitzingsee                     | Rote Valepp (Spitzingsee) | 10 m      | 10 m        |
| ⊙ Tatzelwurm-Wasserfall                               | Drei Fallstufen in einer tief eingeschnittenen Schlucht                | Oberaudorf                      | Sudelfeldpass             | 90 m      | 30 m        |
| ⊙ Todtengraben-Wasserfall                             | Mehrere Fallstufen                                                     | Valepp                          | Todtengraben              | 25 m      | 25 m        |
| Walcher Klamm                                         | Mehrere Wasserfälle                                                    | Tegernsee                       | Walcher Klamm             | –         | 10 m        |
| ⊙ Wolfsschlucht                                       | Vier Wasserfälle (40 m, 10 m, 6 m, 5 m)                                | Flintsbach am Inn               | Wolfsschlucht             | –         | 40 m        |

### Zugspitzregion
Regionen Ammergau, Pfaffenwinkel und Werdenfelser Land (Ammergauer Alpen, Estergebirge, Wettersteingebirge und Karwendel)
| Name                                    | Beschreibung                                            | Ort in der Nähe   | Region oder Flussname        | Höhe ges. | Haupt- fall |
| --------------------------------------- | ------------------------------------------------------- | ----------------- | ---------------------------- | --------- | ----------- |
| ⊙ Finzbachklamm                         | Mehrere Wasserfälle (Hoher Fall: siehe dort)            | Wallgau           | Finzbachklamm                | –         | 7 m         |
| ⊙ Heckenbach-Wasserfall                 | Einzelstufe                                             | Kochel am See     | Heckenbach                   | 6 m       | 6 m         |
| ⊙ Hoher Fall bei Wallgau                | Mehrstufiger Mündungsfall                               | Wallgau           | Altgraben (Finzbachklamm)    | 50 m      | 30 m        |
| ⊙ Wasserfall in den Höllentalanger      | Mehrere Fallstufen                                      | Garmisch          | Höllentalanger               | 150 m     | 40 m        |
| ⊙ Höllentalklamm (Bild)                 | Mehrere Wasserfälle in die Klamm                        | Garmisch          | Höllentalklamm               | –         | 50 m        |
| ⊙ Wasserfall im Hüttlegraben            | Einzelstufe                                             | Mittenwald        | Hüttlebachklamm              | 10 m      | 10 m        |
| ⊙ Wasserfall bei der Kenzenhütte        | Mehrere Fallstufen                                      | Halblech          | Kenzenhütte                  | 70 m      | 60 m        |
| ⊙ Obere Kuhflucht-Wasserfälle (Bild)    | Zwei benachbarte hohe Fälle                             | Farchant          | Kuhflucht                    | 160 m     | 90 m        |
| ⊙ Mittlerer Kuhflucht-Wasserfall (Bild) | Mehrere Fallstufen                                      | Farchant          | Kuhflucht                    | 40 m      | 20 m        |
| ⊙ Unterer Kuhflucht-Wasserfall (Bild)   | Mehrere Fallstufen                                      | Farchant          | Kuhflucht                    | 30 m      | 25 m        |
| ⊙ Lainbach-Wasserfall                   | Zwei Fallstufen                                         | Benediktbeuern    | Schmiedlaine                 | 25 m      | 25 m        |
| ⊙ Lainbach-Wasserfall (Bild)            | Teilweise freie Fallstufe                               | Kochel am See     | Laingraben                   | 20 m      | 20 m        |
| ⊙ Glasbach-Wasserfall                   | Drei Fallstufen                                         | Jachenau          |                              | 40 m      | 15 m        |
| ⊙ Laintal-Wasserfall                    | Mehrere Fallstufen                                      | Mittenwald        | Lainbach                     | 30 m      | 15 m        |
| ⊙ Martinswand-Wasserfall                | Einzelstufe                                             | Schloss Linderhof | Martinsgraben                | 15 m      | 15 m        |
| ⊙ Neualpengraben-Wasserfall             | Mehrere Fallstufen                                      | Graswang          | Neualpengraben               | 50 m      | 10 m        |
| ⊙ Wasserfall bei Ohlstadt               | Einzelstufe                                             | Ohlstadt          |                              | 40 m      | 40 m        |
| ⊙ Partnach-Wasserfall (Bild)            | Einzelstufe                                             | Garmisch          | Reintal                      | 80 m      | 80 m        |
| ⊙ Partnachklamm                         | Mehrere Wasserfälle in die Klamm                        | Garmisch          | Partnachklamm                | –         | 50 m        |
| ⊙ Pöllatfall (Bild)                     | Einzelstufe unterhalb der Marienbrücke                  | Schwangau         | Pöllatschlucht               | 45 m      | 45 m        |
| ⊙ Pöllatschlucht (Bild)                 | Zwei Wasserfälle (45 m, 10 m), (Pöllatfall: siehe dort) | Schwangau         | Pöllatschlucht               | –         | 45 m        |
| ⊙ Wasserfall der Rappinlaine            | Mehrere Fallstufen                                      | Jachenau          | Rappinschlucht               | 40 m      | 15 m        |
| ⊙ Sachensee-Wasserfall (Bild)           | Zwei Fallstufen                                         | Wallgau           | Sachengraben (Obernachkanal) | 6 m       | 3 m         |
| ⊙ Schleifmühlenklamm (Bild)             | Drei Wasserfälle in der Klamm (12 m, 8 m, 20 m)         | Unterammergau     | Schleifmühlenklamm           | –         | 20 m        |
| ⊙ Schwarzbachfall                       | Stufiger Fall                                           | Wallgau           | Schwarzbach                  | 20 m      | 15 m        |
| ⊙ Seinsbachklamm                        | Mehrere Wasserfälle in der Klamm                        | Mittenwald        | Seinsbachklamm               | –         | 8 m         |
| ⊙ Sesselgraben-Wasserfall               | Zwei Fallstufen                                         | Graswang          | Sesselgraben                 | 100 m     | 50 m        |
| ⊙ Wasserfall beim Soiernsee             | Mehrere Fallstufen                                      | Mittenwald        | Soiernsee                    | 130 m     | 30 m        |
| ⊙ Steile-Fälle-Wasserfall               | Mehrere Fallstufen                                      | Partenkirchen     | Reintal                      | 30 m      | 20 m        |
| ⊙ Obere Wasserfälle der Sunkenlaine     | 6 Hauptstufen mit meist wenig Wasser                    | Griesen           | Sunkenlaine                  | 100 m     | 15 m        |
| ⊙ Unterer Wasserfall der Sunkenlaine    | Gestufter Fall mit meist wenig Wasser                   | Griesen           | Sunkenlaine                  | 30 m      | 30 m        |
| ⊙ Großer Wasserfall bei Wallgau (Bild)  | Mehrere Fallstufen                                      | Wallgau           | Einsiedl                     | 60 m      | 40 m        |

## Alpenvorland mit Bodenseeraum
Auch in den hügeligen, einst auch gletscherbedeckten Molasse-Gebieten des Alpenvorlandes gibt es ein paar schöne Wasserfälle, besonders an Konglomerat-Bänken in Schluchten. Die meisten befinden sich im weiteren Umfeld des Bodensees. Der niedrige Alzfall bei Altenmarkt ist der wasserreichste natürliche Fall in Deutschland.
| Name                                                            | Beschreibung                                                                               | Ort in der Nähe            | Region oder Flussname            | Höhe ges. | Haupt- fall |
| --------------------------------------------------------------- | ------------------------------------------------------------------------------------------ | -------------------------- | -------------------------------- | --------- | ----------- |
| ⊙ Alz-Fall (Bild)                                               | Wehr über natürlicher Fallstufe, sehr wasserreich (über 50 m³/s)                           | Altenmarkt                 | Alz                              | 5 m       | 2 m         |
| ⊙ Blumenfelder Wasserfall (Bild)                                | Fallstufe unter einem Viadukt                                                              | Blumenfeld (Tengen)        | Biber (Hegau)                    | 6 m       | 6 m         |
| ⊙ Eistobel (Riedholzer Wasserfälle; Bild)                       | Fünf teils gleitende Wasserfälle, meist um 3 m, Katarakt mit 10 m, in Konglomerat-Schlucht | Grünenbach                 | Obere Argen (Argentobel)         | –         | 10 m        |
| ⊙ Hasenreuter Wasserfall                                        | Zwei freie Fallstufen                                                                      | Scheidegg                  |                                  | 10 m      | 5 m         |
| ⊙ Wasserfälle im Hödinger Tobel (Bild)                          | Teils freie Fälle über Konglomerat-Bänke                                                   | Hödingen                   | Tobelbach                        | 11 m      | 5 m         |
| ⊙ Katharinen-Wasserfälle                                        | Ein gleitender und ein freier Fall in Konglomerat-Schlucht                                 | Kargegg (bei Allensbach)   | Katharinabach (Bodanrück)        | 35 m      | 11 m        |
| ⊙ Kienbach-Wasserfall                                           | Freie Einzelstufe über Konglomeratbank                                                     | Andechs                    | Kienbachschlucht (Ammersee)      | 2 m       | 2 m         |
| ⊙ Wasserfälle der Marienschlucht (Bild)                         | Mehrere Fallstufen in Konglomerat-Steilklamm                                               | Langenrain                 | Bodanrück / Überlinger See       | 115 m     | 7 m         |
| ⊙ Mühlbachschlucht (Bild)                                       | Mehrere Wasserfälle                                                                        | Tengen                     | Mühlbach (Hegau)                 | 20 m      | 7 m         |
| ⊙ Pähler Wasserfall (Bild)                                      | Frei fallend über Konglomerat-Bank                                                         | Pähl                       | Burgleitenbach (Pähler Schlucht) | 16 m      | 16 m        |
| ⊙ Wasserfall bei Peißenberg                                     | Gleitende Fallstufe über Kalktuff                                                          | Peißenberg                 |                                  | 10 m      | 10 m        |
| ⊙ Scheidegger Wasserfälle                                       | Zwei frei fallende Stufen (18 m und 22 m)                                                  | Scheidegg                  | Rickenbach                       | 40 m      | 22 m        |
| ⊙ Scheidegger Wasserfall am Lehrpfad (Kleiner Wasserfall; Bild) | Von Felsdach frei fallend                                                                  | Scheidegg                  | Rickenbach                       | 8 m       | 7 m         |
| ⊙ Schleierfall (Bilder)                                         | Vielgliedrige Wasservorhänge über Kalktuff-Gebilden                                        | Bad Bayersoien             | Ammer (Ammerschlucht)            | 10 m      | 10 m        |
| ⊙ Schmalegger Wasserfall (Bild)                                 | Freier Sturz über Konglomerat-Bank                                                         | Schmalegg (bei Weingarten) | Schmalegger Tobel (Schussental)  | 6 m       | 6 m         |

## Bayerischer Wald, Oberpfälzer Wald, Fichtelgebirge

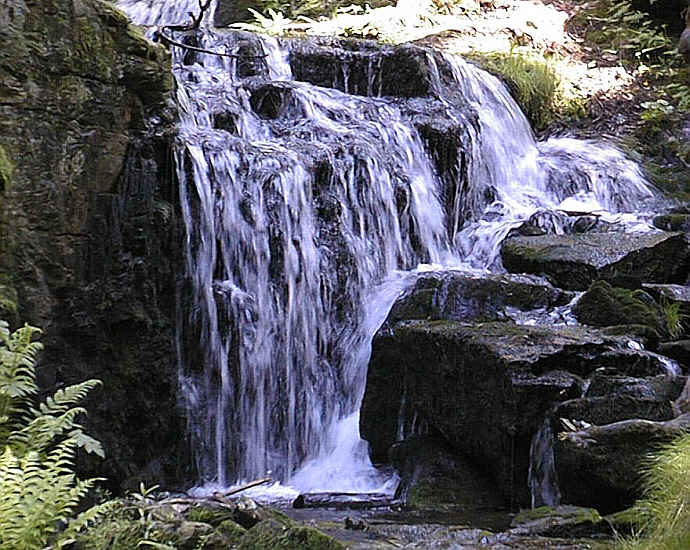
Muglbach-Wasserfall

Die ostbayrischen Mittelgebirge sind wie auch andere Gebirge mit überwiegend kristallinen Gesteinen oder Quarziten eher arm an Wasserfällen, jedenfalls angesichts ihrer im Böhmerwald oder Hinteren Bayerischen Wald beträchtlichen Höhe. Sie sind meist durch weitgespannte, gleichmäßige Bergformen charakterisiert mit von Blockschutt bedeckten Hängen. Die wenigen Engtäler sind meist ebenfalls mit Blöcken gefüllt, die ein gebündeltes, erosionsstarkes Abfließen erschweren. Eiszeitlich vergletscherte Partien weisen einige steile Karwände oder Stellen mit wiederholt abgeschobenen Blockschuttdecken auf. Dort, im Bereich der Hauptkämme des Bayerischen Waldes, gibt es die weitaus meisten, oft gleitenden, Wasserfälle. Die größten sind die Riesloch-Fälle.
Teilweise befinden sich auch an deutlichen Verwerfungsstufen oder in den Engtälern zur Donau hin, besonders im Südosten (Buchberger Leite), steile Engtäler mit meist kleinen Wasserfällen, die oft über große Blöcke stürzen.
| Name                                      | Beschreibung                                        | Ort in der Nähe  | Region oder Flussname          | Höhe ges. | Haupt- fall |
| ----------------------------------------- | --------------------------------------------------- | ---------------- | ------------------------------ | --------- | ----------- |
| ⊙ Wasserfall bei Arnoldsreuth             | Instand gesetzter Fall aus altem Mühlkanal          | Arnoldsreuth     | Hangkanal (Steinwald)          | 8 m       | 8 m         |
| ⊙ Böbracher Wasserfall (Bild)             | Kleine Doppelkaskade in Sturzbach                   | Bernried-Böbrach | Böbracher Bach                 | 9 m       | 1,5 m       |
| ⊙ Bodenbach-Wasserfall                    | Kleiner Fall in Teichumflutgraben                   | Hardeck          | Bodenbach (Muglbach-Tal)       | 2 m       | 1 m         |
| ⊙ Geigenbach-Wasserfall                   | Sturzbach-Kaskaden in Blockhang mit Felsrippen      | Bodenmais        | Geigenbach (Großer Arbersee)   | 35 m      | 1,5 m       |
| ⊙ Hammerbach-Wasserfall                   | Fallstufe in trägem Bach an Grenze Granit zu Gneis  | Freudenberg      | (Oberpfalz)                    | 3 m       | 2 m         |
| ⊙ Hoch-Fall (Bild)                        | Zwei Fallstufen                                     | Bodenmais        | Moosbach                       | 8 m       | 4 m         |
| ⊙ Wasserfälle in der Hölle (Bild)         | Kleine Fallstufen in steiles Kerbtal                | Brennberg        | Höllbach-Arm                   | 15 m      | 1 m         |
| ⊙ Höllbach-Fall im Höllbachgspreng (Bild) | Mehrere Fallstufen über kleine, verblockte Karwand  | Ludwigsthal      | Großer Höllbach                | 15 m      | 5 m         |
| ⊙ Muglbach-Wasserfall (Bild)              | Fallstufe in flach-hügeligem Waldland               | Neualbenreuth    | Muglbach (Oberpfälzer Wald)    | 4 m       | 4 m         |
| ⊙ Nagelsteiner Wasserfälle (Bild)         | Mehrere kleine Gleitfälle in Sturzbachabschnitt     | Sankt Englmar    | Obermühlbach                   | -         | 3 m         |
| ⊙ Riesloch-Fälle                          | Fünf meist gleitende Hauptstufen in engem Talkessel | Bodenmais        | Riesbach (Riesloch)            | 55 m      | 15 m        |
| ⊙ Sollerbach-Fälle                        | Zwei gleichartige Fallstufen                        | Lohberg          | Sollerbach (Lamer Winkel)      | 21 m      | 2 m         |
| ⊙ Steinbach-Fall (Bild)                   | Fallstufen im Steilhang                             | Ludwigsthal      | Steinbach (Großer Falkenstein) | 4 m       | 4 m         |
| ⊙ Wasserfall in der Teufelsküche          | Kleiner Fall zwischen Granitklippen (Wollsackform)  | Tirschenreuth    | (Oberpfälzer Wald)             | 7 m       | 1 m         |

## Schwarzwald

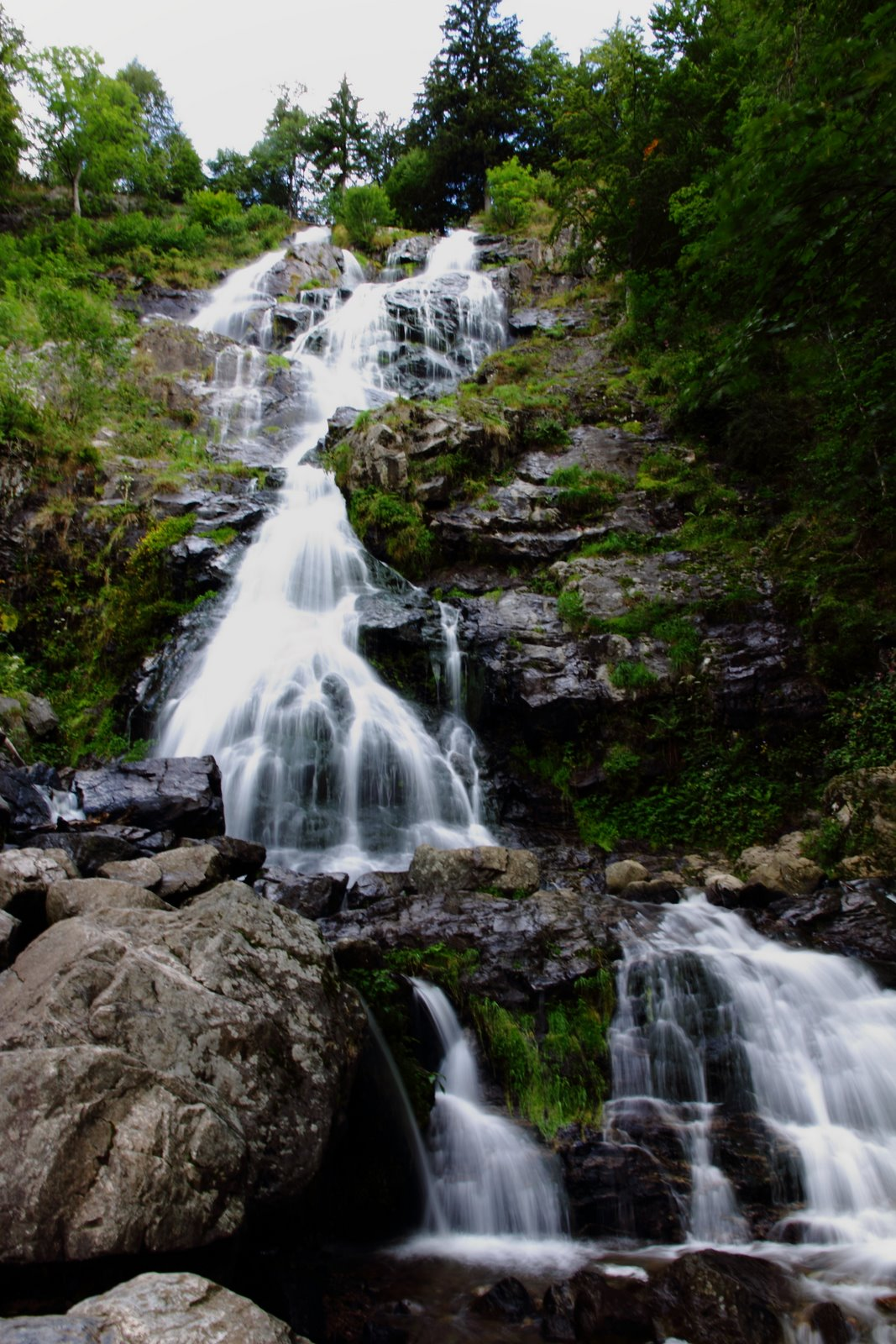
Der Hangloch-Wasserfall in Todtnau im Südschwarzwald

Der Schwarzwald fällt durch besonderen Reichtum an Wasserfällen auf. Der Grund liegt weniger in der Höhe (höchstes Mittelgebirge in Deutschland seit 1945) als in den Höhenunterschieden auf kurzer Distanz. Sie kommen zur Oberrheinebene hin denen der Voralpen gleich. Trotzdem sind in großer Höhe weite Hochtäler vorhanden, so dass manche Bäche bereits am Beginn der Steilabfälle groß und dann sehr erosionsstark sind (Triberger Wasserfälle, Teichschlucht im Mittleren Schwarzwald, Raumünzacher Wasserfall im Nordschwarzwald). Zudem werden im Nordschwarzwald deutschlandweit die höchsten Niederschläge außerhalb der (Allgäuer) Alpen erreicht. Die starken eiszeitlichen Vergletscherungen haben viele Talstufen hinterlassen (Prägbach und Buselbach im Süd-Schwarzwald), außerdem Karwände (Zweribachwasserfälle im Mittleren Schwarzwald, Feldsee-Wasserfall im Süd-Schwarzwald, Dobelbachfälle im Nord-Schwarzwald), sowie Hängetäler (zum Beispiel Todtnauer Wasserfall, Bistenfall im Süd-Schwarzwald).

Der Schwarzwald ist in drei Regionen gegliedert: Nordschwarzwald, Mittlerer Schwarzwald und Südschwarzwald.

### Nordschwarzwald
Nordschwarzwald: hier Region nördlich der Kinzigtal-Linie
| Name                                                       | Beschreibung                                                                                          | Ort in der Nähe           | Region oder Flussname               | Höhe ges. | Haupt- fall |
| ---------------------------------------------------------- | --- | ------------------------- | ----------------------------------- | --------- | ----------- |
| ⊙ Nördlicher Absbach-Wasserfall (Bild)                     | Zwei teils freie Fallstufen über glattflächige Karwand im Buntsandstein, meistens wenig Wasser        | Bad Rippoldsau            | Absbach, nördlicher Quellast        | 50 m      | 22 m        |
| ⊙ Südlicher Absbach-Wasserfall (Bild)                      | Gleitender Fall in wegloser Steilschlucht                                                             | Bad Rippoldsau            | Absbach, südlicher Quellast         | 12 m      | 8 m         |
| ⊙ Allerheiligen-Wasserfälle (Bild)                         | Sieben Fallstufen mit tiefen Gumpen (Bütten) in enger Porphyr-Schlucht                                | Oppenau                   | Lierbach                            | 66 m      | 13 m        |
| ⊙ Burgbach-Wasserfall (Bild)                               | Teilweise freier Fall über Karwand im Rotliegend                                                      | Bad Rippoldsau            | Wolftal                             | 32 m      | 32 m        |
| ⊙ Büstenloch-Wasserfall (Bild)                             | Teils freier Fall von überhängender Buntsandstein-Wand                                                | Reinerzau                 | Büstenloch (Kleines Kinzigtal)      | 17 m      | 12 m        |
| ⊙ Dobelbach-Wasserfälle (Kammerlochfälle) (Bild)           | Vier gleichartige freie Hauptstufen in Buntsandstein-Karwand                                          | Huzenbach                 | Murgtal                             | 90 m      | 13 m        |
| ⊙ Edelfrauengrab-Wasserfälle (Bild)                        | Sechs Fallstufen (2,5 m, 6 m, 3 m, 9 m) in verwinkelter Porphyr-Schlucht                              | Ottenhöfen                | Gottschlägtal                       | 40 m      | 7 m         |
| ⊙ Elmlisberger Wasserfall oder Dohlenbachwasserfall (Bild) | Vier gleitende Stufen                                                                                 | Schiltach                 | Dohlenbächle (Kinzigtal)            | 34 m      | 9 m         |
| ⊙ Gaishölle (Bild)                                         | Sturzbach über große Granitblöcke mit kleinen Fallstufen                                              | Sasbachwalden             | Brandbach (Gaishölle)               | 150 m     | 2 m         |
| ⊙ Geroldsauer Wasserfall                                   | Freier Sturz in ausgeräumte Verwerfungsfuge, wasserreich                                              | Geroldsau (Baden-Baden)   | Grobbach                            | 9 m       | 6 m         |
| ⊙ Gertelbach-Wasserfälle (Bild)                            | Viele kleine Fälle über Granitstufen in kesselartiges Tal, Steilstufe 220 m, davon Hauptkaskaden 62 m | Bühlertal                 | Gertelbachschlucht                  | 62 m      | 6 m         |
| ⊙ Gräbenbach-Wasserfälle (Bild)                            | Drei Einzelfälle über Buntsandsteinbänke                                                              | Gräben (Alpirsbach)       | Gräbenbach                          | 50 m      | 3 m         |
| ⊙ Grimbach-Wasserfälle (Bild)                              | Folge kleiner Kaskaden über Blockwerk                                                                 | Baden-Baden               | Oostal                              | 40 m      | 2 m         |
| ⊙ Obere Grobbach-Wasserfälle                               | Folge kleiner Kaskaden                                                                                | Baden-Baden               | Grobbach                            | 30 m      | 2 m         |
| ⊙ Holchen-Wasserfall (Bild)                                | Zwei Fallstufen in kurzer Mündungsschlucht in ein Wiesental                                           | Bad Peterstal             | Holchenbächle (Renchtal)            | 8 m       | 4 m         |
| ⊙ Wasserfall in der Kluse (Bild)                           | Ehemaliger künstlicher Fall in Kerbtal                                                                | Bad Herrenalb             | Alb (Oberrhein)                     | 2 m       | 2 m         |
| ⊙ Laufbach-Wasserfälle (Bild)                              | In Loffenau eine Stufe von 1,5 m, in der Schlucht zwei gleitende Fallstufen von 3 m und 5 m           | Loffenau                  | Laufbach                            | 21 m      | 5 m         |
| ⊙ Monbach-Wasserfall (Bild)                                | Größte einer Folge von Buntsandsteinstufen                                                            | Bad Liebenzell-Monbachtal | Monbachschlucht                     | 1,5 m     | 1,5 m       |
| ⊙ Wasserfälle im Rappenschliffloch                         | Folge gleitender Fälle (5 m, 12 m, 23 m, 12 m), wasserarm                                             | Bad Peterstal-Griesbach   | Rappenschliffloch (Griesbächle-Tal) | 130 m     | 23 m        |
| ⊙ Raumünzacher Wasserfall (hist. Foto)                     | Frei fallende Mündungsstufe, einst sehr wasserreich (Wasserentzug)                                    | Raumünzach                | Schwarzenbach (Murgtal)             | 6 m       | 4 m         |
| ⊙ Rosshimmel-Wasserfall (Bild)                             | Kaskadenartiger Fall über Karwand                                                                     | Kniebis                   | Rosshimmel-Kar                      | 30 m      | 7 m         |
| ⊙ Rotmurg-Wasserfall (Teufelsmühle)                        | Gegliederte Stufe mit freiem Fall                                                                     | Baiersbronn               | Murgtal                             | 4 m       | 3 m         |
| ⊙ Sankenbach-Fälle                                         | Fünf Fallstufen (4 m, 9 m, 25 m, 2 m) in glattwandiges Buntsandstein-Kar                              | Baiersbronn               | Sankenbach                          | 40 m      | 25 m        |
| ⊙ Silbersee-Wasserfall (hist. Foto)                        | Mehrere Fallstufen in ehemaligem Steinbruch                                                           | Reinerzau                 | Tiefengraben (Kleines Kinzigtal)    | 32 m      | 14 m        |
| ⊙ Wasserfall im Steckenplatzenloch                         | Fast freier Sturz über Granit-Gang im Gneis                                                           | Bad Peterstal-Griesbach   | Ruhwende (Griesbächle-Tal)          | 25 m      | 14 m        |
| ⊙ Wasserfall am Yberg (Bild)                               | Wasserarme Einzelstufe                                                                                | Varnhalt                  | Grünbachtal (Ortenau)               | 10 m      | 3 m         |
| ⊙ Ziegelbach-Wasserfall                                    | Freier Fall über Sandsteinbank                                                                        | Neubulach                 | Nagoldtal                           | 10 m      | 3 m         |

### Mittlerer Schwarzwald
Mittlerer Schwarzwald: hier Region zwischen Kinzigtal-Linie und Höllental (oder hilfsweise der B 31)
| Name                                     | Beschreibung                                                                               | Ort in der Nähe        | Region oder Flussname              | Höhe ges. | Haupt- fall |
| ---------------------------------------- | ------------------------------------------------------------------------------------------ | ---------------------- | ---------------------------------- | --------- | ----------- |
| ⊙ Altersbach-Wasserfall (Bild)           | Kleinschlucht mit mehrstufigem Fall in breitem Tal                                         | Altersbach (Waldkirch) | Altersbächle                       | 8 m       | 2 m         |
| ⊙ Bernecktaler Wasserfall                | Künstlicher Fall in die Schiltach                                                          | Schramberg             | Hangkanal im Bernecktal            | 15 m      | 15 m        |
| ⊙ Elz-Wasserfall (Bild)                  | Hauptstufe in blockreichem Sturzbachabschnitt                                              | Rohrhardsberg          | Elz im Elztal                      | 70 m      | 2 m         |
| ⊙ Wasserfälle im Gschwandersdobel (Bild) | Zwei Einzelstufen in einem Hochtal                                                         | St. Peter              | Hirschbach (Tal der Wilden Gutach) |           | 3 m         |
| ⊙ Hirschbachfälle                        | Gleitende Kaskaden an Oberkante eines Groß-Kares                                           | St. Peter              | Tal der Wilden Gutach              | 22 m      | 6 m         |
| ⊙ Kostgfällschlucht (Bild)               | Sturzbach mit vier Wasserfällen (durch Rohrleitung verunstaltet)                           | Haslachsimonswald      | Tal der Wilden Gutach              | –         | 7 m         |
| ⊙ Lauterbach-Wasserfälle (Bild)          | Zwei Stufen, frei fallend (Wasserentzug)                                                   | Schramberg             | Lauterbach                         | 15 m      | 3 m         |
| ⊙ Niedergießbach-Wasserfälle             | Kaskaden über große Blöcke mit zwei Hauptstufen                                            | Triberg                | Gutachtal                          | 30 m      | 5 m         |
| ⊙ Prisenbach-Wasserfälle                 | Kaskaden in glazialer Talstufe                                                             | Triberg                | Gutachtal                          | 20 m      | 4 m         |
| ⊙ Triberger Prisenbach-Kaskaden (Bild)   | Baulich umgestaltete Kaskaden inmitten enger Bebauung                                      | Triberg                | Gutachtal                          | 7 m       | 2 m         |
| ⊙ Großer Ravenna-Fall (Bild)             | Teils gleitende Fallstufe in querende Verwerfung                                           | Steig (Breitnau)       | Ravennaschlucht (Höllental)        | 12 m      | 11 m        |
| ⊙ Kleiner Ravenna-Fall (Bild)            | Gleitende Fallstufe                                                                        | Steig (Breitnau)       | Ravennaschlucht (Höllental)        | 6 m       | 4 m         |
| ⊙ Schonach-Fall (Bild)                   | Gleitwasserfall in der Stadt, Konfluenzstufe                                               | Triberg                | Schonach                           | 15 m      | 8 m         |
| ⊙ Suggentaler Wasserfall                 | Gleitende Fallstufen über ehemaligen Prallhang der Elz                                     | Waldkirch              | Felsenwässerle                     | 12 m      | 5 m         |
| ⊙ Teichschlucht (Bild)                   | Drei Folgen kleiner Stufen in wasserreichem Sturzbach                                      | Gütenbach              | Tal der Wilden Gutach              | –         | 2 m         |
| ⊙ Triberger Wasserfälle                  | Sieben Fallstufen in Talkessel (90 m, Konfluenzstufe), oberhalb Sturzbach mit Wasserentzug | Triberg                | Gutach                             | 163 m     | 14 m        |
| ⊙ Zweribach-Wasserfälle (Bild)           | Drei Fallstufen (14 m, 3 m, 21 m) in schroffes Groß-Kar                                    | Wildgutach             | Tal der Wilden Gutach              | 45 m      | 21 m        |

### Südschwarzwald
Südschwarzwald: Region südlich des Höllentals (oder hilfsweise der B 31), ohne mittlere und untere Wutachschlucht (siehe Schwäbisch-Fränkischer Wald, Schichtstufenland westlich der Alb)
| Name                                                  | Beschreibung                                                                             | Ort in der Nähe                 | Region oder Flussname                          | Höhe ges. | Haupt- fall |
| ----------------------------------------------------- | ---------------------------------------------------------------------------------------- | ------------------------------- | ---------------------------------------------- | --------- | ----------- |
| ⊙ Alpersbach-Wasserfälle (Bild d. oberen Stufen)      | Mehrere, teils freie Fälle, unten unzugängliche Steilklamm                               | Höllsteig                       | Höllental                                      | 60 m      | 16 m        |
| ⊙ Andelsbach-Wasserfall (Bild)                        | Mehrere kleine Stufen                                                                    | Laufenburg                      | Andelsbach                                     | 4 m       | 2 m         |
| ⊙ Atzenbacher Wasserfälle (Bild)                      | Kaskaden im Granit (Talstufe)                                                            | Riedichen / Atzenbach           | Schuhlochbach                                  | 15 m      | 3 m         |
| ⊙ Birkinger Wasserfälle (Bild)                        | Gleitende Kaskaden im Granit                                                             | Birkingen (Albbruck)            | Volkenmoosbach (Hotzenwald)                    | 6 m       | 1 m         |
| ⊙ Bistenbach-Wasserfall (Bild)                        | Meist gleitender Fall über Trogtal-Wand                                                  | Breitnau                        | Bistenbach                                     | 60 m      | 50 m        |
| ⊙ Wasserfall des Breitnauer Bächle (Bild)             | Mehrstufiger Fall über Trogtal-Wand                                                      | Breitnau                        | Breitnauer Bächle (Höllental)                  | 55 m      | 18 m        |
| ⊙ Oberer Buselbach-Wasserfall (Bild)                  | Doppelstufe in einer Klamm (eiszeitliche Talstufe)                                       | Oberried                        | Schwarzenbach (Buselbach)                      | 13 m      | 8 m         |
| ⊙ Unterer Buselbach-Wasserfall (Bild)                 | Zwei Stufen in Felskerbe                                                                 | Oberried                        | Schwarzenbach (Buselbach)                      | 15 m      | 5 m         |
| ⊙ Dietlinger Wasserfälle (Bild oben, Bild unten)      | Hohe Fälle in teils klammartiger Schlucht                                                | Dietlingen                      | Großbach (Schlüchttal)                         | 71 m      | 22 m        |
| ⊙ Fahler Wasserfall (Bild)                            | Mehrere Fallstufen, oberer 15 m, unterer 10 m in das Trogtal der Wiese                   | Todtnau-Fahl                    | Rotenbach (Wiesental)                          | 45 m      | 19 m        |
| ⊙ Falkauer Wasserfall (Bild)                          | Zwei Fallstufen in großes Strudelbecken, wasserreich                                     | Altglashütten/Falkau            | Haslach (Mühlinger Tal)                        | 8 m       | 6 m         |
| ⊙ Feldsee-Wasserfall (Bild)                           | Drei Fallstufen an Granitporphyr-Gängen in der Kar-Wand des Feldsees                     | Feldberg                        | Seebach                                        | 62 m      | 18 m        |
| ⊙ Fischbach-Wasserfälle (Bild)                        | Drei Fallstufen im Granit                                                                | Zell im Wiesental               | Fischbach                                      | 13 m      | 4 m         |
| ⊙ Gersbacher Wasserfall (Bild)                        | Fallstufen in wasserreichem Sturzbach                                                    | Gersbach (Schopfheim)           | Brandbach (Wehraschlucht)                      | 8 m       | 6 m         |
| ⊙ Oberer Gustbach Wasserfall (Bild)                   | Einzelstufe, gleitend                                                                    | Brandenberg-Fahl (Todtnau)      | Gustbach (Fahler Loch)                         | 6 m       | 4 m         |
| ⊙ Unterer Gustbach Wasserfall (Bild)                  | Doppelstufe                                                                              | Brandenberg-Fahl (Todtnau)      | Gustbach (Fahler Loch)                         | 2 m       | 1,5 m       |
| ⊙ Häger Wasserfall (Bild oben, Bild unten)            | Mehrere Fallstufen (9 m, 5 m, 10 m), teils in Steilklamm                                 | Häg-Ehrsberg                    | Sägenmattbächle (Angenbachtal)                 | 40 m      | 10 m        |
| ⊙ Haldenbächle-Wasserfall (Bild)                      | Verzweigte Kaskaden über Blockhalde                                                      | Oberried (Breisgau)             | Buselbachtal                                   | 15 m      | 1 m         |
| ⊙ Haselbach-Wasserfall (Bild)                         | Freie Fallstufe in großes Tosbecken                                                      | Weilheim (Baden)                | Haselbach                                      | 14 m      | 14 m        |
| ⊙ Herzbach Wasserfall (Bild)                          | Einzelfall in Felsenge                                                                   | Brandenberg-Fahl (Todtnau)      | Herzbach (Fahler Loch)                         | 7 m       | 6 m         |
| ⊙ Wasserfälle des Hinterwildbodenbächle (Bild)        | Abfolge zweier Fallstufen aus Felsengen heraus                                           | Präg                            | Hinterwildbodenbächle                          | 20 m      | 3 m         |
| ⊙ Oberer Höllbach-Wasserfall (Bild)                   | Freie Fallstufe über Granit-Riegel                                                       | Görwihl                         | Hornstollen (Albschlucht)                      | 7 m       | 5 m         |
| ⊙ Unterer Höllbach-Wasserfall (Bild)                  | Freie Fallstufe über Granit-Riegel                                                       | Görwihl                         | Hornstollen (Albschlucht)                      | 9 m       | 8 m         |
| ⊙ Höll-Wasserfälle (Bild)                             | Kaskaden über Granitstufen                                                               | Pfaffenberg (Zell im Wiesental) | Biegenbach                                     | 22 m      | 4 m         |
| ⊙ Wasserfall an der Ibacher Kluse (Bild)              | Einzelstufe (Wasserentzug)                                                               | St. Blasien                     | Steinenbach                                    | 4 m       | 2 m         |
| ⊙ Kaltenbach-Wasserfälle                              | Hauptfall über Trogtalwand                                                               | Bernau                          | Kaltenbach                                     | 40 m      | 11 m        |
| ⊙ Kessel-Fälle (Brüsch)                               | Vier Fallstufen in Felsenge                                                              | Utzenfeld                       | Wiedenbach (Wiesental)                         | 11 m      | 3 m         |
| ⊙ Klemmbach-Wasserfälle (Bild)                        | Fallstufen (Wasserentzug) in engem Kerbtal                                               | Neuenweg                        | (Heubronner) Klemmbach (Tal der Kleinen Wiese) | 6 m       | 2 m         |
| ⊙ Krai-Woog-Gumpen (Bild)                             | Fallstufe in einen von mehreren großen Strudeltöpfen                                     | Lindau (Todtmoos)               | Schwarzenbächle                                | 3 m       | 3 m         |
| ⊙ Krebsbach-Wasserfall (Burghalde-Wasserfall; Bild)   | Teils freie Fallstufe in Steinbruch                                                      | Krenkingen                      | Steinatal                                      | 31 m      | 28 m        |
| ⊙ Wasserfälle der Kriegsbach-Schlucht (Bild)          | Mehrere kleine Fälle in steiler Schlucht                                                 | Menzenschwand                   | Kriegsbach (Krunkeltal)                        |           | 4 m         |
| ⊙ Oberer Kriegsbach-Fall                              | Gestufter Hauptfall und weitere Stufen in Karwand                                        | Hebelhof (Feldberg)             | Kriegsbach-Kar (Grafenmatt-Südhang)            | 35 m      | 13 m        |
| ⊙ Krummenbach-Fall (Blasiwalder Wasserfall)           | Breite Einzelstufe in glazialer Talstufe                                                 | Blasiwald (Schluchsee)          | Krummenbach                                    | 6 m       | 5 m         |
| ⊙ Obere Krunkelbach-Fälle                             | Mehrere Kleine Fälle in Trogtal-Hang                                                     | Menzenschwand                   | (Krunkeltal)                                   | 35 m      | 13 m        |
| ⊙ Unterer Krunkelbach-Fall                            | Breiter Einzelfall in kleiner Talstufe                                                   | Menzenschwand                   | (Krunkeltal)                                   | 3 m       | 3 m         |
| ⊙ Lehnbach-Wasserfälle (Karte, links die Fälle; Bild) | Vier Fallstufen über eine Schluchtwand unter Burgruine Wieladingen                       | Murg                            | Lehnbach (Hauensteiner Murgtal)                | 45 m      | 10 m        |
| ⊙ Wasserfälle des Lotenbachs (Bild)                   | Vier Wasserfälle im Granit, 4 m bis 8 m                                                  | Schattenmühle / Bonndorf        | Lotenbachklamm (Wutachschlucht)                | 50 m      | 8 m         |
| ⊙ Wasserfall in die Lotenbachklamm (Bild)             | Teils freier Fall über Granitwand mit Kalktuffgebilden                                   | Schattenmühle / Bonndorf        | Lotenbachklamm                                 | 35 m      | 30 m        |
| ⊙ Wasserfälle im Maria-Loch (Bild)                    | Folge von 2 Einzelfällen und einer Doppelstufe                                           | Menzenschwand                   | Menzenschwander Alb                            | 50 m      | 9 m         |
| ⊙ Mättlebach-Wasserfall                               | Zweistufig, Hauptstufe frei fallend                                                      | Glashütte (Todtmoos)            | Mättlebach (Wehratal)                          | 11 m      | 9 m         |
| ⊙ Menzenschwander Wasserfälle (Bild)                  | Künstlicher freier Fall (Nebenbach): 8 m; zwei natürliche Fälle: je 5 m; in kurzer Klamm | Menzenschwand                   | Menzenschwander Alb                            | 20 m      | 8 m         |
| ⊙ Mettma-Fall (Bild)                                  | Wasserreiche Einzelstufe                                                                 | Berau (Ühlingen-Birkendorf)     | Mettma                                         | 3 m       | 3 m         |
| ⊙ Multener Wasserfall (Bild)                          | Einzelfall in eine Hochtalmulde                                                          | Aitern                          | Aiternbach                                     | 3 m       | 3 m         |
| ⊙ Oberer Murgfall (bei der Heidenschmiede; Bild)      | Wasserreiche Einzelstufe                                                                 | Wieladingen (Rickenbach)        | Hauensteiner Murg (Hotzenwald)                 | 5 m       | 3 m         |
| ⊙ Unterer Murgfall (am Murgpfadtunnel; Bild)          | Wasserreiche Einzelstufe                                                                 | Wieladingen (Rickenbach)        | Hauensteiner Murg (Hotzenwald)                 | 5 m       | 2 m         |
| ⊙ Murg-Wasserfall in Murg (Bild)                      | Gleitfall, wasserreich, künstlich erhöht                                                 | Murg                            | Hauensteiner Murg (Hotzenwald)                 | 3 m       | 2 m         |
| ⊙ Kaskaden des Neumagen im Stohrental (Bild)          | Doppelstufe                                                                              | Obermünstertal                  | Neumagen (Stohren-Tal)                         | 6 m       | 2 m         |
| ⊙ Peterlgraben-Wasserfall (Bild)                      | Verzweigte, teils gleitende Einzelstufe                                                  | Wehr                            | Wehraschlucht                                  | 30 m      | 10 m        |
| ⊙ Prägbach-Fall am Bernauer Kreuz (Bild)              | Gestufter Fall in eiszeitlicher Talstufe                                                 | Präg / Bernau                   | Prägbach                                       | 6 m       | 6 m         |
| ⊙ Prägbach-Kaskaden bei den Präger Böden              | Sturzbach vor eiszeitlichem Talbecken                                                    | Präg / Bernau                   | Prägbach                                       | 9 m       | 1 m         |
| ⊙ Prägbach-Kaskade unterm Eckle                       | Gleitende Einzelstufe                                                                    | Präg / Bernau                   | Prägbach                                       | 3 m       | 2 m         |
| ⊙ Prägbach-Kaskaden am Ziegenwäldchen (Bild)          | Kleine Doppelstufe in Talkerbe                                                           | Präg / Bernau                   | Prägbach                                       | 2 m       | 1 m         |
| ⊙ Großer Prägbach-Fall (Bild)                         | Teils freier Fall mit großer Gumpe                                                       | Präg / Bernau                   | Prägbach                                       | 11 m      | 6 m         |
| ⊙ Prägbach-Kaskaden am Geschwenderholz                | Gleitstufen zwischen Rundhöckern                                                         | Präg                            | Prägbach                                       | 4 m       | 2 m         |
| ⊙ Wasserfälle des Reichenbächle                       | Zwei Einzelfälle in Granitschlucht                                                       | Gündelwangen (Bonndorf)         | Reichenbächle (Obere Wutachschlucht)           |           | 3 m         |
| ⊙ Rickenbach-Wasserfälle (Bild)                       | Zwei freie Fallstufen in die untere Albschlucht                                          | Albbruck                        | Albtal                                         | 35 m      | 15 m        |
| ⊙ Roodbach-Wasserfall (Bild)                          | Meist gleitender Doppelfall, 2018 von Murgang verändert                                  | Kappel                          | Haslachschlucht                                | 7 m       | 3 m         |
| ⊙ Rötenbach-Wasserfall (Bild)                         | Doppelstufe im Granit                                                                    | Rötenbach                       | Rötenbach (Wutachschlucht)                     | 6 m       | 3 m         |
| ⊙ Ruschbach-Fälle (Bild)                              | Zwei Fallstufen über Muschelkalk-Bänke                                                   | Grenzach-Wyhlen                 | Ruschbach (Dinkelberg)                         | 17 m      | 6 m         |
| ⊙ Sägbach-Wasserfälle (Bild)                          | Zwei gestufte Fälle, kaum zugänglich                                                     | Gündelwangen (Bonndorf)         | Sägbach (Wutachschlucht)                       | 40 m      | 7 m         |
| ⊙ Sägenbach-Wasserfall (Bild)                         | Gegliederte Einzelstufe                                                                  | Wembach                         | Sägenbach (Böllenbachtal)                      | 6 m       | 3 m         |
| ⊙ Scheuergraben-Wasserfälle (Bild)                    | Doppelstufe in steilem Sturzbach                                                         | Wehr                            | Wehraschlucht                                  | 12 m      | 4 m         |
| ⊙ Seebach-Wasserfall (Bild)                           | Zwei eingekerbte Fallstufen in breitem Muldental                                         | Hinterzarten                    | Seebach (Wutach)                               | 5 m       | 3 m         |
| ⊙ Steimelbach-Wasserfall (Bild)                       | Gleitfall an Wegeböschung im Steilhang, teils verändert                                  | Görwihl                         | Steimelbach (Obere Albschlucht)                | 6 m       | 6 m         |
| ⊙ Oberer Steinwasen-Wasserfall (Bild)                 | Fallstufe in Sturzbachabschnitt                                                          | Oberried                        | Buselbach                                      | 10 m      | 2 m         |
| ⊙ Untere Steinwasen-Wasserfälle (Bild)                | Teils freie Stufen, Tosbecken                                                            | Oberried                        | Buselbach                                      | 25 m      | 3 m         |
| ⊙ Strahlbrusch (Bild)                                 | Freier, wasserreicher Fall in die Schlucht der Murg                                      | Rickenbach                      | Seelbach (Hauensteiner Murgtal)                | 13 m      | 13 m        |
| ⊙ Wasserfall im Teufelsgrund (Bild)                   | Einzelfall in Wiesental                                                                  | Mulden (Münstertal/Schwarzwald) | Kaibengrundbach (Teufelsgrund)                 | 5 m       | 3 m         |
| ⊙ Teufelskessel (Bild)                                | Freier Fall aus kurzer Klamm in breiten Felskessel                                       | Weilheim                        | Haselbach                                      | 9 m       | 9 m         |
| ⊙ (Hinter-)Todtmooser Wasserfall (Bild)               | Drei Fallstufen in den Todtmooser Talkessel                                              | Hintertodtmoos                  | Rüttebach (Wehratal)                           | 40 m      | 8 m         |
| ⊙ Todtnauer (Hangloch-)Wasserfall (Bild)              | Vier teils freie Fallstufen, weit sichtbarer Wasserfall aus einem Hängetal               | Todtnauberg                     | Stübenbach                                     | 97 m      | 60 m        |
| ⊙ Tusculum-Wasserfall (Bild)                          | Zwei wasserreiche Fallstufen in stadtnaher, kurzer Felsenge                              | St. Blasien                     | Alb                                            | 3 m       | 2 m         |
| ⊙ Obere Wannenbach-Wasserfälle                        | Meist gleitende Fälle                                                                    | Berau                           | Schwarzhalden-Schlucht                         | 26 m      | 12 m        |
| ⊙ Unterer Wannenbach-Wasserfall (Bild)                | Teils gleitender Fall                                                                    | Berau                           | Schwarzhalden-Schlucht                         | 15 m      | 13 m        |
| ⊙ Warmbach-Wasserfall (Bild)                          | Mündungsstufe in den Hochrhein                                                           | Rheinfelden-Warmbach            | Warmbach                                       | 6 m       | 5 m         |
| ⊙ Wasserfall der Wiese in Geschwend (Bild)            | Durch Wehr erhöhter Fall in Kleinschlucht, Wasserentzug                                  | Geschwend                       | Wiese                                          | 9 m       | 3 m         |
| ⊙ Windberg-Wasserfall (Bild)                          | Wasserfall am Ausgang eines Hängetals                                                    | St. Blasien                     | Windbergbach Albtal                            | 6 m       | 6 m         |
| ⊙ Wolfsschlucht-Wasserfälle (Bild)                    | Drei Fallstufen nahe Mündung in die Wehra                                                | Todtmoos                        | Schwarzenbach (Sägebach)                       | 20 m      | 4 m         |
| ⊙ Wolfsgraben-Wasserfall                              | Wasserarmer Fall über Muschelkalkbank                                                    | Rheinfelden                     | Wolfsgraben                                    | 3 m       | 2 m         |
| ⊙ Wasserfall bei den Zastler Eislöchern (Bild)        | Einzelsturz                                                                              | Zastler (Oberried)              | Zastlerbach                                    | 2 m       | 2 m         |

## Schwäbische Alb

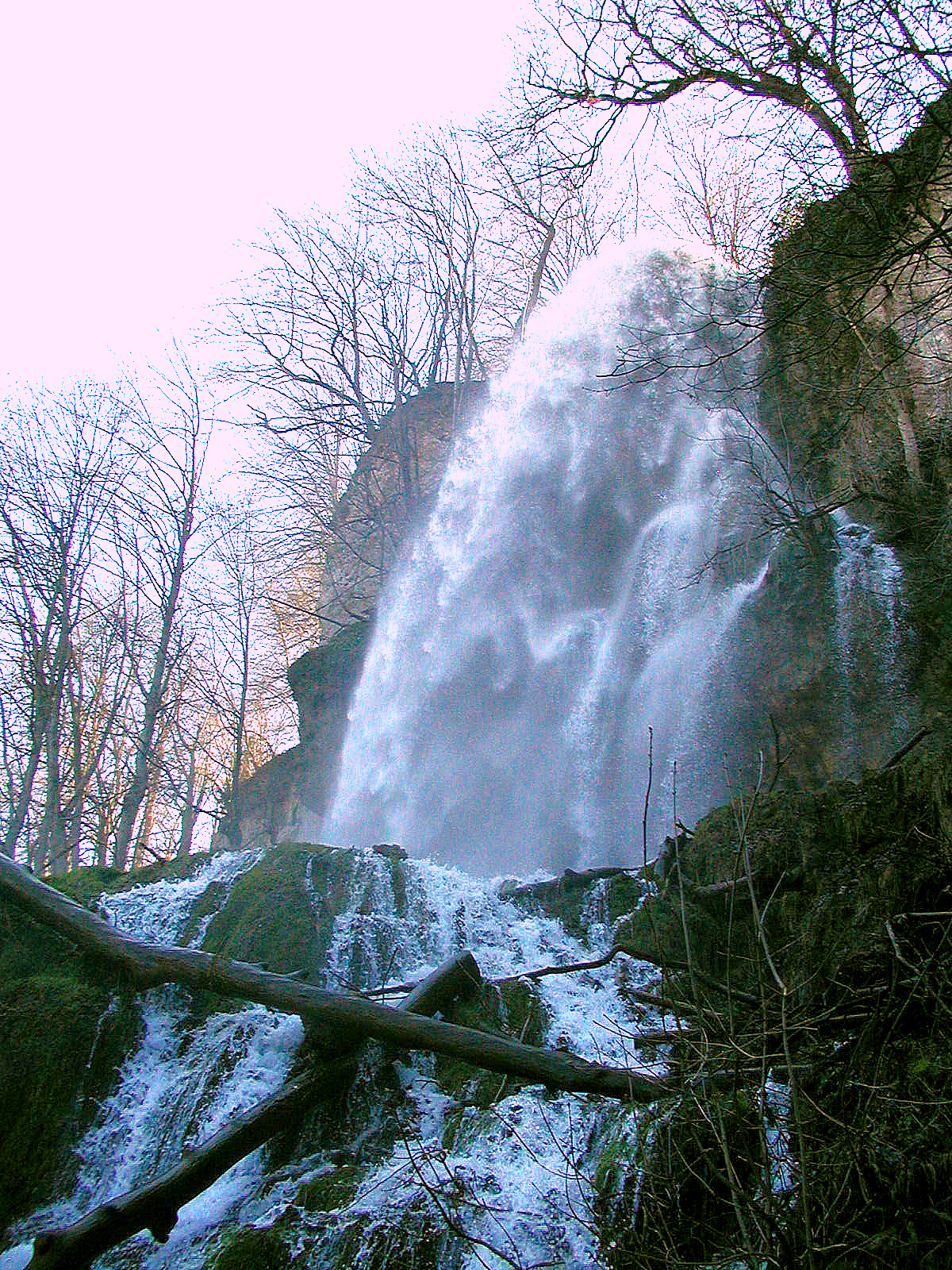
Uracher Wasserfall

(Die Liste umfasst, anders als bei der Fränkischen Alb, nicht das Keuperbergland im Nordwesten.)
Die Schwäbische Alb weist (wie die Fränkische Alb) als großflächigstes Karstgebiet in Deutschland wegen der weitgehend unterirdischen Entwässerung nur in den tiefer gelegenen Teilen Wasserfälle auf. Höhe und Schroffheit der Schwäbischen Alb sind für die Häufigkeit von Wasserfällen also kaum von Belang. Typisch sind Abstürze über Kalktuff-Terrassen, die an Quellaustritten durch Karbonatausfällung gebildet werden. Sie dichten das klüftige Gestein teilweise ab und stabilisieren so Quellaustritte in hoher Lage, besonders bemerkenswert am Uracher Wasserfall. Spektakulär sind einige temporäre Kaskaden und Wasserfälle unter Quellhöhlen, die nur bei hohem Grundwasserspiegel fließen, wie der Elsachbröller oder der Wasserfall der Teufelsklinge bei Heubach. Auch bei den Flüssen gibt es niedrige, aber wasserreiche Fälle über Kalktuffschwellen (Hoher Gießel).
Vereinzelte Kalktuffwasserfälle kommen übrigens auch in anderen kleineren Kalksteingebieten vor wie in Teilen der Eifel (Dreimühlen), des Bergischen Landes (Neandertal) oder des Weser-/Leineberglandes (Großbartloff, Ockensen).
Viele weitere Fälle, meist in tieferer Lage, sind durch harte Gesteinsbänke über leicht ausräumbarem Material entstanden, (Zillhauser Wasserfall oder der einst sehr wasserreiche Wutachfall).
Am Fuß der Schwäbischen Alb queren die wasserreichen Bäche der Alb die Schichten des Braunen und Schwarzen Jura, darunter widerstandsfähige mit mächtiger weicherer Unterlage wie die Wasserfallschichten. Am Albfuß befinden sich daher viele schöne Wasserfälle mit einer typischen Höhe um sechs Meter (Starzelfall, Gönninger Wasserfall, Eyach-Laufen), manchmal in kaum bemerkbaren Kleinschluchten, die in breite Talböden eingeschnitten sind.
| Name                                                   | Beschreibung                                                                       | Ort in der Nähe                                    | Region oder Flussname       | Höhe ges. | Haupt- fall |
| ------------------------------------------------------ | ---------------------------------------------------------------------------------- | -------------------------------------------------- | --------------------------- | --------- | ----------- |
| ⊙ Aufhausener Wasserfall (Bild)                        | Mehrere Kaskaden über Kalktuff-Gebilde                                             | Geislingen an der Steige-Aufhausen, Bad Überkingen | Autalbach                   |           | 3 m         |
| ⊙ Wasserfall bei Bronnweiler                           | Fallstufe in einem Wiesental                                                       | Bronnweiler (bei Reutlingen)                       | Wiesaz                      | 3 m       | 3 m         |
| ⊙ Ditz-Wasserfall                                      | Hauptstufe einer Kalksinter-Kaskade                                                | Bad Ditzenbach                                     | Ditz                        | 3 m       | 3 m         |
| ⊙ Drackensteiner Wasserfall (Bild)                     | Freier Fall von Kalksinter-Terrasse                                                | Drackenstein                                       | Gos                         | 20 m      |             |
| ⊙ Dragonersprung (Bild)                                | Einzelstufe                                                                        | Pfullingen                                         | Echaz                       | 3 m       | 3 m         |
| ⊙ Echaz-Kaskaden                                       | Mehrere kleine Fallstufen über Kalktuff-Terrasse                                   | Honau                                              | Echaz                       | 10 m      |             |
| ⊙ Wasserfall am Eichbergrutsch                         | Gleitender Fall über Abrisskante                                                   | Achdorf (Blumberg)                                 | Hasenlochgraben             | 35 m      | 35 m        |
| ⊙ Eyachlaufen                                          | Freier Fall, wasserreich                                                           | Laufen an der Eyach (Albstadt)                     | Eyach                       | 6 m       | 6 m         |
| ⊙ Fils-Wasserfall (Bild)                               | Kataraktartiger Fall über Kalksteinbänke                                           | Geislingen an der Steige-Altenstadt                | Fils                        | 2 m       | 2 m         |
| ⊙ Gieß-Wasserfall (Bild)                               | Fallstufen in der Ortslage über Kalktuff, (Wasserentzug, wasserreich in Regenzeit) | Veringendorf                                       | Lauchert                    | 15 m      |             |
| ⊙ Gießen an der Stadtmühle                             | Fallstufe künstlich verändert                                                      | Balingen                                           | Eyach                       | 3 m       | 3 m         |
| ⊙ Gönninger Wasserfall (Bild)                          | Fallstufe in der Ortslage                                                          | Gönningen (bei Reutlingen)                         | Wiesaz                      | 6 m       | 6 m         |
| ⊙ Kaskaden bei den Gönninger Seen                      | Kleine Fälle über Stufen ehem. Kalktuff-Abbaus                                     | Talmühle (bei Genkingen)                           | Wiesaz                      | –         | 2 m         |
| ⊙ Wasserfall unterhalb der Gönninger Seen              | Künstliche gleitende Fallstufe                                                     | Gönningen (bei Reutlingen)                         | Wiesaz-Hangkanal            | 9 m       | 9 m         |
| ⊙ Großes Gieß                                          | Einzelstufe                                                                        | Linsenhofen (Frickenhausen)                        | Steinach                    | 3 m       | 3 m         |
| ⊙ Gütersteiner Wasserfall                              | Zwei Hauptstufen über ehem. Steinbruch-Wand und Kalktuff-Terrassen                 | Bad Urach                                          | Maisental                   | 20 m      |             |
| ⊙ Wasserfall am Heidenschlössle                        | Einzelfall in Kerbschlucht                                                         | Weilen unter den Rinnen                            | (Rinnen)                    | 7 m       | 7 m         |
| ⊙ Hoher Gießel (Bild)                                  | Fallstufe über Kalktuff in breitem Wiesental, wasserreich                          | Hayingen                                           | Große Lauter                | 4 m       | 3 m         |
| ⊙ Laufenmühle-Wasserfall (Bild)                        | Zwei Fallstufen über Kalktuff                                                      | Lauterach (bei Hayingen)                           | Große Lauter                | 6 m       | 5 m         |
| ⊙ Mittelbach-Wasserfälle                               | Zwei frei fallende Stürze in Kerbschlucht                                          | Weilen unter den Rinnen                            | Mittelbach (Rinnen)         | 30 m      | 7 m         |
| ⊙ Mössinger Wasserfälle (Bild)                         | Drei Einzelstufen auf 400 m an Bänken des Schwarzen Jura                           | Mössingen                                          | Steinlach                   | 8 m       | 1,5 m       |
| ⊙ Neidlinger Wasserfall (Bild)                         | Mehrere Fallstufen über Kalktuff-Formationen                                       | Neidlingen, Wiesensteig                            | Lindach                     | 15 m      | 9 m         |
| ⊙ Ofterdinger Wasserfall (Bild)                        | Fallstufe an Bank des Arietenkalkes                                                | Ofterdingen                                        | Steinlach                   | 2 m       | 2 m         |
| ⊙ Ölbach-Wasserfall                                    | Fallstufe an überhängender Weißjura-Wand                                           | Jestetten                                          | Ölbach (Wangental)          | 15 m      | 15 m        |
| ⊙ Rohrach-Wasserfall (Bild)                            | Zweistufiger Fall über Kalksinterterrasse                                          | Geislingen an der Steige                           | Rohrach                     | 3 m       | 3 m         |
| ⊙ Rötelbach-Wasserfälle                                | Kalksinterstufen                                                                   | Bad Überkingen                                     | Rötelbach (Hölle)           |           |             |
| ⊙ Schleifebach-Wasserfälle (Bild)                      | Vier Hauptstufen (Bänke des Braunen Jura) in steiler Schlucht                      | Blumberg                                           | Wutachflühen                | 30 m      | 9 m         |
| ⊙ Seeburger Wasserfall                                 | Meist wasserarme Einzelstufe                                                       | Seeburg                                            | Fleinsbrunnenbach (Ermstal) | 13 m      | 8 m         |
| ⊙ Wasserfall im Seegraben                              | Fallstufe über Weißjura-Bank                                                       | Jestetten                                          | Wangental (Klettgau-Alb)    | 3 m       | 2 m         |
| ⊙ Sirchinger Wasserfall                                | Fallstufe in Sturzbach                                                             | Bad Urach                                          | Ermstal                     | 4 m       | 4 m         |
| ⊙ Starzel-Wasserfall (Junginger Gieß; Bild)            | Breite Fallstufe aus Wiesental in Kleinschlucht                                    | Schlatt (bei Hechingen)                            | Starzel (Killertal)         | 8 m       | 8 m         |
| ⊙ Oberer Starzelfall Hechingen                         | Fall am östl. Stadtrand                                                            | Hechingen                                          | Starzel                     | 5 m       | 4 m         |
| ⊙ Unterer Starzelfall Hechingen (Litho)                | Fallstufe am westl. Stadtrand                                                      | Hechingen                                          | Starzel                     | 5 m       | 4 m         |
| ⊙ Talheimer Wasserfall (Salmendinger Wasserfall; Bild) | Sturzbach über Blöcke und Kalktuff, kleine Stufen                                  | Mössingen                                          | Wangenbach                  | 5 m       | 1,5 m       |
| ⊙ Wasserfall der Teufelsklinge (Bild)                  | Frei aus Höhle fallend, episodisch                                                 | Heubach                                            | Tumbach (Daunbach)          | 30 m      | 30 m        |
| ⊙ Uracher Wasserfall                                   | Frei fallend (37 m), dann gleitend, über große Kalktuff-Formationen                | Bad Urach                                          | Maisental (Brühlbach)       | 87 m      | 37 m        |
| ⊙ Wannentaler Wasserfall                               | Fallstufe unterhalb Wiesenmulde                                                    | Stockenhausen (bei Zillhausen)                     | Wannental                   | 6 m       | 6 m         |
| ⊙ Zillhauser Wasserfall (Bild)                         | Teils freier Fall in eine Schlucht am Ortsrand                                     | Zillhausen                                         | Büttenbach                  | 26 m      | 17 m        |

## Fränkische Alb und angrenzendes Stufenland
(Die Liste umfasst, anders als bei der Schwäbischen Alb, auch das angrenzende Keuperbergland)
Die Fränkische Alb weist als großflächiges Karstgebiet wegen der weitgehend unterirdischen Entwässerung nur wenige Wasserfälle auf, anders als die angrenzenden Keuper-Schichtstufen. Abgesehen vom ehemaligen Doos führen die meisten recht wenig Wasser.
| Name                                    | Beschreibung                                                 | Ort in der Nähe               | Region oder Flussname       | Höhe ges. | Haupt- fall |
| --------------------------------------- | ------------------------------------------------------------ | ----------------------------- | --------------------------- | --------- | ----------- |
| ⊙ Äpfelbach-Wasserfall (Bild)           | Mehrere Fallstufen an eingekerbter Kalktuff-Terrasse         | Egloffstein                   | Äpfelbach (Fränkische Alb)  | 3 m       | 3 m         |
| ⊙ Doos-Wasserfall (Bild)                | Vor 1860 4 m hohe Kalktuff-Stufe, teilzerstört, Wasserentzug | Doos                          | Aufseß (Fränkische Alb)     | 2 m       | 2 m         |
| ⊙ Edelbach-Wasserfall                   | Episodischer Sturz aus Höhle (Überlaufquelle)                | Eichstätt                     | Edelbach                    | 8 m       | 8 m         |
| ⊙ Gauchsbach-Wasserfall (Bild)          | Baulich stark veränderte Stufen über Sandsteinbänke          | Röthenbach bei Sankt Wolfgang | Gauchsbach                  | 4 m       | 4 m         |
| ⊙ Harnbach-Wasserfall (Bild)            | Einzelstufe mit Kalktuffbildungen                            | Enzendorf                     | Harnbach                    | 3 m       | 3 m         |
| ⊙ Hermannsbach-Wasserfall               | Frei fallend                                                 | Mistelbach                    | Hermannsbach                | 3 m       | 3 m         |
| ⊙ Klingender Wasserfall                 | Fallstufe über Rhät-Sandsteinbank                            | Haimendorf                    | Hüttenbachschlucht          | 5 m       | 5 m         |
| ⊙ Pfersag-Wasserfall                    | Fallstufe über Rhät-Sandsteinbank                            | Ebneth                        | Nassbrunnen (Teufelsgraben) | 3 m       | 2 m         |
| Teufelsbadstube                         | Freier Fall über Rhät-Sandsteinbank in eine Gumpe            | Kalchreuth                    |                             | 2 m       | 2 m         |
| ⊙ Teufelskirche                         | Kleine Fallstufen über Rhät-Sandstein                        | Altdorf                       | Nebenbach der Schwarzach    | 7 m       | 2 m         |
| Teufelsgraben-Wasserfall                | Frei fallend                                                 | Kulmbach                      | Teufelsgraben               | 3 m       | 3 m         |
| ⊙ Wasserfall im Vatsbrunn-Graben (Bild) | Frei fallend                                                 | Veitlahm                      | Mainleus                    | 5 m       | 5 m         |
| ⊙ Wedenbach-Wasserfall (Bild)           | Sturzbach über Kalktuff mit zwei Stufen                      | Streitberg                    | Wedenklamm (Schauertal)     | 9 m       | 2 m         |
| ⊙ Wasserfall der Wolfsschlucht          | Frei fallend, wasserarm                                      | Wallersberg                   | Wolfsschlucht               | 3 m       | 3 m         |

## Schwäbisch-Fränkischer Wald, Schichtstufenland westlich der Alb
Das Keuperbergland des Schwäbisch-Fränkischen Waldes und am mittleren Neckar weist neben einigen Fällen größerer Bäche, meist um vier Meter Höhe (Lauffenmühle, Wieslaufschlucht, Hörschbach), zahlreiche meist sehr wasserarme Fälle über Bänke des Schilf- und des Stubensandsteins auf, ebenfalls meist vier bis fünf Meter hoch. Dahinter haben sich oft tiefe Grotten gebildet, nicht selten eindrucksvoller als die Tropfenschleier davor.
Die Muschelkalk-Gebiete weisen hier und da in Engtälern kleine Wasserfälle an querenden harten Bänken auf. Den Schwerpunkt stellt mit ca. 10, teils über 20 Meter hohen Wasserfällen die mittlere und untere Wutachschlucht zwischen Südschwarzwald und Albtrauf dar (außer Schleifbachfälle und Eichbergrutsch: siehe Schwäbische Alb).
| Name                                                | Beschreibung                                                                          | Ort in der Nähe                      | Region oder Flussname                                          | Höhe ges.    | Haupt- fall |
| --------------------------------------------------- | ------------------------------------------------------------------------------------- | ------------------------------------ | -------------------------------------------------------------- | ------------ | ----------- |
| ⊙ Achdorfer Wasserfall (Letterngrabenwasserfall)    | Fallstufe über Muschelkalk-Bänke                                                      | Blumberg                             | Letterngraben (Wutachflühen)                                   | 5 m          | 4 m         |
| ⊙ Alfdorfer Wasserfall                              | Einzelstufe                                                                           | Alfdorf                              | Mühlbach (Erlenwinkel)                                         | 5 m          | 5 m         |
| ⊙ Anhauser Wasserfall (Bild)                        | Einzelstufe mit Versinterungen, über die der Schwarzenlachenbach in die Bühler mündet | Anhausen (Schwäbisch Hall)           | Schwarzenlachenbach                                            | 2 m          | 2 m         |
| ⊙ Wasserfall beim Amselfels (Bild)                  | Gleitende Fallstufe an Hauptmuschelkalk-Bank                                          | Münchingen                           | (Wutachschlucht)                                               | 5 m          | 5 m         |
| ⊙ Wasserfall von Bad Boll (Bild)                    | Dreistufiger Fall über Muschelkalk-Wand                                               | Boll                                 | (Wutachschlucht)                                               | 33 m         | 21 m        |
| ⊙ Wasserfall der Brunnenklinge                      | Frei fallend, wasserarm                                                               | Welzheim                             | (Nebenklinge zur Blinden Rot)                                  | 6 m          | 6 m         |
| ⊙ Wasserfall im Burgwald                            | Teils gleitender Fall über Muschelkalk-Prallhang, wasserarm                           | Bachheim                             | (Wutachschlucht)                                               | 40 m         | 30 m        |
| ⊙ Wasserfälle des Dampfhausengrabens                | Frei fallend über Bänke des Schrarzen Jura                                            | Aselfingen (Blumberg)                | (Wutachtal)                                                    | 12 m         | 5 m         |
| ⊙ Donzdorfer Wasserfall (Bild)                      | Doppelstufe über Opalinuston-Schichten in Kleinschlucht, mit Wehr überbaut            | Donzdorf                             | Lauter                                                         | 7 m          | 6 m         |
| ⊙ Mündungsfall in Dosenklinge (auch Doschenklinge)  | Gemeinsame Fallstufe zusammenfließender Bäche über Kieselsandstein                    | Kaisersbach-Weidenbach               | Weidenbach und Otterbach                                       | 5 m          | 5 m         |
| ⊙ Edenbach-Wasserfall (Bild)                        | Hauptstufe frei fallend                                                               | Welzheim-Laufenmühle                 | Edenbach                                                       | 7 m          | 6 m         |
| ⊙ Finsterbach-Fälle (Bild)                          | Serie von 4 kleinen Fällen in Engtal                                                  | Oberscheffach (Ilshofen)             | Finsterbach                                                    | 22 m         | 8 m         |
| ⊙ Föllbach-Wasserfall (Bild)                        | Doppelstufe im Rhät-Sandstein                                                         | Hardt (bei Wolfschlugen)             | Föllbach                                                       | 5 m          | 4 m         |
| ⊙ Forellensprung (Bild)                             | Frei fallend                                                                          | Welzheim-Langenberg                  | Burgsteigklingen- bach                                         | 5 m          | 5 m         |
| ⊙ Wasserfall bei Frickenhausen                      | (Wasserarm)                                                                           | Frickenhausen (Nürtingen)            | (Tiefenbachtal)                                                | 10 m         | 4 m         |
| ⊙ Gauchach-Kaskaden (Bild)                          | Folge kleiner Kaskaden über Bänke des Oberen Muschelkalks                             | Mundelfingen                         | Gauchachschlucht                                               | –            | 1,5 m       |
| ⊙ Wasserfall am Greut                               | (Wasserarm)                                                                           | Beuren                               | Blumentobel                                                    | 3 m          | 2 m         |
| ⊙ Wasserfall des Gießbachs                          | Einzelstufe an Grenze Kieselsandstein über Obere Bunte Mergel                         | Abtsgmünd-Kocherhof                  | Gießbach                                                       |              | 3 m         |
| ⊙ Wasserfälle des Großen Wimbachs                   | Zwei Stufen über Kieselsandstein-Bänke in Kerbschlucht                                | Sulzbach-Laufen-Weiler               | Großer Wimbach                                                 |              | 3 m         |
| ⊙ Wasserfall des Grunbachs (Bild)                   | Frei fallend                                                                          | Grunbach (Remshalden)                | Grunbach                                                       | 5 m          | 3 m         |
| ⊙ Mündungsfall der Hackklinge                       | Gemeinsame Fallstufe mündender Bäche in Felskessel                                    | Möglingen                            | (Hackklinge)                                                   | 3 m          | 3 m         |
| ⊙ Heslacher Wasserfälle                             | Mehrere kleine Stufen (wasserarm)                                                     | Stuttgart                            | (Heidenklinge)                                                 |              |             |
| ⊙ Hoher Felsen (Bild)                               | Einzelfall (wasserarm) über Bänke des Buntsandsteins                                  | Reicholzheim                         | Steppbachsgraben (Steppachsklinge)                             | 8 m          | 7 m         |
| ⊙ Hohler Stein                                      | Kleiner Fall über Grotte                                                              | Wüstenrot                            | Dentelbach                                                     | 6 m          | 5 m         |
| ⊙ Wasserfall der Hohteichklinge (Bild)              | Zweistufiger Fall über Bänke des Oberen Muschelkalks                                  | Ilshofen-Unteraspach                 | Hohteichbach                                                   | 8 m          | 6 m         |
| ⊙ Holderstein-Wasserfall                            | Frei fallend über Grotte                                                              | Hohengehren                          | Klingenbach                                                    | 10 m         | 6 m         |
| ⊙ Hintere Hörschbach-Wasserfälle (Bild)             | Zwei benachbarte Wasserfälle in Schluchtanfang                                        | Murrhardt                            | Mähderbach und Langenwaldbach vor Zusammenfluss zum Hörschbach | 12 m         | 10 m        |
| ⊙ Vorderer Hörschbach-Wasserfall (Bild)             | Frei fallend, hufeisenförmige Stufe                                                   | Murrhardt                            | untere Hörschbachschlucht                                      | 6 m          | 6 m         |
| ⊙ Wasserfall des Immenbächles (Bild)                | Stufe an Muschelkalk-Bank                                                             | Unadingen                            | Gauchachschlucht                                               | 3 m          | 2 m         |
| ⊙ Wasserfall des Josefsbachs                        | Einzelsturz über Stubensandstein-Bank                                                 | Schwäbisch Gmünd                     | Josefsbach                                                     | 4 m          | 4 m         |
| ⊙ Hauptfall der Kastenklinge                        | Frei fallend                                                                          | Börtlingen-Zell                      | Kastenklinge                                                   | 7 m          | 4 m         |
| ⊙ Nebenfall der Kastenklinge                        | Frei fallend, sehr wasserarm                                                          | Börtlingen-Zell                      | Kastenklinge                                                   | 5 m          | 5 m         |
| ⊙ Wasserfall der Kesselgrotte                       | Über Grotte frei fallend, sehr wasserarm                                              | Welzheim                             | (Kesselgrotte)                                                 | 8 m          | 8 m         |
| ⊙ Kühseich                                          | Über Stubensandstein fast frei fallend                                                | Hüttlingen-Sulzdorf                  | Filgenbach                                                     | 8 m          | 8 m         |
| ⊙ Laufener Wasserfall                               | Frei fallend                                                                          | Laufen                               | Igelsbach (Nägelesbachtal)                                     | 5 m          | 5 m         |
| ⊙ Mühlenbach-Fall                                   | Einzelsturz                                                                           | Sulzbach-Laufen                      | Mühlenbach                                                     | 6 m          | 6 m         |
| ⊙ Mundelfinger Wasserfall (Bild)                    | Frei fallend über vorkragende Arietenkalkstein-Bank                                   | Mundelfingen                         | Aubächle (Wutachschlucht)                                      | 8 m          | 8 m         |
| ⊙ Schlucht der oberen Murr                          | Drei Wasserfälle                                                                      | Käsbach                              | Murr                                                           | –            | 3 m         |
| ⊙ Nägelesbach-Wasserfall                            | Frei fallend über Fleins-Bänke                                                        | Sulzbach-Laufen-Aichenrain           | Nägelesbach                                                    | 5 m          | 3 m         |
| ⊙ Pfrondorfer Wasserfall                            | Einzelstufe                                                                           | Tübingen-Pfrondorf                   | Haldenbach                                                     | 4 m          | 3 m         |
| ⊙ Wasserfall des Rettenbachs                        | Stubensandstein (Löwenstein-Formation)                                                | Abtsgmünd-Neubronn und -Spatzenmühle | Rettenbach im Naturraum Liasplatten über Rems und Lein         |              | 4 m         |
| ⊙ Wasserfall am Rümmelesteg                         | Mehrstufig, teils frei fallend, Hauptmuschelkalk                                      | Münchingen (Wutach (Gemeinde))       | (Wutachschlucht)                                               | 40 m         | 4 m         |
| ⊙ Wasserfall im Schelmengraben                      | Frei fallend über Gryphäenkalk-Bank, wasserarm                                        | Mundelfingen                         | (Schelmengraben, Wutachschlucht)                               | 7 m          | 7 m         |
| ⊙ Wasserfall an der Schelmenhalde (Bild)            | Schleierfall über Kalktuff am Wanderweg                                               | Reiselfingen                         | (Wutachschlucht)                                               | 5 m          | 3 m         |
| ⊙ Wasserfall der Schelmenklinge                     | Künstliche Fallstufe, wasserarm                                                       | Lorch                                | (Seitenklinge des Götzenbachs)                                 | 10 m         | 10 m        |
| ⊙ Schleifbachklinge (Bild)                          | Künstliche Fallstufe mit Kalksinterbildung                                            | Schwäbisch Hall-Gottwollshausen      | Schleifbach                                                    | 10 m         | 9 m         |
| ⊙ Strümpfelbach-Wasserfälle (Bild)                  | Fallstufen in Bunten Mergeln und Kieselsandstein                                      | Weinstadt-Strümpfelbach              | Strümpfelbach                                                  |              | 2 m         |
| ⊙ Sturzdobel (Bild)                                 | Zwei freie Fallstufen über Muschelkalk-Wände mit Kalktuff-Bildungen                   | Blumberg                             | (Wutachflühen)                                                 | 50 m         | 15 m        |
| ⊙ Sulzbacher Wasserfall (Bild)                      | Freier Sturz über die harte Corbulabank (früher: Engelhofer Platte) im Mittelkeuper   | Bröckingen                           | Eisbach                                                        | 2 m          | 2 m         |
| ⊙ Tannegger Wasserfall (Bild)                       | Zweistufiger Fall über Kalksinterformation an Muschelkalk-Wand                        | Boll                                 | Tannegger Bach (Wutachschlucht)                                | 22 m         | 9 m         |
| ⊙ Wasserfall im Taubental (Bild)                    | Freier Sturz über Stubensandstein-Bank                                                | Schwäbisch Gmünd                     | Wetzgauer Bach                                                 | 3 m          | 3 m         |
| ⊙ Wasserfall im Trautenloh                          | Freier Sturz (Wasserarm)                                                              | Beuren/Owen                          |                                                                | 2 m          | 2 m         |
| ⊙ Oberer Tränkebach-Wasserfall                      | Mehrere Fallstufen in Felsenge                                                        | Bachheim                             | Tränkebach (Engeschlucht, Wutachschlucht)                      | 4 m          | 2 m         |
| ⊙ Unterer Tränkebach-Wasserfall                     | Oft wasserlose Fallstufe (Ponor im Muschelkalk)                                       | Bachheim                             | Tränkebach (Engeschlucht, Wutachschlucht)                      | 2 m          | 2 m         |
| ⊙ Wasserfall des Waldstetter Bachs                  | Einzelsturz über Stubensandstein-Bank                                                 | Schwäbisch Gmünd                     | Waldstetter Bach                                               | 7 m          | 7 m         |
| ⊙ Wertheimer Wasserfall                             | Doppelstufe über Buntsandstein-Bänke                                                  | Wertheim                             | Staffelwehrklinge                                              | 9 m          | 9 m         |
| ⊙ Wieslauf-Fall Laufenmühle (Hist. Foto)            | Freier Fall, durch Wehr und Viadukt verbaut                                           | Welzheim-Laufenmühle                 | Wieslauf                                                       | 8 m          | 6 m         |
| ⊙ Wieslauf-Fälle Klingenmühle (Bild ob.; Bild unt.) | Zwei recht wasserreiche Fälle, je 4 m                                                 | Welzheim-Laufenmühle                 | Wieslauf                                                       | 12 m         | 5 m         |
| ⊙ Wieslauf-Fall Sauerhöfle                          | Mit Wehr erhöhter wasserreicher Fall                                                  | Rudersberg-Klaffenbach               | Wieslauf                                                       | natürl.: 3 m | 3 m         |
| ⊙ Wutachlaufen (Bild)                               | Zwei einst sehr wasserreiche Fallstufen (starker Wasserentzug) über Muschelkalk-Bänke | Unterlauchringen (Lauffenmühle)      | Wutach                                                         | 6 m          | 4 m         |
| ⊙ Wasserfall des Zipfelbachs (Bild)                 | Einzelstufe                                                                           | Breuningsweiler                      | Zipfelbach                                                     | 2 m          | 2 m         |

## Pfälzerwald und Odenwald
Datei:Maisenbach vor Gamburg.jpg

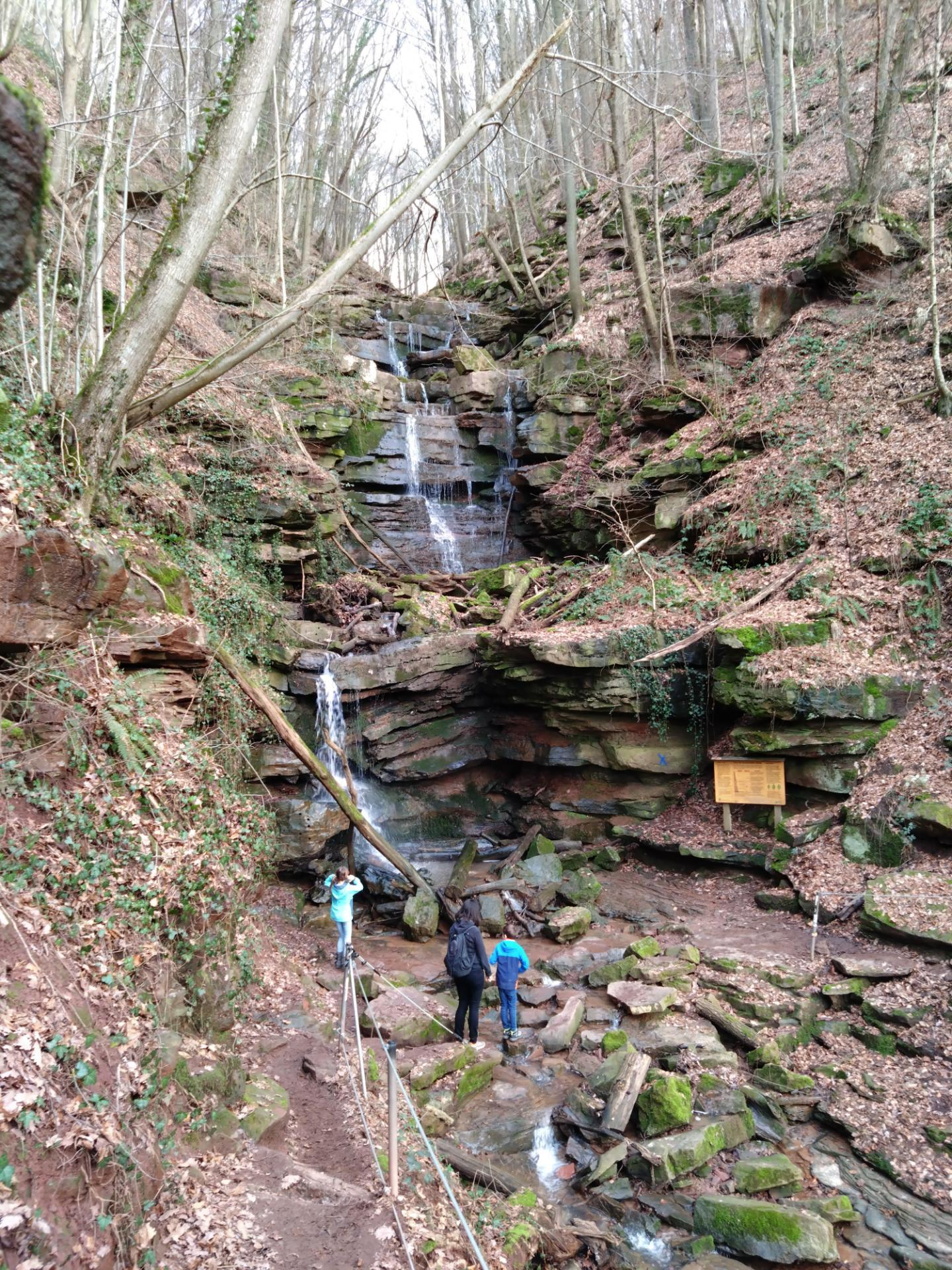
Wasserfälle der Margarethenschlucht

Diese Region fasst die Schwestergebirge Pfälzerwald und Odenwald über den Oberrheingraben hinweg zusammen und schließt weiträumig Randgebiete ein, die vom Saarland über den Westrich bis zum Spessart reichen.
Es überwiegen kleine, meist wasserarme Stufen in kleinen Kerbtälern des Buntsandsteins. Generell sind die Buntsandstein-Gebiete Süddeutschlands arm an Wasserfällen. Herausragend ist die zu den höchsten Wasserfällen Deutschlands zählende Kaskadentreppe der Margarethenschlucht am unteren Neckar.
| Name                                         | Beschreibung                                                               | Ort in der Nähe             | Region oder Flussname           | Höhe ges. | Haupt- fall |
| -------------------------------------------- | -------------------------------------------------------------------------- | --------------------------- | ------------------------------- | --------- | ----------- |
| ⊙ Wasserfall in der Elendsklamm              | Fallstufe über eine Buntsandsteinbank                                      | Bruchmühlbach               | Frohnbach                       | 2 m       | 2 m         |
| ⊙ Fallenbach-Wasserfall                      | Dreiteilige Fallstufe, künstlich über Klippe geleitet                      | Laudenau (bei Reichelsheim) | Neunkircher Höhe (Odenwald)     | 8 m       | 8 m         |
| ⊙ Wasserfälle der Hexenklamm                 | Folge kleiner Fallstufen über Buntsandstein-Bänke                          | Gersbach (bei Pirmasens)    | (Westrich)                      |           | 4 m         |
| ⊙ Karlstalschlucht                           | Mehrere kleine Fallstufen in gefällearmer, niedriger Schlucht              | Trippstadt                  | Moosalbe (Pfälzerwald)          | –         | 1 m         |
| ⊙ Seltenbachschlucht                         | Mehrere sehr kleine Fallstufen im Buntsandstein                            | Klingenberg                 | Seltenbach (Spessart)           | –         | 1 m         |
| ⊙ Laudenbach-Wasserfall                      | Fallstufe in Ortslage am Rand der Rheinebene                               | Laudenbach (Bergstraße)     | Laudenbach                      | 12 m      | 3 m         |
| ⊙ Wasserfälle der Margarethenschlucht (Bild) | Acht Fallstufen im Buntsandstein (4 m, 9 m, 2 m, 4 m, 6 m, 9 m, 3 m, 10 m) | Neckargerach                | Flursbach (im Neckar-Prallhang) | 91 m      | 10 m        |
| ⊙ Maisenbach-Wasserfall (Bild)               | Einzelstufe im Wiesental                                                   | Gamburg                     | Maisenbach (Taubertal)          | 6 m       | 4,5 m       |
| ⊙ Wasserfälle von Winterkasten               | Verblockte Fallstufen in ehem. Steinbruch                                  | Winterkasten (Lindenfels)   | (Odenwald)                      | 20 m      | 3 m         |
| ⊙ Wolfsschlucht                              | Hauptfallstufe trockengelegt                                               | Zwingenberg                 | Schlossbächlein (Neckartal)     | 4 m       | 3 m         |

## Rhön, Knüll und Vogelsberg
In diesen benachbarten, großflächig von vulkanischen Gesteinen geprägten Gebirgen sind Ganggesteine und basaltische Decken oft Wasserfallbildner (Teufelsmühle, Eisgraben-Wasserfall).
Ähnliches gilt für die Wasserfälle von Allerheiligen und am Edelfrauengrab im Nordschwarzwald oder den Odersbacher Wasserfall im Westerwald.
| Name                               | Beschreibung                                                 | Ort in der Nähe         | Region oder Flussname       | Höhe ges. | Haupt- fall |
| ---------------------------------- | ------------------------------------------------------------ | ----------------------- | --------------------------- | --------- | ----------- |
| ⊙ Wasserfall Blitzenrod (Bild)     | Rücksturz eines Gewerbekanals, zeitweise trocken             | Blitzenrod (Lauterbach) | Lauter                      | 6 m       | 7 m         |
| ⊙ Christeröder Wasserfälle (Bild)  | Fall über Basaltstufen (3 m), daneben künstlicher Fall (7 m) | Christerode             | Buchenbach (Knüllgebirge)   | 7 m       | 7 m         |
| ⊙ Eisgraben-Wasserfall (Bild)      | Fallstufe über Plateaukante aus Basalt                       | Hausen                  | Aschelbach (Rhön)           | 4 m       | 4 m         |
| ⊙ Disbach-Wasserfall               | Mehrere Fallstufen                                           | Riedenberg              | Hirschgraben (Rhön)         |           | 3 m         |
| ⊙ Wasserfall im Hirschgraben       | Meistens wenig Wasser, Buntsandstein                         | Riedenberg              | (Rhön)                      |           |             |
| ⊙ Kaskadenschlucht                 | Mehrere kleine Kaskaden über Buntsandstein-Bänke             | Gersfeld                | Feldbach (Rhön)             | –         | 1 m         |
| ⊙ Nidda-Fall (Bild)                | Doppelstufe im Stadtpark                                     | Schotten                | Nidda (Vogelsberg)          | 2 m       | 2 m         |
| ⊙ Nixenfall (Bild)                 | Einzelstufe mit Gumpe Nixenteich                             | Roth                    | Oberelsbacher Graben (Rhön) | 1 m       | 1 m         |
| ⊙ Wasserfälle des Schwarzbaches    | Mehrere Wasserfälle (Teufelsmühle: siehe dort)               | Bischofsheim            | Schwarzbach (Rhön)          | –         | 5 m         |
| ⊙ Wasserfälle in der Spring (Bild) | Kaskaden über ehem. Travertin-Abbaukante                     | Fischbach/Rhön          | Sommertal (Vordere Rhön)    | 11 m      | 2 m         |
| ⊙ Tretstein-Wasserfall (Bild)      | Frei fallend über Sandsteinbank                              | Gräfendorf              | Tretstein-Schlucht (Rhön)   | 3 m       | 3 m         |
| ⊙ Teufelsmühle-Wasserfall (Bild)   | Teils frei fallend über Basaltkante                          | Bischofsheim            | Schwarzbach (Rhön)          | 5 m       | 5 m         |

## Rheinisches Schiefergebirge

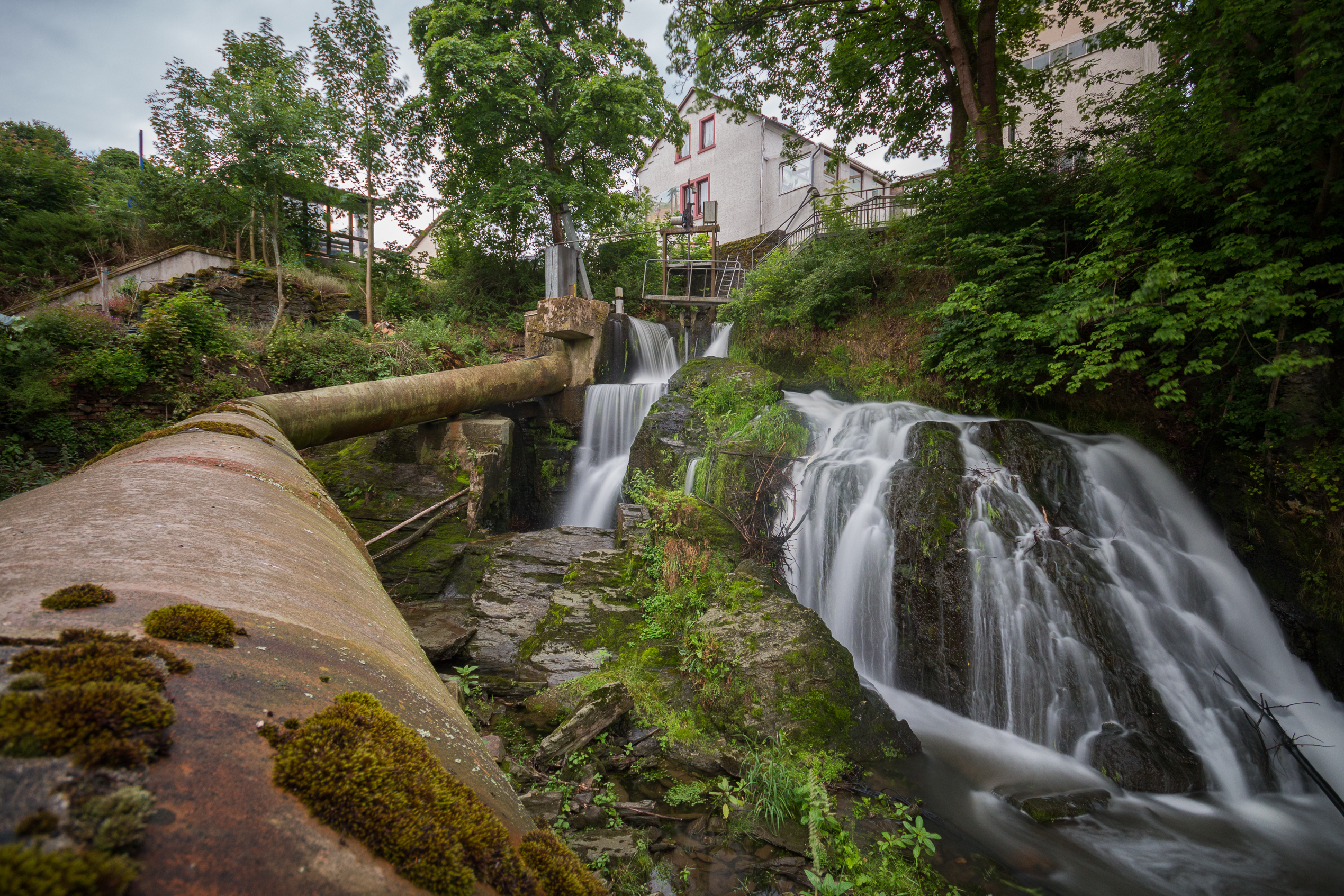
Aar-Wasserfall in Adolfseck

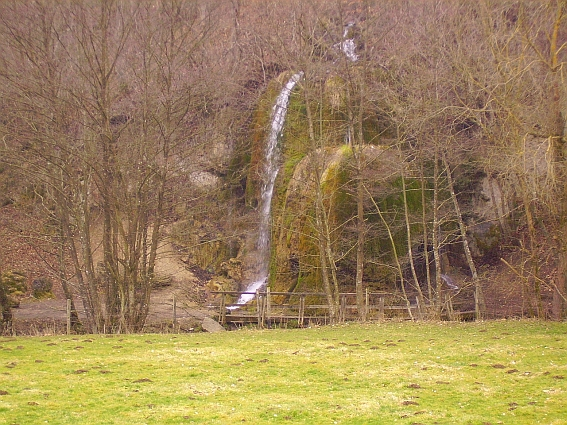
Wasserfall Dreimühlen

Rheinisches Schiefergebirge, hier im engeren Sinne, also Hunsrück, Taunus, Eifel und Westerwald mit umgebendem Bergland, jedoch ohne Rothaargebirge (siehe Weser- und Leinebergland, Rothaargebirge).
Das Rheinische Schiefergebirge ist wie der Harz oder das Erzgebirge ein Gebiet mit überwiegend metamorphen Gesteinen, jedoch von geringerer Höhe und mit noch ausgeprägterem Plateaucharakter. Eine Besonderheit ist die starke aktuelle Hebungstendenz (ähnlich wie im Schwarzwald), zusammen mit einer scharfkantigen Zerschneidung durch erosionskräftige große Flüsse (Rhein, Mosel, Lahn). Die meisten Flüsse und Bäche haben mit deren Tiefenerosion kaum Schritt halten können und weisen immer wieder gefällereiche Schluchten mit vielen, meist kleinen, Wasserfällen auf. Eine ähnliche Situation gibt es auch auf der Südostabdachung des Schwarzwaldes. Die Flüsse bilden nur niedrige Wasserfälle, meist über harte Gesteinsbänke (Kleine Kyll oder Brohlbach in der Eifel, ehemals Saynbach bei Neuwied), einige (teils nur kataraktartige) Fälle sind durch Kappung von Talmäandern entstanden (Sommerauer Wasserfall im Hunsrück, Aar-Wasserfall im Taunus, Pyrmonter Wasserfall in der Eifel, Siegfall). In zahlreichen verborgenen, teils weglosen Schluchten gibt es Sturzbäche mit Wasserfällen (Tiefenbachfälle bei Bernkastel, Kliding in der Eifel, Bornichbach im Loreleytal).
In den Engtälern des agrarischen Gutlandes bei Trier sind einige schöne Wasserfälle, meist über vorkragende Sandsteinbänke, versteckt (Sirzenicher Wasserfall, Butzerbachfälle).
| Name                                                                | Beschreibung                                                                                        | Ort in der Nähe                    | Region oder Flussname                     | Höhe ges. | Haupt- fall |
| ------------------------------------------------------------------- | --------------------------------------------------------------------------------------------------- | ---------------------------------- | ----------------------------------------- | --------- | ----------- |
| ⊙ Wasserfall von Adolfseck (Bild, Merian-Stich)                     | Teils gleitende Fallstufe, künstlich (Durchstich des Mäander-Halses), Wasserentzug                  | Adolfseck                          | Aar (Taunus)                              | 6 m       | 6 m         |
| ⊙ Oberer Wasserfall im Ahlbachtal (Bild)                            | Fall über Sandstein-Bank                                                                            | Bitburg                            | Ahlbachtal (Kylltal)                      | 5 m       | 5 m         |
| ⊙ Unterer Wasserfall im Ahlbachtal (Wasserfall an der Mariengrotte) | Fall über Sandstein-Bank                                                                            | Bitburg                            | Ahlbachtal (Kylltal)                      | 5 m       | 5 m         |
| ⊙ Wasserfall Ahlbachmühle                                           | Mündungsfall über Kalktuff-Terrasse                                                                 | Bitburg                            | Kylltal                                   | 6 m       | 3 m         |
| ⊙ Wasserfall am Beilstein                                           | Stufe in schwer zugängl. Seitental                                                                  | Attenhausen                        | Beilsteingraben (Jammertal, Hintertaunus) | 4 m       | 4 m         |
| ⊙ Billtal-Wasserfall (Bild)                                         | Gleitende Fallstufen, künstlich (römisch?), meist trocken                                           | Königstein/Taunus                  | Rombach (Taunus)                          | 50 m      | 7 m         |
| ⊙ Bornichbach-Wasserfall                                            | Vierstufiger Mündungsfall ins Mittelrhein-Engtal                                                    | St. Goarshausen                    | Bornichbach                               | 25 m      | 4 m         |
| ⊙ Brohlbach-Wasserfall (Bild)                                       | Schießender, freier Fall                                                                            | Treis-Karden                       | Brohlbach (Moseleifel)                    | 4 m       | 2 m         |
| ⊙ Wasserfälle im Butzerbachtal (Ramsteiner Wasserfall; Bild)        | Sieben kleine Wasserfälle über Sandstein-Bänke                                                      | Kordel                             | Butschenbach (Gutland)                    | 55 m      | 4 m         |
| ⊙ Dortebach-Wasserfall (Bild)                                       | Doppelstufe in schroffer Schlucht                                                                   | Klotten                            | Dortebachtal (Moseleifel)                 | 13 m      | 6 m         |
| ⊙ Wasserfall Dreimühlen (Drömmeler Sprötz)                          | Teilweise zweistufiger Fall über Kalktuffnase                                                       | Üxheim-Ahütte, Nohn                | Ahbachtal (Eifel)                         | 8 m       | 6 m         |
| ⊙ Ehrbachklamm (Bild)                                               | Mehrere kleine Stufen in enger Schlucht                                                             | Mermuth                            | Ehrbach                                   | –         | 1 m         |
| ⊙ Elzbach-Wasserfall (Pyrmonter Wasserfall; Bild)                   | Doppelter, wuchtiger Gleitwasserfall                                                                | Roes (bei Mayen)                   | Elzbachtal (Moseleifel)                   | 6 m       | 5 m         |
| ⊙ Enz-Fälle Neuerburg (Bild)                                        | Wasserreicher, geteilter Fall                                                                       | Neuerburg                          | Enz (Eifel)                               | 4 m       | 4 m         |
| ⊙ Enz-Fall Zweifelscheid                                            | Wasserreiche, breite Fallstufe                                                                      | Zweifelscheid                      | Enz (Eifel)                               | 2 m       | 2 m         |
| ⊙ Erdbachschwinde                                                   | Gleitender Fall in Schachthöhle                                                                     | Breitscheid (Hessen)               | Erdbach                                   | 3 m       | 3 m         |
| ⊙ Galgenbach-Wasserfall (Bild)                                      | Gleitender Fall in Sturzbach gegenüber Loreley (820: antiliolus-Bächlein)                           | St. Goar                           | Galgenbach (oberes Mittelrheintal)        | 20 m      | 10 m        |
| ⊙ Wasserfall des Gillenbachs (Bild)                                 | Frei fallend über Sandstein-Wand, meist trocken                                                     | Trier-Pallien                      | Gillenbach (Gutland)                      | 20 m      | 14 m        |
| ⊙ Mündungsfall des Heimesbachs                                      | Frei fallend über Prallufer-Felskante                                                               | Waxweiler                          | Heimesbach (Prüm-Tal)                     | 2 m       | 1,5 m       |
| ⊙ Höllenloch (Förstertreppchen; Bild)                               | Vier meist gleitende Fallstufen (3 m, 5 m, 2 m) in einer Schlucht                                   | Steinsberg (bei Diez)              | Hellbach (Lahntal)                        | –         | 5 m         |
| ⊙ Hölzbachklemm                                                     | Hauptstufe in kleiner Schlucht                                                                      | Haag (bei Merscheid)               | Hölzbach (Hunsrück)                       | –         | 3 m         |
| ⊙ Hüttinger Wasserfall (Bild)                                       | Teils freie Fallstufe in Ortslage                                                                   | Hüttingen/Kyll                     | Katzenbach (Kylltal, Eifel)               | 6 m       | 5 m         |
| ⊙ Irreler Wasserfälle                                               | Katarakt (keine Wasserfälle) über Bergrutschmasse                                                   | Prümzurlay bei Irrel               | Prüm (Eifel)                              | 5 m       | 0,5 m       |
| ⊙ Wasserfall Isenburg (Wasserfall im Tiefental; ehem.)              | Wasserreiche Fallstufe neben der Straße, Nov. 2008 beseitigt                                        | Isenburg                           | Sayn (Westerwald)                         | 3 m       | 3 m         |
| ⊙ Wasserfall bei der Käsegrotte / Elfengrotte (Bild)                | Gleitende Mündungsfälle über säuligen Basalt                                                        | Bad Bertrich                       | Elbesbach (Üßbach-Tal)                    | 20 m      | 4 m         |
| ⊙ Wasserfälle des Kimmlinger Baches                                 | Stufen in klammartiger Kerbtalsohle                                                                 | Kordel                             | Kimmlinger Bach (Gutland)                 | –         | 2 m         |
| ⊙ Wasserfälle der Kleinen Kyll (Horngrabenfall; Bild)               | Zwei kleine Stufen über alten Lavastrom                                                             | Manderscheid                       | Kleine Kyll (Eifel)                       | 3 m       | 1 m         |
| ⊙ Kreuzbachklamm                                                    | Zwei Fallstufen in steiler Schlucht                                                                 | Bingerbrück                        | Oberes Mittelrheintal                     | –         | 5 m         |
| ⊙ Wasserfall am Lapigtbach                                          | Eine Hauptstufe                                                                                     | Biesdorf (bei Wallendorf)          | Lapigtbach (Eifel)                        | 20 m      | 5 m         |
| ⊙ Laubach-Wasserfall (Bild)                                         | Künstl. erhöhte Einzelstufe über Sturzbach-Abschnitt                                                | Melsbach (bei Neuwied)             | Laubachtal (Westerwald)                   | 20 m      | 3 m         |
| ⊙ Leuk-Fall (Saarburger Wasserfall; Bild)                           | Drei Fallstufen im umgeleiteten Bach, innerstädtisch                                                | Saarburg                           | Leuk (Saartal)                            | 11 m      | 7 m         |
| ⊙ Löscherbachschlucht                                               | Steilschlucht mit kleinen Kaskaden                                                                  | Senheim                            | Löscherbach (Moseltal)                    | –         | 3 m         |
| ⊙ Lohbach-Wasserfall (Bild)                                         | Freier Sturz in kurze Klamm und Kaskaden am Stadtrand                                               | St. Goar                           | Lohbach (Oberes Mittelrheintal)           | 25 m      | 15 m        |
| ⊙ Morgenbachtal (Bild)                                              | Vier Einzelfälle, meist frei fallend (2 m, 2 m, 7 m)                                                | Morgenbachtal (bei Niederheimbach) | Morgenbach (Ob. Mittelrheintal)           | –         | 7 m         |
| ⊙ Naurother Wasserfall                                              | Gleitende verwinkelte Fallstufe                                                                     | Nauroth (Heidenrod)                | Wispertal (Taunus)                        | 4 m       | 3 m         |
| ⊙ Neidenbacher Wasserfälle                                          | Kleine gleitende Fälle                                                                              | Neidenbach                         | Heilbach (Eifel)                          | 8 m       | 1,5 m       |
| ⊙ Nenderother Wasserfall (Bild)                                     | Teils freie Fallstufen von Basalt-Plateau herab                                                     | Odersberg (Mengerskirchen)         | Leyenbach (Westerwald)                    | 10 m      | 4 m         |
| ⊙ Neumühle-Wasserfall                                               | Mühlenweiher-Überlauf, freier Fall in Felsbecken                                                    | Tünsdorf (bei Mettlach)            | Steinbach (Saarschleife)                  | 6 m       | 5 m         |
| ⊙ Neunzehn Löcher                                                   | Fünfzehn Stufen, davon vier über 3 m                                                                | Attenhausen                        | Jammertal (Hintertaunus)                  | 40 m      | 3 m         |
| ⊙ Odershausener Wasserfälle                                         | 4 Meter frei fallend, 10 Meter gleitend                                                             | Bad Wildungen                      | Sonderbach (Kellerwald)                   | 20 m      | 10 m        |
| ⊙ Wasserfall des Pfalzer Baches                                     | Fallstufe in Kerbtal                                                                                | Röhl                               | Pfalzer Bach (Gutland)                    | 2 m       | 2 m         |
| ⊙ Pulsbachklamm (Bild)                                              | Drei Wasserfälle (3 m, 7 m, 2 m)                                                                    | Pulsbach (bei Kestert)             | Pulsbach (Ob. Mittelrheintal)             | –         | 7 m         |
| ⊙ Die Rausch (Bild)                                                 | Gegabelte Hauptstufe                                                                                | Müllenbach/Kloster Maria Martental | Wilde Endert (Eifel)                      | 7 m       | 5 m         |
| ⊙ Rauschkümpel (Bild)                                               | Geteilte Fallstufe                                                                                  | Enkirch                            | Steierbachtal (Hunsrück)                  | 3 m       | 2 m         |
| ⊙ Ruppertsklamm                                                     | Sturzbach mit einer Hauptstufe                                                                      | Niederlahnstein                    | Lahntal                                   | –         | 3 m         |
| ⊙ Schießlay (Klidinger oder Beurener Wasserfall)                    | Drei gleitende Stufen                                                                               | Beuren                             | Endenbach (Eifel)                         | 28 m      | 20 m        |
| ⊙ Wasserfall im Schweizertal                                        | Fallstufe neben der Straße                                                                          | St. Goarshausen                    | Forstbach (Ob. Mittelrheintal)            | 1,5 m     | 1,5 m       |
| ⊙ Seelenbach-Kaskaden                                               | Sturzbach mit kleinen Stufen                                                                        | St. Goar                           | Seelenbach (gegenüber Loreley)            | –         |             |
| ⊙ Sieg-Wasserfall                                                   | Katarakt seit 1860 nach Mäanderhals-Durchstich, Wasserentzug                                        | Stein (Schladern)                  | Sieg                                      | 4 m       | 1 m         |
| ⊙ Wasserfall des Sirzenicher Baches (Bild)                          | Gleitender Fall in Waldschlucht                                                                     | Trier-Pallien                      | Sirzenicher Bach (Busental, Gutland)      | 5 m       | 5 m         |
| ⊙ Sommerauer Wasserfall (Bild)                                      | Katarakt im Mäander-Durchstich, in Ortslage                                                         | Sommerau                           | Ruwer (Hunsrück)                          | 2 m       | 1 m         |
| ⊙ Wasserfall unter Schloss Stolzenfels                              | Geschaffen Mitte des 19. Jahrhunderts von Peter Joseph Lenné für den Landschaftspark um das Schloss | Koblenz                            | Gründgesbach (Ob. Mittelrheintal)         |           |             |
| ⊙ Stux-Wasserfall (Infotafel)                                       | Fallstufe eines ehem. Mühlgrabens                                                                   | Unkel                              | Hähnerbach am Stux (Unt. Mittelrheintal)  | 7 m       | 7 m         |
| ⊙ Tabener Wasserfall (Wasserfall an der Wenichbach)                 | Freier Fall, dann Kaskaden über Blockwerk                                                           | Taben-Rodt                         | Wenichbach (Saartal)                      | 20 m      | 4 m         |
| ⊙ Tanzlay (Bild)                                                    | Kaskaden über verstürzte Kalksteinbänke                                                             | Hüttingen/Kyll                     | Daufenbach (Eifel)                        | 8 m       | 4 m         |
| ⊙ Wasserfall in der Teufelsdell (Bild)                              | Einzelstufe über querende Porphyrit-Lage in Kerbtal                                                 | Singhofen                          | Mühlbachtal                               | 4 m       | 4 m         |
| ⊙ Oberer Wasserfall im Tiefenbachtal                                | Freier Fall in kurzer Klamm                                                                         | Bernkastel                         | Tiefenbach (Moseltal)                     | 8 m       | 7 m         |
| ⊙ Untere Wasserfälle im Tiefenbachtal                               | Zwei separate Fallstufen (3 m, 3 m)                                                                 | Bernkastel                         | Tiefenbach (Moseltal)                     | –         | 3 m         |
| ⊙ Tränenlay                                                         | Tropfenfall über Kalktuffbildungen                                                                  | Wallendorf                         | Sauer-Tal (Eifel)                         | 8 m       | 8 m         |
| ⊙ Wasserfälle im Trübenbachtal                                      | Mehrere teils freie Fallstufen                                                                      | Kirn                               | Trübenbach (Hunsrück)                     | –         |             |
| ⊙ Wasserfälle unter dem Vierseenblick                               | Kaskaden mit drei Hauptstufen, wasserarm                                                            | Bremberg                           | Lahntal                                   | 20 m      | 3 m         |
| ⊙ Wasenbach-Wasserfall (Bild)                                       | Einzelstufe in Wiesental                                                                            | Wasenbach                          | Wasenbach (Hintertaunus)                  | 3 m       | 3 m         |
| ⊙ Wolfsschlucht-Wasserfall (Bild)                                   | Frei fallende, veränderliche Stufe über Bimstuff                                                    | Andernach-Bad Tönisstein           | Tönissteiner Bach (Vulkaneifel)           | 7 m       | 5 m         |
| ⊙ Zeller Wasserfall                                                 | Freier Fall in röhrenartige Gumpe, in Ortslage                                                      | Zell (Mosel)                       | Zeller Bach                               | 5 m       | 5 m         |

## Thüringer Wald

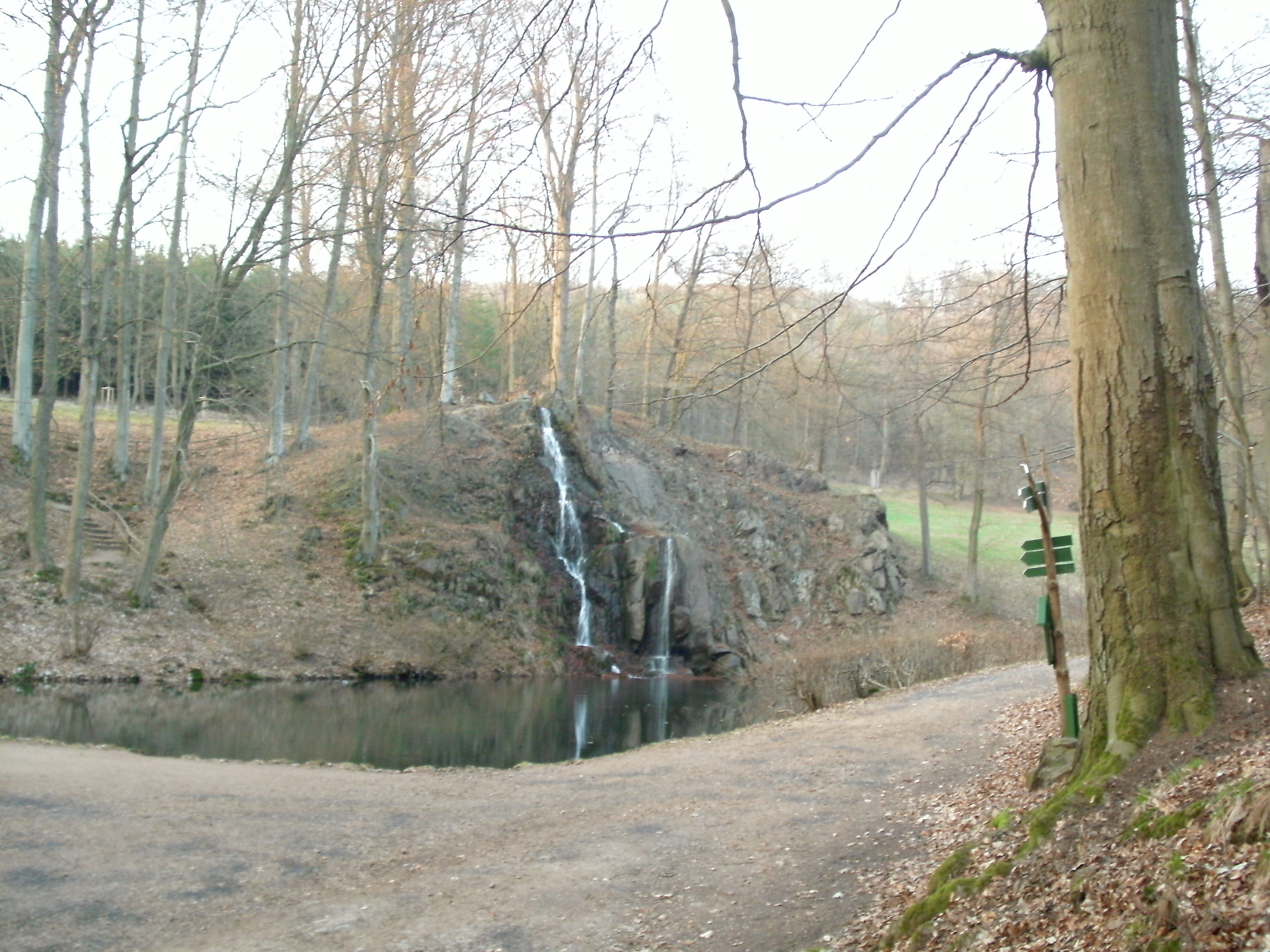
Luisentaler Wasserfall

In den höheren Mittelgebirgen mit überwiegend metamorphen Gesteinen (zum Beispiel Gneise, Tonschiefer) sind diese zwar meist weniger widerstandsfähig als in den Gebirgen mit überwiegend kristallinen Gesteinen (siehe Bayerischer Wald), jedoch sind die Hangschuttdecken und Blockmassen, welche die Unterschiede im Gestein und damit Ansätze zur Bildung kleiner Wasserfälle verhüllen, weniger mächtig. Die Reliefformen sind unruhiger, seltener auch steil. Glaziale Formen sind nur teilweise gut erhalten (ähnlich der Hunau im Rothaargebirge) und haben selten größeren Anteil an Wasserfallbildungen (Spitterfall, ähnlich der Plästerlegge im Rothaargebirge). Es überwiegen kleine Wasserfälle an harten Gesteinsbänken (Wasserfall im Kühlen Tal, ähnlich dem Lonaufall im Harz).
In der Umgebung von Eisenach herrschen Konglomerat-Gesteine des Rotliegenden vor, in denen sich teils extrem enge Klammen (Drachenschlucht) oder auch Grotten gebildet haben mit einigen Wasserfällen mit meist geringer Wasserführung.
Bedeutende künstliche Zierwasserfälle sind der Trusetaler Wasserfall und der Luisentaler Wasserfall im Schlosspark Altenstein.
| Name                                                        | Beschreibung                                                               | Ort in der Nähe  | Region oder Flussname                         | Höhe ges. | Haupt- fall |
| ----------------------------------------------------------- | -------------------------------------------------------------------------- | ---------------- | --------------------------------------------- | --------- | ----------- |
| ⊙ Amselfall (Bild)                                          | Freier Fall über Sandsteinbank                                             | Quirla           | Nossengraben (Zeitzgrund)                     | 2 m       | 2 m         |
| ⊙ Chrysopras-Wasserfall (Wasserfall bei Lösches Hall, Bild) | Als Wasserfall bekanntes Wehr, wasserreich                                 | Bad Blankenburg  | Schwarza                                      | 1,5 m     | 1,5 m       |
| ⊙ Wasserfall der Drachenschlucht (Bild)                     | Freier Fall über Konglomerat-Wand in enge Seiten-Klamm der Drachenschlucht | Eisenach         | Drachenschlucht (Annatal)                     | 5 m       | 5 m         |
| ⊙ Finsteres Loch                                            | Sturzbach über Talstufe vom Breiten Grund ins Schortetal                   | Ilmenau          | Breitengrunder Bach (Schorte)                 | –         | 1 m         |
| ⊙ Wasserfall im Kühlen Tal                                  | Gleitende Stufe über Porphyr-Gang in engem Waldtal                         | Friedrichroda    | Schilfwasser                                  | 2 m       | 2 m         |
| ⊙ Luisentaler Wasserfall (Altensteiner Wasserfall)          | Um 1800 künstlich angelegte Fallstufe in einen Parkteich                   | Schweina         | Altensteiner Park                             | 8 m       | 7 m         |
| ⊙ Wasserfall im Marktal (Bild)                              | Wasserfall an der westlichen Talwand des Marktals                          | Ilmenau          | Schortetal                                    | ~30 m     |             |
| ⊙ Wasserfall im Röllchen (Bild)                             | Kleiner Wasserfall in einer Klamm                                          | Tambach-Dietharz | Röllchen oder Wolfsschlucht (Schmalwassertal) | 2 m       | 1 m         |
| ⊙ Spitterfall (Bild)                                        | Vier gleitende Fallstufen über Porphyr-Gänge in eiszeitliche Talstufe      | Tambach-Dietharz | Ebertswiese (Spitter)                         | 19 m      | 4 m         |
| ⊙ Triefender Stein                                          | Rieselfall über Grotte in Konglomerat-Schlucht                             | Eisenach         | Ludwigsklamm                                  |           |             |
| ⊙ Trusetaler Wasserfall                                     | 1865 angelegter zweistufiger Fall, unterer teils gleitend                  | Trusetal         | Truse                                         | 58 m      | 45 m        |

## Elbsandsteingebirge, Erzgebirge und Vogtland
Das Elbsandsteingebirge hat die höchste Dichte senkrechter Wände im Mittelgebirgsraum. Die Wasserfälle sind teilweise über zehn Meter hoch und fast alle frei fallend.

Das Erzgebirge ist dagegen das an Wasserfällen ärmste der höheren Mittelgebirge Deutschlands. Sie sind überwiegend Folgen menschlicher Tätigkeit.

Im sächsischen Teil des Vogtlandes treten aufgrund der geomorphologischen Verhältnisse nur in wenigen Landschaftsbereichen ausgedehnte oberirdische Felsstrukturen auf und viele Wasserläufe haben korrasive Abtragung in die Tiefe erzeugt. Die Schiefer und Phyllite bilden gleichmäßige Hänge aus, und die Diabase sind stark zerklüftet. Wasserfälle sind daher selten.
| Name                                     | Beschreibung                                                                                 | Ort in der Nähe       | Region oder Flussname                   | Höhe ges. | Haupt- fall |
| ---------------------------------------- | -------------------------------------------------------------------------------------------- | --------------------- | --------------------------------------- | --------- | ----------- |
| ⊙ Amselfall (Gemälde)                    | Hauptstufe frei in Sandsteinschlucht fallend, umgestaltet                                    | Rathewalde            | Grünbach (Amselgrund)                   | 15 m      | 10 m        |
| ⊙ Beuthenfall (Bild)                     | Zwischen alten Gebäuden frei über Sandsteinwand fallend                                      | Bad Schandau          | Beuthenbach (Kirnitzschtal)             | 12 m      | 12 m        |
| ⊙ Blauenthaler Wasserfall                | Aus altem Industrie-Hangkanal naturhaft, teils frei zurückstürzender Wasserfall              | Blauenthal            | Bockautal (Erzgebirge)                  | 30 m      | 12 m        |

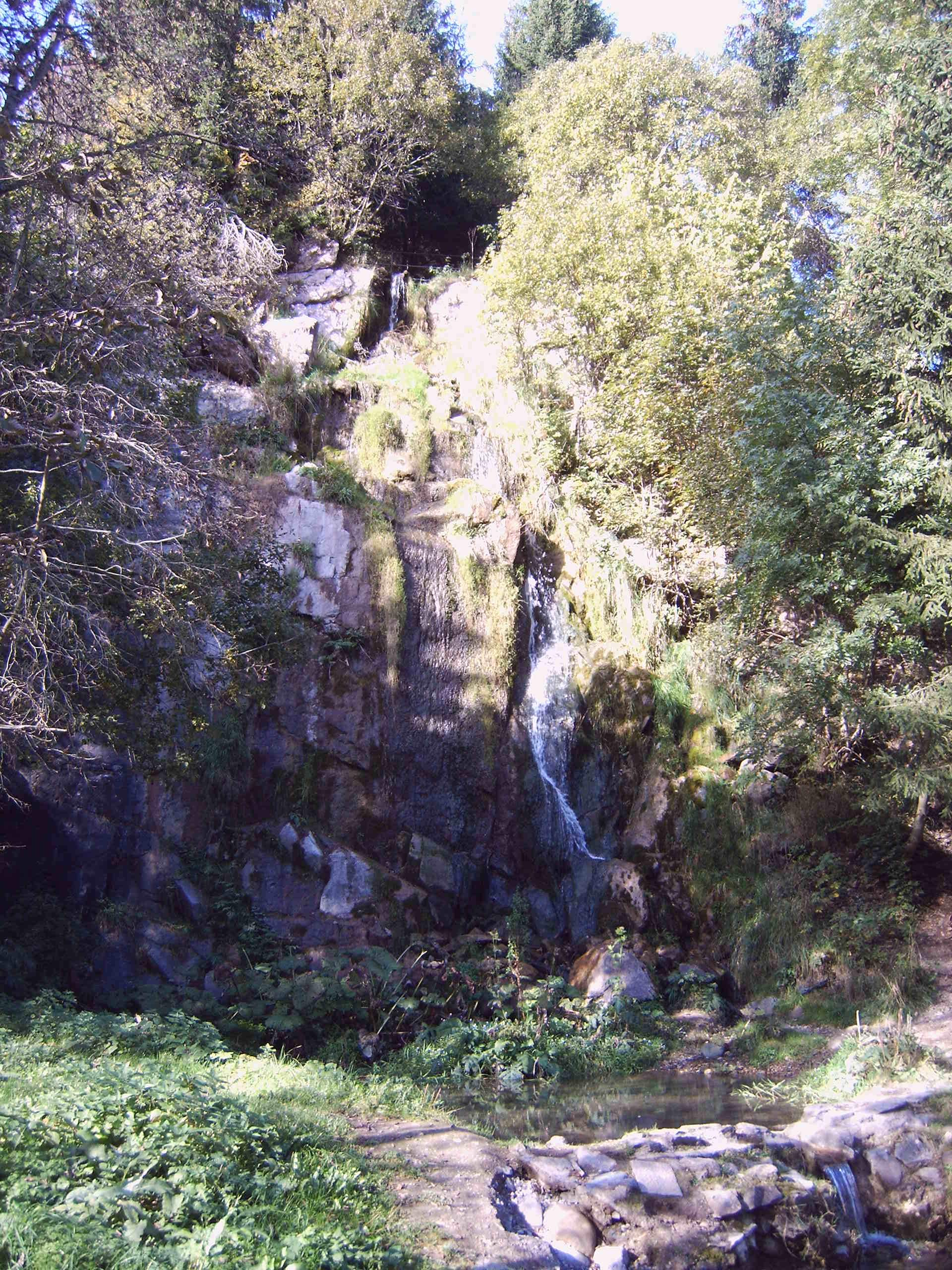
Königshütter Wasserfall

| ⊙ Gelobtbach-Wasserfall (Bild)           | Freier Absturz in enger Sandsteinschlucht (Grenze zu Tschechien)                             | Schöna                | Gelobtbach                              | 7 m       | 5 m         |
| Wasserfall in die Holzbruch-Pinge (Bild) | Kleiner Wasserfall in eine Pinge                                                             | Geyer                 | (Erzgebirge)                            |           |             |
| ⊙ Langenhennersdorfer Wasserfall (Bild)  | Obere Stufe frei fallend über Sandsteinwand (9 m, 2 m)                                       | Langenhennersdorf     | Langenhennersdorfer Bach (Gottleubatal) | 30 m      | 9 m         |
| ⊙ Lichtenhainer Wasserfall (Bild)        | Gebäudenaher, durch Umleitung erhöhter Wasserfall über Sandstein-Felsüberhang                | Bad Schandau          | Lichtenhainer Bach (Kirnitzschtal)      | 7 m       | 7 m         |
| ⊙ Pehnafall (Behnefall)                  | Unterhalb Dorfrand fast frei in Sandstein-Felskessel fallend, durch Bergbau trocken gefallen | Thürmsdorf (Struppen) | Pehna (Behne)                           | 20 m      | 12 m        |
| ⊙ Prießnitz-Wasserfall (Bild)            | Gleitende Fallstufe in hügeligem Waldtal der Dresdner Heide                                  | Dresden               | Prießnitz                               | 1 m       | 1 m         |
| ⊙ Rissfälle (Bild)                       | 1579 angelegte Felskerbe („Riss“) mit Kaskaden                                               | Hammerbrücke          | Oberer Floßgraben (Vogtland)            | –         |             |
| Triebtal bei der Elstertalbrücke         | kaskadenartiger Wasserlauf in gefällereichem Tal                                             | Jocketa               | Trieb (Vogtland)                        | –         |             |
| ⊙ Kaskaden im Tiefen Grund               | Kleine Wasserfälle in Sandstein-Cañon                                                        | Waitzdorf             | Waitzdorfer Bach (Tiefer Grund)         | –         |             |
| ⊙ Tiefenbach-Wasserfall (Bild)           | Zweistufiger Wasserfall                                                                      | Altenberg             | Tiefenbach                              | 30 m      | 15 m        |

## Harz
Der Hochharz mit überwiegend kristallinen Gesteinen oder Quarziten ist auffallend arm an Wasserfällen. Die sanften Hänge und die wenigen Engtäler sind meist mit Blockwerk gefüllt, das (wie auch im Bayerischen Wald) ein gebündeltes, erosionsstarkes Abfließen erschwert. Nur in Karen und Talstufen kommen kleinere Wasserfälle vor. Teilweise befinden sich auch an deutlichen Verwerfungsstufen steile Engtäler mit meist kleinen Wasserfällen (Harz-Nordrand), darunter die spektakulärste Großschlucht der deutschen Mittelgebirge, der Bodekessel.
Im Harz sind oft auch kleinste Wasserfälle touristische Ziele (gewesen). Die größten Wasserfälle sind künstlich gestaltet (Romkerhaller Wasserfall, Radaufall). Andere Wasserfälle sind (ähnlich wie im Erzgebirge) aus wirtschaftlichen Zusammenhängen heraus als Nebenprodukt erhalten geblieben, meist zurückstürzendes Wasser aus alten Hangkanälen zu Wasserkraftanlagen oder in Steinbrüchen, so die Spiegeltaler Wasserfälle, der Steinbach-Wasserfall oder der Königshütter Wasserfall.
| Name                                       | Beschreibung                                                                     | Ort in der Nähe      | Region oder Flussname                   | Höhe ges. | Haupt- fall |
| ------------------------------------------ | -------------------------------------------------------------------------------- | -------------------- | --------------------------------------- | --------- | ----------- |
| ⊙ Oberer Bodefall (Bild)                   | Sturzbachabschnitt mit kleinen Fallstufen                                        | Braunlage            | Warme Bode                              | 5 m       | 2 m         |
| ⊙ Unterer Bodefall Unterer Bodefall (Bild) | Kleine Einzelstufe                                                               | Braunlage            | Warme Bode                              | 4 m       | 1 m         |
| ⊙ Bodekessel (Bild)                        | Stufe in grandioser Schlucht (1798 durch Sprengung erniedrigt), sehr wasserreich | Thale                | Bode                                    | ehem. 2 m | heute 1 m   |
| ⊙ Bremkefall                               | Sturzbach mit kleinen Fallstufen                                                 | Braunlage            | Bremke                                  |           | 1 m         |
| ⊙ Grumbacher Wasserfall                    | Stufiger Sturzbach aus Hangkanal                                                 | Wildemann            | Grumbach                                | 18 m      | 3 m         |
| ⊙ Obere Ilsefälle (Bild)                   | Mehrere Fallstufen in blockreichem Bachlauf                                      | Ilsenburg            | Ilsental                                | 3 m       |             |
| ⊙ Untere Ilsefälle (Bild)                  | Mehrere Fallstufen in blockreichem Bachlauf                                      | Ilsenburg            | Ilsental                                | 3 m       |             |
| ⊙ Kaskaden am Ilsenstein                   | Mehrere kleine Fallstufen                                                        | Ilsenburg            | Schwarzer Graben                        | 9 m       | 2 m         |
| ⊙ Wasserfall im Kästental (Bild)           | Gleitfall über bankigen Fels                                                     | Thale                | Kästentaler Bach Bodetal                |           |             |
| ⊙ Kaskaden des Kellwassers                 | Mehrere Fallstufen in das Steile-Wand-Kar                                        | Altenau/Torfhaus     | Kellwasser                              | 35 m      | 3 m         |
| ⊙ Kleine Renne (Bild)                      | Mehrere Fallstufen                                                               | Hasserode            | Kleine Renne (Holtemme-Tal)             | 30 m      | 3 m         |
| ⊙ Königshütter Wasserfall                  | Frei fallend, künstlich (ehemaliger Keratophyr-Bruch)                            | Königshütte          | Königshütter Graben (Steinbachtal)      | 12 m      | 12 m        |
| ⊙ Lautenthaler Wasserfall                  | Steiler Sturzbach aus restauriertem Hangkanal, oft wasserlos                     | Lautenthal           | Lautenthaler Kunstgraben (Innerste-Tal) | 52 m      | 3 m         |
| ⊙ Lonauer Wasserfall (Bild)                | Zwei Fallstufen in Grauwacke-Kerbe                                               | Herzberg am Harz     | Lonau (Sieber-Tal)                      | 7 m       | 4 m         |
| ⊙ Nabentaler Wasserfall                    | Sturzbach, dann fünf Fallstufen                                                  | Altenau              | Clausthaler Flutgraben / Nabe           | 40 m      | 4 m         |
| ⊙ Radau-Wasserfall                         | 1859 angelegter Wasserfall über eine Klippe                                      | Bad Harzburg         | Radau (Fluss)-Hangkanal                 | 22 m      | 19 m        |
| Wasserfall der Rauhen Kulmke               | Kleine Einzelstufe                                                               | Altenau              | Rauhe Kulmke                            |           |             |
| ⊙ Rehbach-Kaskaden                         | Mehrere kleine Fallstufen eines Sturzbaches                                      | Sankt Andreasberg    | Odertal                                 | 22 m      | 2 m         |
| ⊙ Romkerhaller Wasserfall (Bild)           | 1863 an einer Kalksteinklippe angelegter Wasserfall mit teils freien Stufen      | Goslar               | Romke-Hangkanal (Okertal)               | 50 m      | 50 m        |
| ⊙ Selke-Wasserfall (Bild)                  | Mehrere kleine Fallstufen durch künstl. Laufverkürzung, wasserreich              | Harzgerode           | Selke                                   | 3 m       | 1 m         |
| ⊙ Wasserfall von Sorge                     | Raubett-Gerinne                                                                  | Sorge                | Hammergraben West                       | 6 m       |             |
| ⊙ Oberer Spiegeltaler Wasserfall (Bild)    | Frei fallend, künstlich                                                          | Clausthal-Zellerfeld | Spiegeltaler Floßgraben (Hangkanal)     | 7 m       | 6 m         |
| ⊙ Unterer Spiegeltaler Wasserfall (Bild)   | Raubett-Gerinne (Teichüberlauf) mit einer Stufe                                  | Wildemann            |                                         | 9 m       | 3 m         |
| ⊙ Steinbach-Wasserfall (Bild)              | Teils freier Sturz (Überlauf Neuer Teich)                                        | Zorge                | Steinbach                               | 7 m       | 6 m         |
| ⊙ Steinerne Renne                          | Mehrere Fallstufen in steiler Schlucht                                           | Hasserode            | Holtemme                                | 20 m      | 3 m         |
| ⊙ Tosborn-Wasserfall                       | Sturzbachabschnitt                                                               | Sülzhayn             |                                         | 6 m       | 1 m         |

## Weser- und Leinebergland, Rothaargebirge

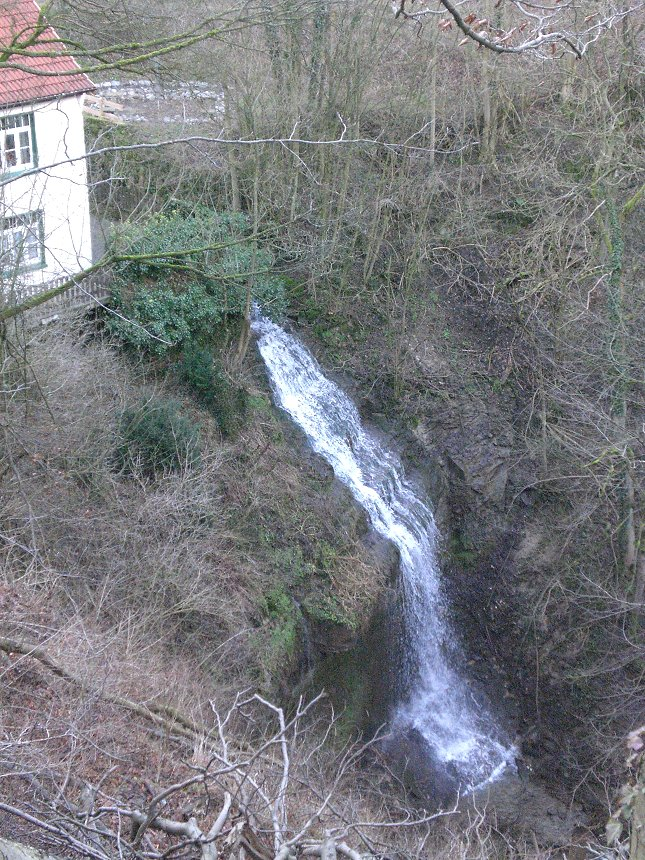
Großer Langenfelder Wasserfall im Süntel

Rothaargebirge: einschließlich umgebender Bergländer, vom Bergischen Land bis zum Kellerwald
Neben dem Süddeutschen Schichtstufenland unterhalb der markanten Jura-Plateaus (Albhochflächen) gibt es auch im sehr facettenreichen Weserbergland Landschaften mit Schichtstufen, wo der Wechsel von harten und weichen Schichten Anlass für die Bildung von einigen wenigen Wasserfällen war (Langenfelder Wasserfälle im Süntel, Wasserfall bei der Steinmühle).
Den höchsten natürlichen Wasserfall außerhalb Süddeutschlands weist mit der Plästerlegge (Plätscherfels) das mächtige, aber an Wasserfällen arme Rothaargebirge auf.
| Name                                                     | Beschreibung                                                                          | Ort in der Nähe             | Region oder Flussname               | Höhe ges. | Haupt- fall |
| -------------------------------------------------------- | ------------------------------------------------------------------------------------- | --------------------------- | ----------------------------------- | --------- | ----------- |
| ⊙ Aquädukt (Bild)                                        | 1792 angelegter freier Fall aus ruinenhaftem Aquädukt in eine Schlucht                | Kassel                      | Park Wilhelmshöhe                   | 43 m      | 43 m        |
| ⊙ Brusekessel                                            | Frei in Tosbecken fallend                                                             | Böddinghausen (Plettenberg) | Bommecke (Lennegebirge)             | 2 m       | 2 m         |
| ⊙ Wasserfälle bei Burg                                   | Sturzbach mit Fallstufen                                                              | Remscheid                   | Angerscheider Bach (Tal der Wupper) | 6 m       | 2 m         |
| ⊙ Fahrenbach-Wasserfall                                  | Freier Sturz über Sandsteinbank                                                       | Extertal                    | Fahrenbach (Tal der Exter)          | 4 m       | 3 m         |
| ⊙ Gatterbach-Wasserfall (Wasserfall im Elfengrund; Bild) | Katarakt über Blockwerk und Kalktuffbildungen                                         | Wanfried                    | Gatterbach (Werratal)               | 3 m       | -           |
| ⊙ Geislede-Wasserfall (Die Scheuche; Bild)               | Durch Umleitung initiiert, frei fallend mit natürlicher Dynamik                       | Heiligenstadt               | Geislede                            | 7 m       | 7 m         |
| ⊙ Wasserfall am Grünen See                               | Drei Fallstufen in ehem. Steinbruch                                                   | Büscherheide                | (Wiehengebirge)                     | 5 m       | 2 m         |
| ⊙ Wasserfall des Hilkersiek (Bild)                       | Freier Sturz über Sandsteinbänke, wasserarm                                           | Almena (Extertal)           | Hilkersiek (Exter-Tal)              | 6 m       | 4 m         |
| ⊙ Wasserfall in der Hölle                                | Doppelstufe über Sandsteinbänke                                                       | Almena (Extertal)           | Höllbach (rechter Exter-Zufluss)    | 5 m       | 4 m         |
| ⊙ Kleine Kaskaden, Jussowkaskaden (Bild)                 | Mehrere 1792 und 1798 angelegte Fallstufen                                            | Kassel                      | Park Wilhelmshöhe                   |           | 2 m         |
| ⊙ Großer Langenfelder Wasserfall                         | Erst gleitend, dann frei fallend                                                      | Langenfeld                  | Höllenbach (im Süntel)              | 15 m      | 13 m        |
| ⊙ Kleiner Langenfelder Wasserfall                        | Teils frei fallend                                                                    | Langenfeld                  | Höllengrund (im Süntel)             | 11 m      | 10 m        |
| ⊙ Oberer Laubach-Wasserfall                              | Frei in einen Kalksteinbruch fallend                                                  | Mettmann                    | Neandertal (Bergisches Land)        | 10 m      | 10 m        |
| ⊙ Unterer Laubach-Wasserfall (Bild heute und vor 1860)   | um 1905 zurück verlegte Fallstufe, heute gleitend, erneute Kalktuffbildung            | Mettmann                    | Neandertal (Bergisches Land)        | 4 m       | 4 m         |
| ⊙ Wasserfälle am Lutterspring                            | Drei künstlich veränderte kleine Wasserfälle                                          | Königslutter am Elm         | Lutter-Quellen                      | 3 m       | 2 m         |
| ⊙ Lutter-Wasserfall (Bild)                               | Mehrere Fallstufen über Kalktuff in kleine Waldkerbe zwischen Gewerbefläche und Acker | Großbartloff                | Lutter                              | 12 m      | 8 m         |
| ⊙ Neuer Wasserfall (Bild)                                | Mehrere 1828 angelegte Fallstufen, stillgelegt                                        | Kassel                      | Park Wilhelmshöhe                   |           | 40 m        |
| ⊙ Plästerlegge (Ramsbecker Wasserfall)                   | Fast freier Fall in felsigen Talkessel                                                | Wasserfall (Bestwig)        | Elpetal (Rothaargebirge)            | 30 m      | 22 m        |
| ⊙ Rickbach-Wasserfall (Großer Wasserfall) (Bild)         | Freier Fall über Sandsteinbank                                                        | Bremke (Extertal)           | Rickbach (rechter Exter-Zufluss)    | 4 m       | 3 m         |
| ⊙ Steinhöfer-Wasserfall (Waldwasserfall) (Bild)          | 1793 angelegte gleitende, aufgefächerte Fallstufe                                     | Kassel                      | Park Wilhelmshöhe                   |           |             |
| ⊙ Wasserfall an der Steinmühle (Bild)                    | Zwei Stufen unter Karstquelle, Wasserentzug, Mühlräder                                | Dölme                       | Oberes Wesertal                     | 10 m      | 7 m         |
| ⊙ Stroll (Kalte Spring)                                  | Einzelstufe                                                                           | Niedersfeld                 | Neuenhagensbach (Rothaargebirge)    | 3 m       | 3 m         |
| ⊙ Sturzquelle                                            | frei fallend                                                                          | Essen-Kettwig               | an der L442 (nahe Kettwiger See)    | 10 m      | 5 m         |
| ⊙ Wasserfall bei der Teufelsbrücke (Bild)                | 1793 angelegte Stufe, frei fallend                                                    | Kassel                      | Park Wilhelmshöhe                   | 10 m      | 10 m        |
| ⊙ Wasserbaum Ockensen                                    | Kalktuffgebilde über ehemaliger Mühlentechnik                                         | Ockensen                    | Ith (Leinebergland)                 | 4 m       | 4 m         |

## Norddeutsches Tiefland
Nördlichstes Wasserfallgebiet Deutschlands ist die Stubnitz auf Rügen mit mehreren kleinen Wasserfällen, die über die Kreidefelsen ins Meer stürzen.

Im übrigen Tiefland gibt es nur kleinere künstliche Wasserfälle.
| Name                                        | Beschreibung | Ort in der Nähe  | Region oder Flussname        | Höhe ges. | Haupt- fall |
| ------------------------------------------- | --- | ---------------- | ---------------------------- | --------- | ----------- |
| ⊙ Kieler Wasserfall (Bild)                  | Überwiegend freier Mündungsfall über Rügens Kreide-Kliffküste                                                                 | Sassnitz         | Kieler Bach (Stubnitz)       | 6 m       | 4 m         |
| ⊙ Wasserfall im Klettenbergpark (Bild)      | Kleiner, mehrstufiger Fall | Köln-Klettenberg | Duffesbach (Klettenbergpark) | 4 m       | 1,5 m       |
| Wasserfälle bei der Stubbenkammer           | Veränderliche Tröpfelfälle über Rügens Kreide-Kliffküste, teils Kalktuffstufen                                                | Lohme            | Quellfließe auf Jasmund      | 15 m      | 3 m         |
| ⊙ Wasserfall im Viktoria-Park Berlin (Bild) | 1895 Künstlich angelegter sogenannter Wasserfall (Pumpbetrieb) auf dem Kreuzberg, dem Heynfall im Riesengebirge nachempfunden | Berlin-Kreuzberg | Viktoriapark                 | 24 m      | 3 m         |

## Künstliche und zerstörte Wasserfälle

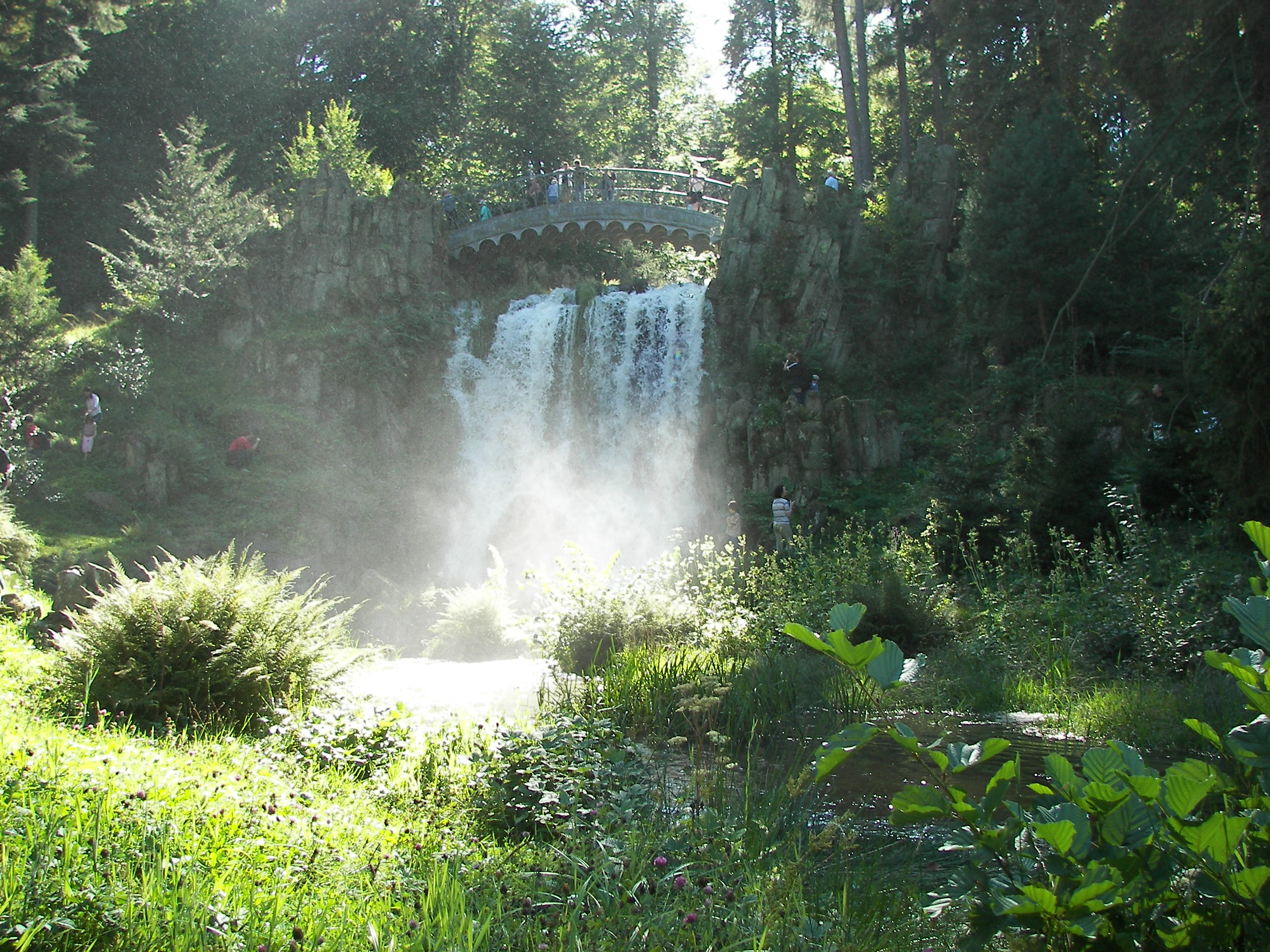
Teufelsbrücke im Bergpark Wilhelmshöhe

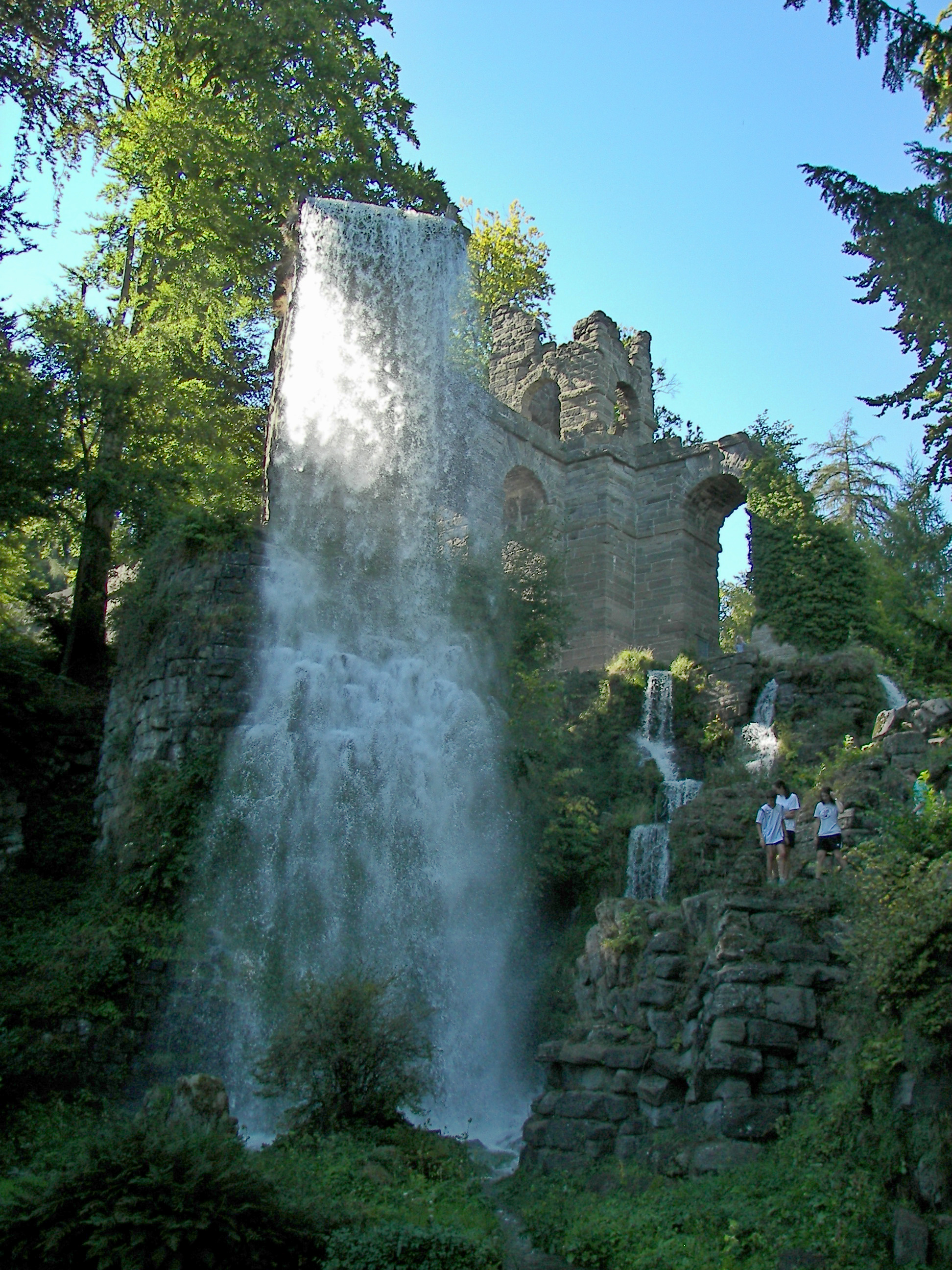
Aquädukt im Bergpark Wilhelmshöhe

Wasserfälle sind aus vielen Gründen Landschaftspunkte mit hoher Erlebnisintensität. Aus verschiedenen Kulturzusammenhängen heraus wurden, beginnend mit dem Rokoko, naturähnlich gestaltete Wasserfälle geschaffen. Hier ist insbesondere der Bergpark Wilhelmshöhe in Kassel zu nennen, mit sieben Wasserfällen bis über 40 Meter Höhe (zeitweise stattfindende Wasserspiele). Lediglich Teil einer Brunnenanlage sind künstliche Wasserfälle, die Pumpbetrieb erfordern. Beispiele sind die Kaskade im Viktoriapark, einem Volksgarten in Berlin oder der Wasserfall im Alpinum des Essener Grugaparks. Bemerkenswert ist in diesem Zusammenhang der Harz, wo jeder kleinste Wasserfall seine eigene, manchmal verblasste, touristische Tradition hat. Die größten davon sind künstlich (Romkerhaller Wasserfall, Radaufall). Bedeutend sind auch der Trusetaler Wasserfall und der Luisenthaler Wasserfall im Altensteiner Park im Thüringer Wald.
Andere Wasserfälle sind aus wirtschaftlichen Zusammenhängen heraus als Nebenprodukt erhalten geblieben, meist zurückstürzendes Wasser aus alten Hangkanälen zu Wasserkraftanlagen oder in Steinbrüchen (unter anderem Spiegeltaler Wasserfälle, Steinbach-Wasserfall, Königshütter Wasserfall im Harz, Blauenthaler Wasserfall im Erzgebirge, Saarburger Wasserfall in Saarburg). Die Mäanderhals-Durchstiche von Dillweißenstein im Nordschwarzwald und von Bad Bertrich in der Eifel haben so einen technischen Charakter, dass sie entgegen dem örtlichen Sprachgebrauch nicht als Wasserfälle anzusehen sind. Der bekannte Lechfall bei Füssen ist ebenfalls lediglich ein Ableitungs-Stauwehr, das aber vor seiner Erbauung als spektakulärer Wasserfall beworben worden war.
Andererseits führten wirtschaftliche Gründe auch zur Zerstörung von Wasserfällen, entweder durch fast völligen Wasserentzug (Raumünzachfall des Schwarzenbachs im Nordschwarzwald seit 1926, Wutachfall in Lauchringen seit 1847) oder durch Veränderung der Felsstufe durch Gesteinsabbau (Laubach- und Düsselfall im Neandertal 1870–1890, Neckarlaufen in Deißlingen-Lauffen, Wasserfall und See von Seeburg in der Schwäbischen Alb um 1634, Doos in der Fränkischen Alb um 1840) oder durch Sprengung für die Holztrift (Bodekessel im Harz 1784). Das Donnerloch bei Brodenbach (Mosel) ist in den 60er Jahren lediglich für den Bau eines Forstweges zerstört worden.
Innerhalb Deutschlands gab es einst zwei spektakuläre Stromschnellen: Das ab dem 17. Jahrhundert hineingesprengte „Binger Loch“ leitete die Beseitigung des Binger Riffs ein, und die Überstauung des Kleinen Laufen des Hochrheins bei Laufenburg (im Gegensatz zum früher so genannten Großen Laufen bei Schaffhausen/Neuhausen) beseitigte ab 1908 auch die zweite Stromschnelle.